# Filosofia

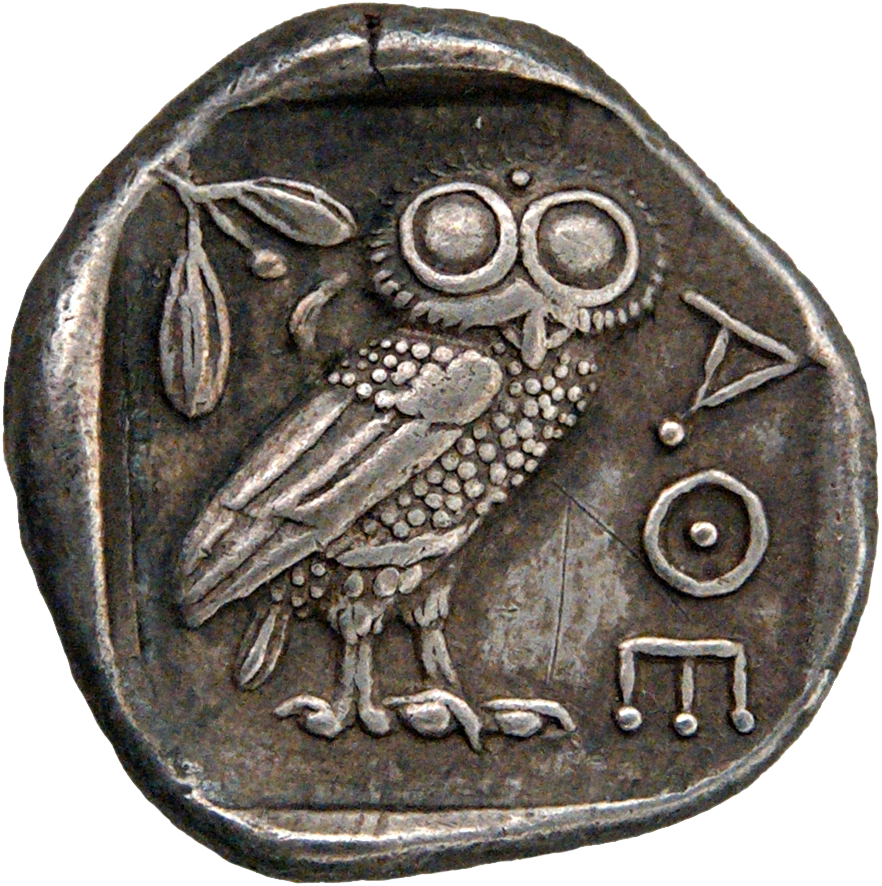
Antico tetradramma con incisa la civetta di Minerva, che per la sua capacità di vedere nel buio è il simbolo della filosofia. La scritta "ΑΘΕ" è un'abbreviazione di ΑΘΗΝΑΙΩΝ, che può essere tradotta come «degli Ateniesi».

La filosofia (in greco antico: φιλοσοφία?, philosophía, composto di φιλεῖν (phileîn), "amare", e σοφία (sophía), "sapienza" o "saggezza", ossia "amore per la sapienza") è l’indagine sistematica, razionale e critica delle questioni fondamentali riguardanti l’esistenza, la conoscenza, i valori, la ragione, la mente e il linguaggio. Generata dal senso di meraviglia e dalla curiosità umana, la filosofia si avvale dell'analisi razionale, della logica, dell'argomentazione, della chiarificazione concettuale, della riflessione introspettiva e dell'intuizione derivante dall’esperienza diretta per comprendere la natura e lo scopo della "realtà", esplorare principi etici ed esaminare se e come gli esseri umani possano condurre una vita significativa. La filosofia affronta questioni che le scienze empiriche non possono pienamente risolvere, abbracciando diversi ambiti — tra cui metafisica, epistemologia, etica, logica, estetica e filosofia politica — con gli obiettivi ultimi di promuovere una più profonda consapevolezza di sé, visioni coerenti del mondo e la libera esplorazione intellettuale .
Storicamente, prima ancora che indagine speculativa, la filosofia fu una disciplina che assunse anche i caratteri della conduzione del "modo di vita", ad esempio nell'applicazione concreta dei principi desunti attraverso la riflessione o il pensiero. In questa forma, essa sorse nell'antica Grecia.
A rendere complessa una definizione univoca della filosofia concorse il dissenso tra i filosofi sull'oggetto stesso della filosofia: alcuni orientarono l'analisi della filosofia verso l'uomo e i suoi interessi così come venne esposto nell'Eutidemo di Platone, per cui essa consisterebbe nell'«uso del sapere a vantaggio dell'uomo». Nel prosieguo della storia della filosofia altri autori che seguirono questa opinione furono per esempio Cartesio, Thomas Hobbes, e Immanuel Kant. Altri pensatori ritennero che la filosofia dovesse puntare alla conoscenza dell'essere in quanto tale, secondo un percorso che – fatte le debite differenze –, principiò dagli eleati per giungere fino a Husserl e a Heidegger.
Storicamente, la filosofia comprendeva tutti i campi della conoscenza e uno dei suoi praticanti era denominato «filosofo». Dai tempi del filosofo greco antico Aristotele al XIX secolo, la filosofia naturale comprendeva l'astronomia, la medicina e la fisica. A partire dal XIX secolo, varie aree di indagine che erano tradizionalmente parte della filosofia divennero discipline accademiche separate; in particolare le scienze sociali come la psicologia, la sociologia, la linguistica e l'economia.
Al principio del XXI secolo, i principali campi della filosofia accademica includono la metafisica, ossia la «filosofia prima» – come soleva definirla Aristotele –, che si occupa della natura dei fondamenti dell'esistenza e della realtà; l'epistemologia, che studia la natura della conoscenza e della credenza; l'etica, che si occupa del comportamento e delle sue conseguenze; e la logica, che studia le regole di inferenza che consentono di trarre conclusioni da premesse vere. Altri campi degni di nota includono la filosofia della religione, la filosofia della scienza, la filosofia politica, l'estetica, la filosofia del linguaggio, la filosofia della mente e la filosofia del diritto.

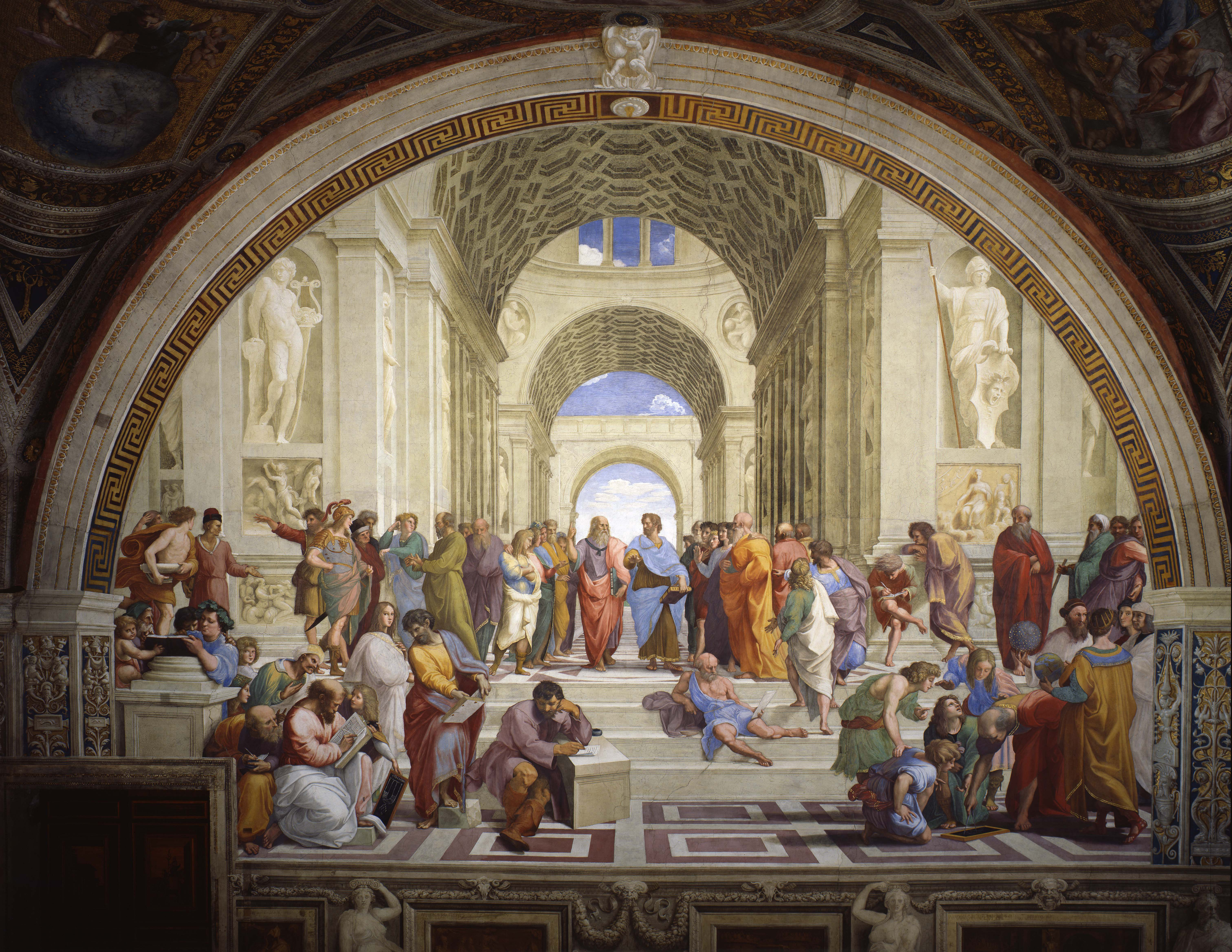
Scuola di Atene, affresco di Raffaello Sanzio, 1511.

## Etimologia

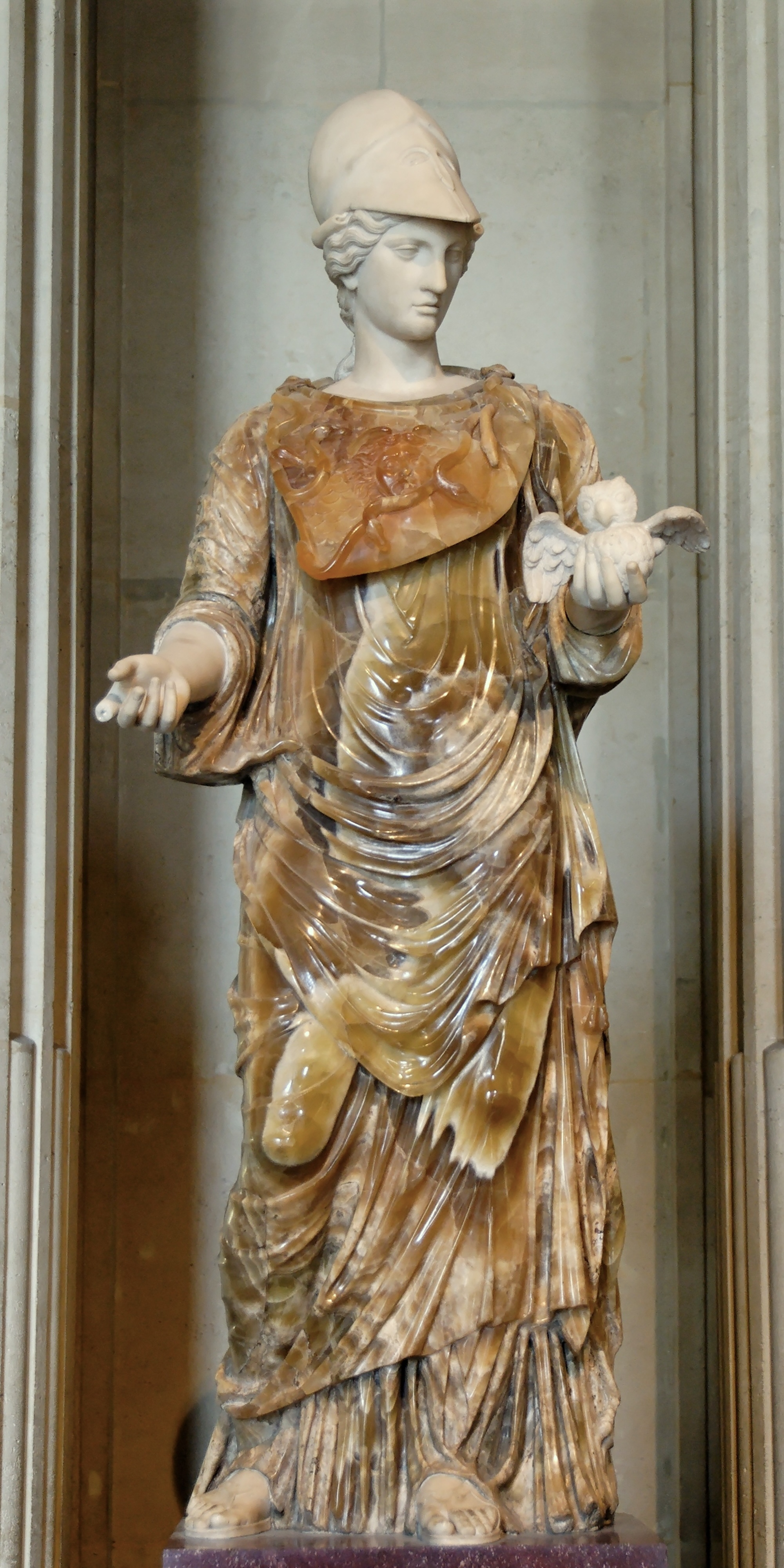
Statua di Minerva, dea romana della sapienza, accompagnata dalla civetta, suo animale sacro.

La parola filosofia indica un nesso fondamentale fra il sapere e l'amore, inteso non tanto nella sua forma passionale (anche se l'eros, il desiderio, per Platone, è il movente fondamentale della ricerca filosofica), ma in un'accezione più vicina al sentimento dell'amicizia.
Nella cultura greca antica, il termine filosofia oscillava tra due significati estremi: in un senso, la filosofia, spesso identificata come sinonimo di sophia - termine che la distingueva dalla φρόνησις (phrònesis), la prudenza - coincideva con la saggezza o, come anche si diceva, la paideia (educazione, formazione culturale): ad esempio Erodoto racconta di Solone come un uomo che aveva molto viaggiato per il mondo «filosofando», per desiderio di sapere. All'estremo opposto filosofia assume il significato di dottrina scientifica ben delineata, che Aristotele chiama «filosofia prima» indicante cioè, sia i principi primi, le cause prime, le strutture essenziali degli esseri, sia quel pensiero che studia il primo principio di tutto: Dio stesso. È nell'ambito di questi due significati che si sviluppano gli usi più particolari del termine filosofia. Il termine si evolverà ulteriormente: Jean-Joël Duhot, uno dei maggiori studiosi di storia della filosofia, chiarisce che «gli intellettuali ellenisti sapevano che sophia indicava l'abilità, il saper fare, il conoscere operativo e che quindi il sophos è l'uomo abile e, nello stesso tempo, il sapiente».
Aristotele dedica una parte importante della sua Etica Nicomachea (libri VIII e IX) alla discussione della philìa, tradotto tradizionalmente con "amicizia". Occorre tuttavia ricordare che fin da Omero tutti i termini composti con il suffisso philo indicano nella cultura greca qualcosa di più radicato nell'individuo rispetto al termine contemporaneo di 'amicizia'. Philo infatti riguarda, come evidenzia Pierre Hadot, chi fa coincidere il 'proprio' piacere o interesse, o la propria ragione di vita, con l'"oggetto" ricercato. Così philo-posia (piacere del bere), philo-timia (propensione o ricerca a ricevere 'onori'), philo-sophia interesse, piacere, ragione di vita nel ricercare la sophia.
Per Aristotele la forma più nobile di amicizia è quella che non si basa solo sull'utile o sul dilettevole, ma sul bene. Il filosofo, sarebbe dunque l'"amico del sapere", cioè del conoscere, non per usarlo come mezzo o solo per piacere intellettuale, ma come fine a sé stesso. Come tale egli si accompagna al sapere, essendo consapevole di non poterlo possedere del tutto: così ad es. in Pitagora, indicato dalla tradizione come il creatore del termine "filosofo", quando avvertiva che l'uomo può solo essere amante del sapere ma mai possederlo del tutto, poiché questo appartiene interamente solo agli dei.
La datazione del primo utilizzo del termine greco antico philosophia e dei suoi derivati philosophos (filosofo) e philosophein (filosofare) è controversa. La maggioranza degli studiosi ritiene che tali termini non possano essere fatti risalire in alcun modo ai presocratici del VII e VI secolo a.C. e per alcuni di questi nemmeno a Pitagora o ad Eraclito. I più antichi pensatori della storia della filosofia non ebbero consapevolezza di essere filosofi: sia Diogene Laerzio che Cicerone indicano Pitagora come il primo a definirsi filosofo. In un frammento di Eraclito, riferito da Clemente Alessandrino, compare il termine filosofia e si dice che "è necessario che gli uomini filosofi siano indagatori di molte cose".

Secondo Pierre Hadot: 
(Pierre Hadot. Che cos'è la filosofia antica? Torino, Einaudi, 1998, p. 18)
Il bisogno di filosofare, secondo Aristotele - che segue in questo Platone - nascerebbe dalla "meraviglia", ovvero dal senso di stupore e di inquietudine sperimentata dall'uomo quando, soddisfatte le immediate necessità materiali, comincia ad interrogarsi sulla sua esistenza e sul suo rapporto con il mondo. Tale 'meraviglia' però non va confusa, secondo Emanuele Severino, con lo 'stupore intellettuale'. Sullo stesso senso della filosofia come tentativo di liberazione dal dolore di vivere era la concezione di Schopenhauer.

## Definizioni del termine filosofia

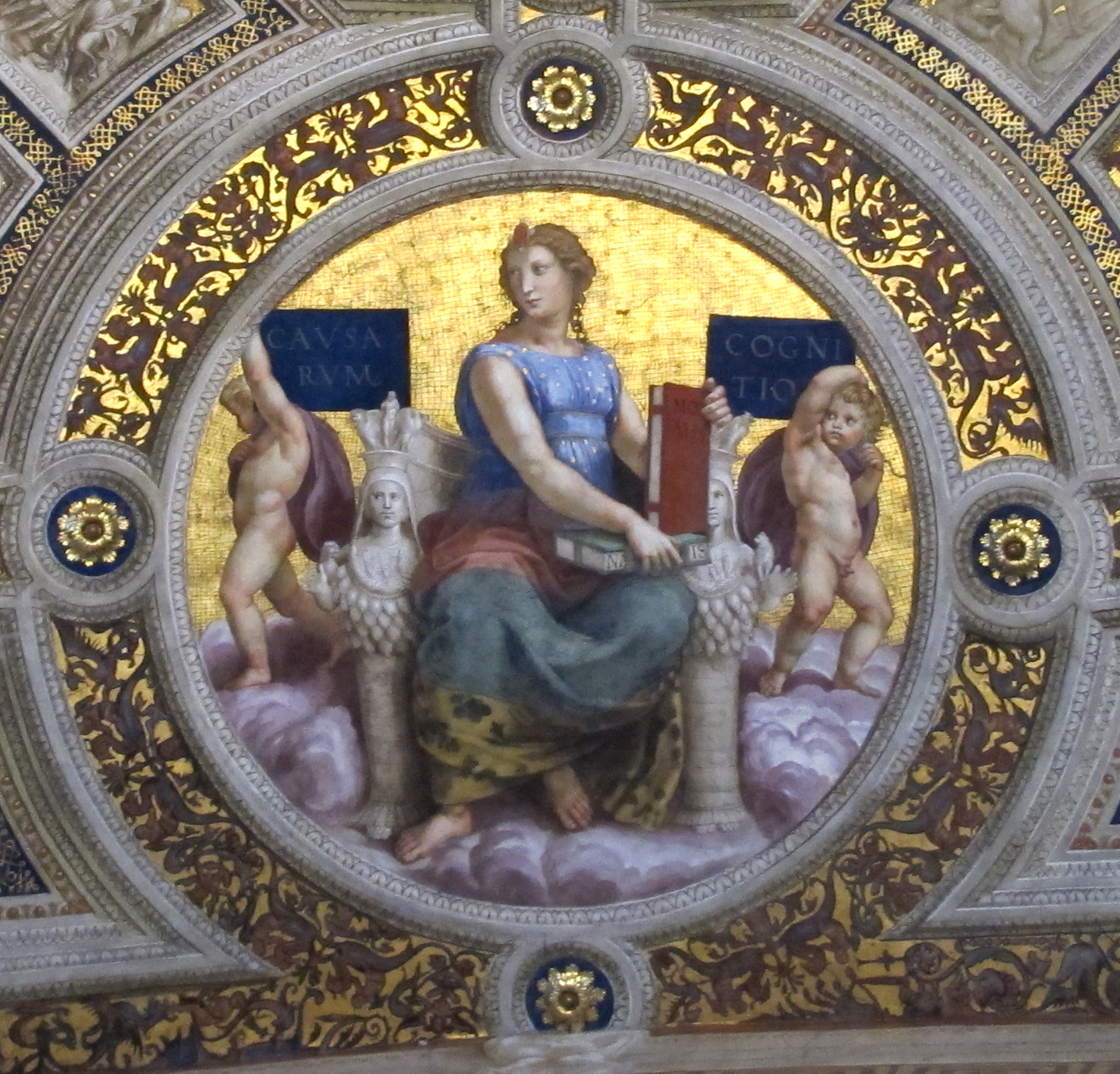
Allegoria della filosofia come «conoscenza delle cause» (causarum cognitio), affresco di Raffaello sul soffitto della Stanza della Segnatura ai Musei Vaticani.

### Il problema della definizione
Le definizioni della filosofia mirano a determinare cosa hanno in comune tutte le forme di filosofia e come distinguere la filosofia dalle altre discipline. Sono state proposte molte definizioni diverse, ma c'è molto poco accordo su quale sia quella giusta. Vi è ampio consenso sul fatto che la filosofia sia caratterizzata da vari tratti generali: è una forma di indagine razionale, tende ad essere sistematica e tende a riflettere criticamente sui propri metodi e presupposti. Ma gli approcci che vanno oltre tali vaghe caratterizzazioni per dare una definizione più interessante o profonda sono generalmente controversi.
Sebbene l'etimologia ci consenta di trarre indicazioni precise, la determinazione della filosofia, come concetto e come metodo, resta tuttavia problematica ed è, pertanto, necessario premettere che una definizione ultimativa e specifica della filosofia non può darsi; ogni sistema di pensiero infatti include al suo interno una ridefinizione del concetto di filosofia. La riflessione filosofica, cioè, è un contenitore che permane uguale a sé stesso nella forma, ma il cui senso complessivo muta per il contenuto sempre diverso della speculazione stessa.
Una difficoltà è dovuta al fatto che il significato del termine "filosofia" è molto cambiato nella storia: era usato in un senso molto più ampio per riferirsi a qualsiasi forma di indagine razionale prima dell'età moderna. In questo senso, includeva molte delle singole scienze e matematiche che oggi non sono viste come parte della filosofia. Ad esempio, il trattato Philosophiæ Naturalis Principia Mathematica di Isaac Newton che formula le leggi della meccanica classica porta il termine "filosofia" nel titolo. Le moderne definizioni di filosofia tendono a concentrarsi su come il termine è usato oggi, cioè su un senso più ristretto.
Il problema di cosa sia la filosofia si può porre secondo due prospettive diverse:
- a seconda che la definizione venga elaborata sul piano storico, ovvero la filosofia consiste essenzialmente nella sua storia e nella sua tradizione come evoluzione del pensiero in rapporto ai cambiamenti socio-culturali delle società umane nelle varie epoche.
- oppure sul piano strettamente gnoseologico individuando l'oggetto della conoscenza filosofica e formalizzandone il metodo.

La prima prospettiva è stata seguita per lo più dalla filosofia continentale nel suo sviluppo successivo alla diffusione del Cristianesimo, laddove si è posta la necessità di individuare, nella storia del pensiero, il dipanarsi di un filo conduttore univoco.
Un recente esempio di questo modo d'intendere la filosofia può rintracciarsi nel pensiero di Gilles Deleuze, che nell'opera dedicata al senso della filosofia sostiene che la domanda su cosa sia la filosofia tende a porsela l'uomo maturo - non a caso -, proprio nell'età in cui non ha più nulla da chiedere, quando è in quell'intervallo tra la vita e la morte in cui gode di libertà assoluta. La risposta a quella domanda ribadisce l'importanza della prospettiva storica nel senso che «la filosofia, è l'arte di formare, di inventare, di fabbricare concetti, ma non soltanto. È altrettanto importante definire il contesto in cui opera e gli interlocutori cui si rivolge.» La storia della filosofia consente così di rintracciare le varie linee evolutive del concetto di filosofia e quindi definire secondo un criterio unitario ed organico i problemi oggetto della conoscenza filosofica; essi possono tuttavia essere studiati, oltre che dal punto di vista storico, anche singolarmente, esaminando le varie posizioni filosofiche sugli specifici argomenti.
La seconda prospettiva, invece, trova il suo antico fondamento nella indagine "scientifica" della filosofia greca, rinnovatasi nell'ultimo secolo con la rinascita, accompagnata da una ripresa di interesse, degli studi di logica e con i tentativi del circolo di Vienna, di Bertrand Russell, di Wittgenstein ed altri, di fondare rigorosamente la conoscenza filosofica.

### La filosofia e il metodo

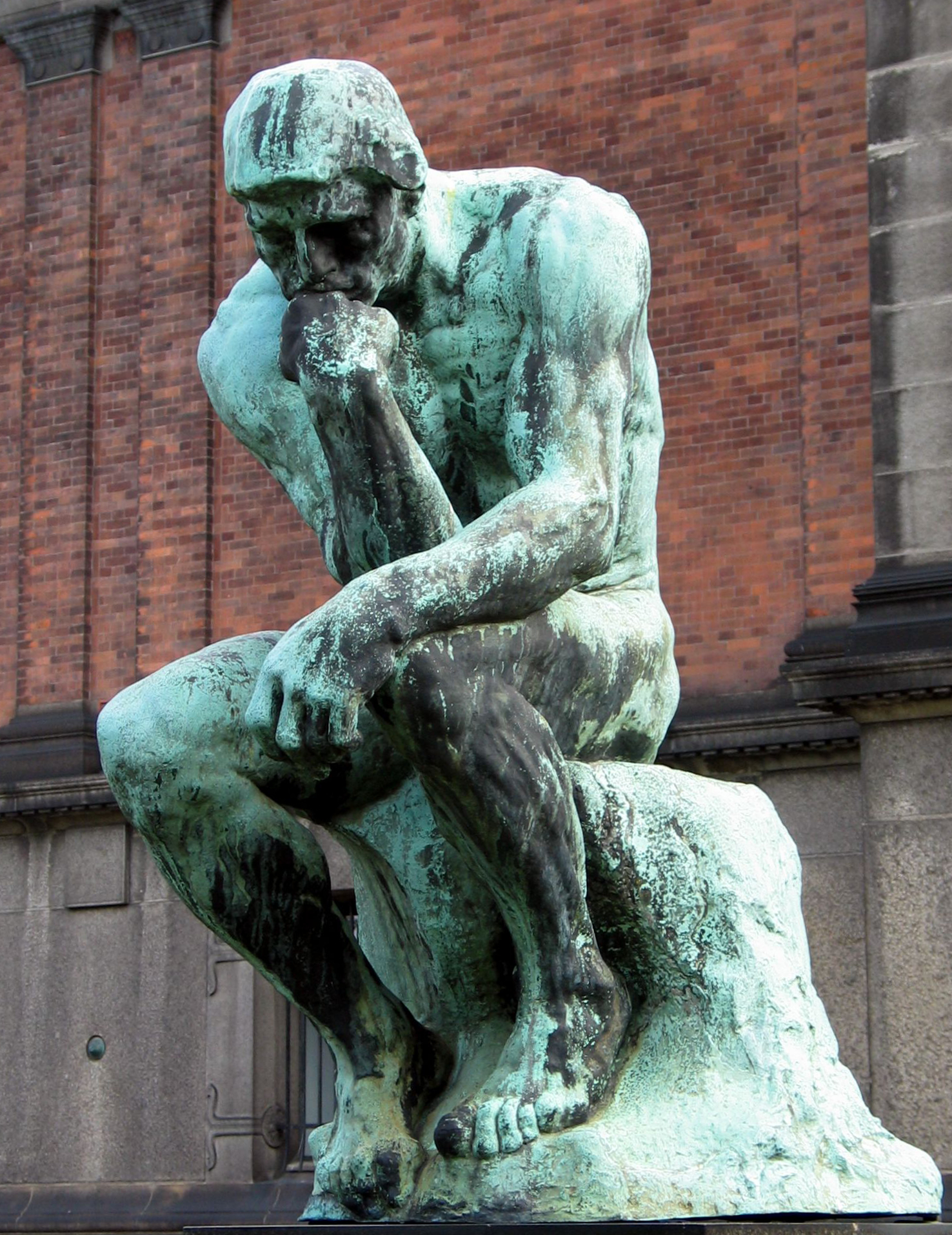
Il pensatore di Auguste Rodin

Due aspetti importanti per distinguere la filosofia dalle altre discipline sono stati il suo dominio di indagine e il suo metodo. La delimitazione dei metodi e dei temi della conoscenza filosofica è forse la prima e fondamentale questione su cui la filosofia stessa si interroga; a seconda dei periodi storici e dei contesti culturali, questa domanda ha conosciuto e conosce tuttora risposte differenti.
Si è sostenuto che il metodo filosofico si concentra sulla conoscenza a priori, cioè che la filosofia non dipende da osservazioni e sperimentazioni empiriche. Un tale approccio basa la giustificazione filosofica principalmente sul ragionamento puro, in modo simile a come la creazione di teorie matematiche si basa su dimostrazioni matematiche e in contrasto con il metodo scientifico basato su prove empiriche. Sin dai suoi inizi la filosofia sembra talora indirizzarsi verso un linguaggio di tipo matematico o logico formale; essa però non ha mai finito per esaurirsi in una mera simbolizzazione formale dei concetti, anche se Leibniz per primo poneva l'esigenza di risolvere i problemi filosofici per mezzo di un calcolo logico universale. Se oggi la filosofia analitica deve necessariamente ricorrere alla logica matematica tuttavia essa utilizza ancora prevalentemente il linguaggio naturale.
Alcuni autori come Kant e Wittgenstein, pur nella distanza storica che li separa, concordano che l'assenza di una forma di verifica empirica in filosofia è una caratteristica epistemologica essenziale di questa dottrina, la quale rifiuta ogni commistione con le scienze sperimentali pur ritenendosi legittimata ad accedere alle risultanze della scienza, per adeguarvi i propri concetti. Per esempio questo si è verificato nella corrente dello spiritualismo con Bergson. La filosofia non è una scienza sperimentale anche quando essa dedica la sua attenzione all'esame dei fatti empirici, collimando così con discipline quali la sociologia, la pedagogia, la politica ecc. La filosofia in questi ambiti considera i dati empirici ma non si limita a catalogarli; piuttosto, essa studia questi dati concreti nell'ottica di una teorizzazione critica. Così per esempio Aristotele prenderà in considerazione le costituzioni delle città greche della sua epoca ma se ne servirà nella Politica per dedurne delle considerazioni teoriche di carattere universale.

### La filosofia e le scienze
Le definizioni incentrate sul dominio di indagine o sull'argomento della filosofia spesso sottolineano la sua ampia portata in contrasto con le singole scienze. Molte scienze facevano parte della filosofia prima che maturassero abbastanza per costituire scienze pienamente sviluppate. Una disciplina filosofica cessa di essere filosofia e diventa una scienza una volta che è possibile una conoscenza definita del suo argomento. Non è azzardato quindi affermare che proprio le regole del metodo delineate filosoficamente hanno poi consentito alle scienze sperimentali di poter conseguire i loro risultati. Quando Socrate ad esempio affermava che bisognava liberare la mente dalle verità preconcette questo nel campo del lavoro scientifico vuol dire mettere in discussione le conoscenze acquisite per poter poi progredire nella scoperta. In questo senso, la filosofia è la levatrice delle scienze. La filosofia stessa non fa progressi perché la scienza appena creata si prende tutto il merito.
In tale prospettiva, è persino concepibile che la filosofia a un certo punto cessi di esistere una volta che tutte le sue sotto-discipline siano state trasformate in scienze. In effetti nel secondo Ottocento l'assetto dei saperi andava definendosi in modo tale da far pensare che la filosofia potesse decisamente scomparire. Nel corso del secolo alcune discipline cardine della filosofia, come la logica e la psicologia (intesa come studio del pensiero, o della mente), erano diventate scienze autonome. Anche l'antropologia, la sociologia, la linguistica, la scienza politica, che una volta facevano parte del territorio della filosofia, vantavano ora lo statuto di scienze specializzate. Si assiste quindi al risolversi delle antiche discipline filosofiche, nelle scienze che affrontano gli stessi problemi con risultati empiricamente verificabili. Heidegger spiega così questo esito: "Quello che è stato fin qui il ruolo della filosofia, oggi è stato assunto dalle scienze [...] la psicologia, la logica, la politologia [...] la cibernetica". Negli ultimi secoli la filosofia ha comunque ripreso, progressivamente, una sua autonomia e specificità rispetto alla conoscenza scientifica anche a livello metodico. Questa evoluzione storica della filosofia è evidente soprattutto a partire dal periodo successivo all'illuminismo, quando l'attenzione dei filosofi si sposta progressivamente dalle modalità della conoscenza del reale, al rapporto diretto e personale che l'individuo nella sua singolarità è in grado di instaurare con la totalità che lo trascende, intesa come Idea, Volontà di Potenza, Dio o Essere.
Alcuni sostengono che la filosofia nel suo insieme potrebbe non superare mai il suo status di scienza immatura poiché gli esseri umani non hanno le facoltà cognitive per dare risposte basate su prove solide alle domande filosofiche che stanno prendendo in considerazione. Se questo punto di vista fosse vero, avrebbe la grave conseguenza che fare filosofia sarebbe del tutto inutile. La caratteristica impossibilità di definire i confini della filosofia, e la sua apparente inconcludenza pratica, sono state fra le ragioni fondamentali di un filone critico nei confronti dell'attività del filosofo in sé e per sé. A differenza delle critiche rivolte di volta in volta a singole teorie o opere, coloro che criticano la filosofia intendono per lo più evidenziare l'inutilità, o addirittura la nocività, di questo tipo di attività di pensiero per l'uomo. Sin dall'inizio della storia della filosofia si è posto il problema della inutilità pratica della filosofia. Del resto, neppure la scienza, per altri versi, è stata meno severa con la filosofia, o almeno con quella parte del sapere filosofico che pretende di poter trarre conclusioni universali sulla realtà, senza servirsi dei dati dell'esperienza sensibile, del calcolo matematico e della verifica empirica dei suoi risultati. Negli ultimi anni, sempre più personalità legate all'ambito scientifico hanno criticato l'utilità della filosofia in generale e della filosofia della scienza in particolare, spesso definendole "morte". Fra questi, Stephen Hawking, Richard Feynman, Lawrence Krauss, Steven Weinberg, Neil deGrasse Tyson ed Edoardo Boncinelli; in netto contrasto a questa opinione vi è invece Carlo Rovelli.
(Martin Heidegger, Introduzione alla Metafisica, Mursia, Milano, 1968, pp. 22-23)

### Filosofia come creazione di significato e chiarimento di concetti
Il matematico Imre Toth, che si è dedicato a definire i rapporti tra la creazione matematica e la speculazione filosofica, in un'intervista a Ennio Galzenati ha osservato come le altre scienze come la medicina, l'astronomia non si pongano domande sulla loro specificità, ovvero sulla definizione di sé stesse, come fanno invece la filosofia e la matematica che continuano a interrogarsi sui limiti e le possibilità della propria forma di conoscenza. Altresì manca per il pensiero filosofico un criterio di verificabilità sperimentale che possa stabilire se ciò che esso afferma sia vero o falso; la filosofia stessa, infatti, è soggetta a una continua ridefinizione del criterio di verità con cui essa legittima le proprie conclusioni. Quindi la filosofia risulterebbe, alla fine, un girare a vuoto su sé stessa e costituita da teorie che si contraddicono a vicenda; eppure di essa non si riesce a sbarazzarsene. Opponendosi alla filosofia si fa ancora filosofia. La tematica della mancata verificabilità del pensiero filosofico che giustifica se stesso può portare però ad esiti scettici, ovvero a considerazioni di tipo ermeneutico, secondo le quali proprio questa "circolarità" del pensiero filosofico che ridefinisce i propri punti di partenza costituisce la specificità e la potenzialità della filosofia, differenziandola dalle altre forme di conoscenza.
Toth sostiene che, falliti gli ultimi tentativi positivistici di ridurre la filosofia a scienza, ci si è resi conto che l'oggetto della filosofia non sono gli oggetti naturali che studiano le scienze ma l'uomo stesso. L'uomo che indaga l'uomo, questo è ciò che caratterizza il filosofare che ha conseguito risultati concreti nel corso della sua lunga storia rendendo coscienti alla mente dell'uomo principi e valori universali prima inespressi o semplicemente intuiti.
Molte definizioni di filosofia vedono come suo compito principale la creazione di significato e comprensione o il chiarimento di concetti. In questo senso, la filosofia è spesso contrapposta alle scienze, nel senso che non si tratta tanto di come è il mondo reale, ma di come lo viviamo o di come lo pensiamo e ne parliamo. Ciò può essere espresso affermando che la filosofia è la ricerca non della conoscenza ma della comprensione. In alcuni casi, questo prende la forma di rendere esplicite varie pratiche e ipotesi che sono state implicite in precedenza, in modo simile a come una grammatica rende esplicite le regole di una lingua senza inventarle.
Se noi oggi consideriamo chiaro ad esempio quello che diciamo quando parliamo di libertà dimentichiamo che questo concetto appare per la prima volta nelle "Etiche" di Aristotele. Nella "Grande Etica", e nell'"Etica Eudemia" Aristotele parla però non di libertà, come noi oggi la intendiamo, ma di eleutheros, eleutheria che in greco antico connotava soltanto la condizione sociale dell'uomo libero in rapporto a uno schiavo. Aristotele non disponeva ancora di un termine equivalente al concetto che noi oggi abbiamo di libertà. Ed è proprio da Aristotele che è cominciata la lunga storia che ha portato alla coscienza riflessa del significato di quel termine, ora diventato per noi banalmente chiaro e che la filosofia continuerà ad arricchire di significati nel futuro.
Come afferma Remo Bodei: «la filosofia ha avuto il merito di essere, e di continuare a essere, un laboratorio in cui concetti e valori vengono collaudati, vengono sperimentati e se ne osserva la tenuta rispetto alla discussione che si svolge nell'intera società. Quindi la filosofia ha il senso di creare in un mondo che cambia continuamente, in generazioni che si susseguono, in mentalità che si incontrano, questo spirito che è quello della ricerca critica, della vigilanza e persino del dubbio».
Opinione condivisa dal filosofo statunitense Richard Rorty che dichiarò in un'intervista sul destino della filosofia: «La filosofia non potrà finire finché non finiranno i mutamenti sociali e culturali: tali mutamenti, infatti, contribuiscono a rendere obsolete le concezioni generali che abbiamo di noi stessi e del contesto in cui viviamo, determinando la necessità di un nuovo linguaggio mediante cui esprimere nuove concezioni.»
Come nota Paul Ricœur, nel realizzare questo suo compito la filosofia esprime un valore unificante nell'assicurare, nella diversità dei linguaggi, la loro connessione reciproca. Dobbiamo al pensiero filosofico se la cultura europea occidentale non si sia frantumata e parcellizzata, perdendo il senso della sua unità, di fronte alla specializzazione dispersiva dei vari saperi tecnologici. Mentre infatti la filosofia si sviluppa unitariamente cercando di risolvere le domande di un'epoca, ma tenendosi collegata a quelle passate, nella storia delle scienze ci sono rotture, discontinuità, denominate fratture epistemologiche che fanno del percorso della scienza un cammino continuamente interrotto.

### Filosofia come stile di vita

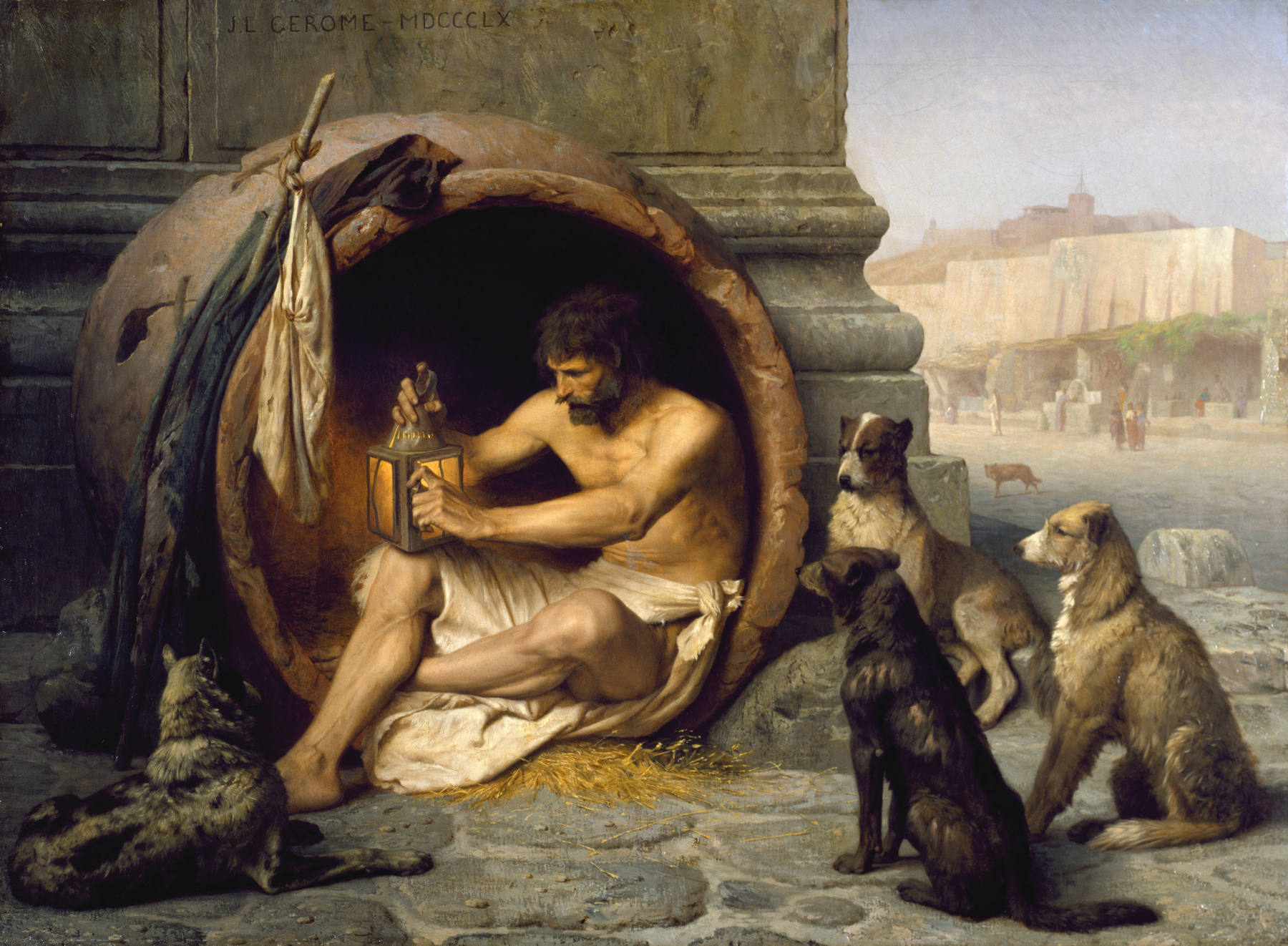
Jean-Léon Gérôme, Diogene nella botte, 1860. Ritratto romantico che rappresenta anche il cane (in greco “κύων”) che ha dato il nome al cinismo.

Alcune definizioni della filosofia si concentrano sul suo ruolo nell'aiutare il praticante a condurre una vita buona: la filosofia è vista, secondo queste definizioni, come la pratica spirituale di sviluppare la propria capacità di ragionamento attraverso la quale deve essere realizzato qualche ideale di salute. Tale visione della filosofia era già esplicitamente articolata nello stoicismo ed è stata adottata anche da alcuni filosofi contemporanei. Una concezione strettamente correlata vede la filosofia come uno stile di vita. Questo si basa su una concezione di cosa significhi condurre una vita buona che è centrata sull'aumento della propria saggezza attraverso vari tipi di esercizi spirituali o sullo sviluppo e l'uso della ragione.
Il saggio nel senso greco del termine non è l'uomo perso nelle sue riflessioni teoriche. Egli, pur detenendo un sapere considerato astratto, possiede invece l'abilità di farne un uso concreto, pratico: filosofia come “stile di vita”, saggezza intesa come “saper vivere”, in un'unità di teoria e prassi tipica dell'epoca nella quale appunto nasce.
Il tema è trattato approfonditamente da Pierre Hadot in una delle sue opere principali, “Che cos'è la filosofia antica?”, nella quale illustra quanto lontano fosse il pensiero greco dalla costruzione di sistemi ideali astratti ed avulsi dalla realtà.
La filosofia greca è permeata, fra l'altro, dal problema politico. Secondo Jean-Pierre Vernant "...è sul piano politico, di fatto, che in Grecia la Ragione si è in primo luogo espressa, costituita, formata", ovvero dal rapporto fra la sapienza e la capacità di governare il comportamento dell'uomo sia come singolo che come facente parte della comunità della polis stessa.

## Storia della filosofia occidentale

### Filosofia antica

#### I presocratici

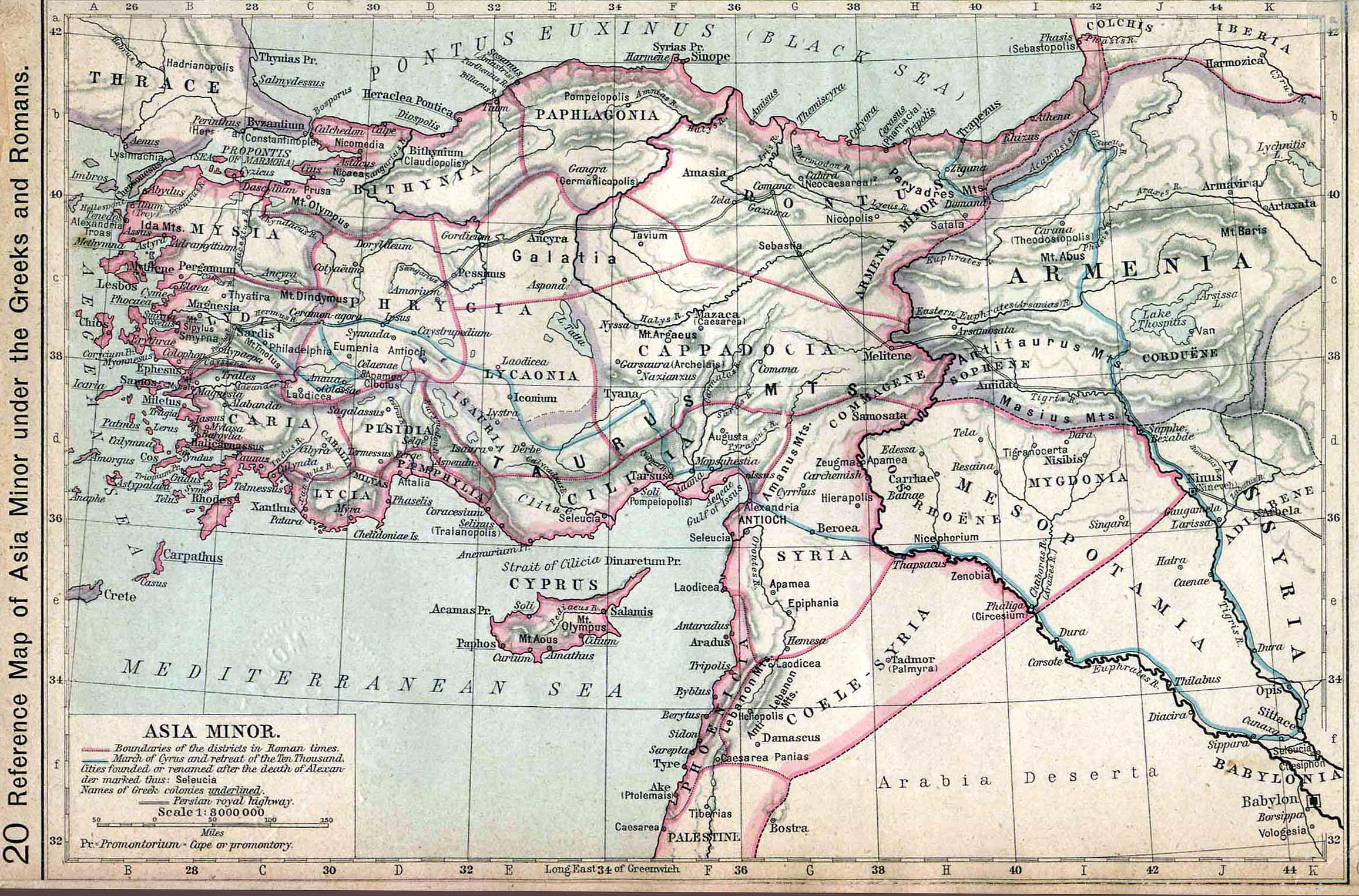
Asia minore e Mesopotamia nell'antichità. Mileto è nel quadratino B d

La filosofia emerse nell'antica Grecia nel VI secolo a.C.. L'era presocratica durò circa due secoli, durante i quali l'espansione dell'impero persiano si estendeva a ovest, mentre i greci avanzavano nelle rotte commerciali e marittime, raggiungendo Cipro e la Siria.
Pur accettando che la filosofia greca abbia ricevuto apporti tematici provenienti dalle culture orientali, l'approccio razionale e analitico era scarsamente utilizzato in Oriente, mentre sarà alla base di quello greco, e la maggior parte degli storici della filosofia oggi afferma l'autonomia e l'originalità della filosofia greca nata a Mileto, colonia greca dell'Asia minore, nel VI secolo a.C. sostenendo:
- che anche gli autori della filosofia classica più vicini per tematiche al pensiero orientale (Platone, Aristotele, ecc.), pur riconoscendo l'importanza della cultura orientale, ne sottolineano il carattere pratico e non fanno alcuna menzione di una derivazione orientale della filosofia;
- che non abbiamo conferma di nessuna traduzione di testi orientali da parte di filosofi greci poiché evidentemente esistevano delle difficoltà linguistiche alla conoscenza delle culture orientali;
- che la sapienza orientale si basava su conoscenze poste come verità teologiche indiscutibili, conosciute solo da un gruppo ristretto di persone, i cosiddetti "sacerdoti": verità che non miravano allo sviluppo della razionalità, ma erano orientate ideologicamente verso il raggiungimento di una vita ultraterrena o praticate per l'accrescimento di facoltà spirituali connesse alla sacralità, per cui il problema centrale che gli orientali si ponevano era quello della salvezza dell'anima dopo la morte, mentre il tema fondamentale nella speculazione dei primi filosofi greci (presocratici o presofisti) riguardava la natura e il cosmo;
- che infine esistevano fattori sociali e culturali che, come l'espansione coloniale greca, costituirono un ambiente caratterizzato dalla libertà politica e di pensiero favorevole allo sviluppo del pensiero filosofico;
- che la tesi orientalista è nata solamente dopo lo spostamento del baricentro culturale della Grecia verso Est, con la conquista di Alessandro Magno e la successiva diffusione dell'Ellenismo.

Con la scuola milesia di Talete, Anassimandro e Anassimene, il pensiero per la prima volta inizia ad emanciparsi dalla commistione con il mito e le tradizioni culturali poetiche per ricercare spiegazioni razionali ai fenomeni naturali e alle questioni cosmologiche abbandonando la cosmogonia; può nascere così un pensiero filosofico laico, volto ad approfondire razionalmente le esperienze della conoscenza sensibile e a sostituire all'interpretazione mitica dei fenomeni naturali un'analisi attenta ai dati dell'esperienza. La filosofia greca nasce quindi con interessi "scientifici" soprattutto per le necessità connesse alla navigazione e al commercio. Mileto infatti, sorta sulle coste della odierna Turchia, era il naturale punto d'incontro di frequenti scambi commerciali con la Grecia, l'Impero persiano e l'Egitto. L'interpretazione mitica dei fenomeni naturali non soddisfa più e non serve: si cerca una causa che renda più comprensibile la natura. Questa interpretazione "scientifica" della natura, che dà un nuovo senso ai racconti mitologici, non viene ostacolata dal credo religioso, poiché la religione greca era naturalistica, legata all'immanenza e ll'antropomorfizzazione del divino.
A proposito dei rapporti tra la filosofia e il mito si possono sinteticamente indicare tre tesi sostenute dagli storici della filosofia:
1. La filosofia con la scuola di Mileto segna una rottura con il mito. Il logos si emancipa dal pensiero mitico con l'affermazione dei primordi di un pensiero razionale e scientifico. Si è parlato di una "scoperta dello spirito" che ha fatto nascere come "un miracolo greco" la filosofia.
2. Al contrario si sostiene che sia azzardato riconoscere nella filosofia ionica la nascita di una scienza priva, com'è quella antica, della verifica sperimentale. La filosofia è ancora profondamente legata al mito: essa non fa altro che sottoporre alla critica razionale, alla discussione del logos, quanto sostiene la visione mitica che è ancora sentita come vera. Le cosmologie dei filosofi ionici riprendono e cercano di rispondere alla stessa domanda delle cosmogonie: «Come si è originato l'universo ordinato, il cosmo, dal caos?» Al mondo ordinato dei filosofi naturalisti basato sull'azione di forze contrapposte che si scindono dall'unità originaria, in continua lotta tra loro secondo un corso ciclico, corrisponde l'universo di Omero ed Esiodo dove l'ordine è mantenuto dalle forze contrapposte dei diversi dei del mito che con l'avvento della filosofia hanno perso il loro aspetto personalizzato, ma che sono ancora visti dal filosofo come potenze reali che intervengono nella vita degli uomini. Una teoria vicina a questa concezione è nell'opera più conosciuta del filosofo francese Jean-Pierre Vernant: Les Origines de la pensée grecque (Le origini del pensiero greco) pubblicata nel 1962 dove viene presentata una nuova interpretazione della storia greca avvalendosi degli studi antropologici di Georges Dumézil, Claude Lévi-Strauss e Ignace Meyerson. L'autore cerca di trovare le cause del passaggio dal pensiero mitologico greco a quello razionale filosofico. Secondo Vernant il motivo di questo cambiamento va ricercato nel mito stesso oltreché nella stessa storia sociale, giuridica, politica ed economica dei greci. Il cammino verso la ragione, sostiene Vernant, porterà nello stesso tempo alla nascita della democrazia greca.[47]
3. Questa è la tesi oggi maggiormente condivisa secondo la quale è errato sostenere che i filosofi di Mileto ripetano con parole diverse ciò che già sosteneva il mito. Nei filosofi presocratici vi sono certamente, rispetto alla concezione mitica, degli elementi originali e nuovi che vanno identificati.[48]

La facilità e la frequenza dei viaggi intra-greci contribuirono alla fusione e al confronto delle idee. Durante il VI secolo a.C., vari filosofi e altri pensatori si spostarono facilmente in giro per la Grecia, in particolare in occasione dei giochi panellenici. Sebbene la comunicazione a lunga distanza fosse difficile durante i tempi antichi, persone, filosofi e libri si spostavano attraverso altre parti della penisola greca, le isole dell'Egeo e la Magna Grecia, una zona costiera dell'Italia meridionale. Anche il sistema politico democratico delle poleis indipendenti ha contribuito all'ascesa della filosofia. La maggior parte delle città greche non era governata da autocrati o sacerdoti, consentendo ai cittadini di mettere in discussione liberamente una vasta gamma di questioni.
I primi filosofi, pur naturalisti, non per questo si possono definire come materialisti: essi conservano uno spirito religioso che non contrasta con la religione greca che, del resto, priva com'era dell'autorità di testi sacri e di dogmi, permetteva una certa libertà di pensiero. Si impone quindi il problema dell'identificazione dell'archè, l'elemento costitutivo e animatore della realtà. Essi pensarono che, pur essendo apparentemente diversi, i fenomeni naturali avessero un fondamento comune. Si trova nelle loro teorie la ricerca di una costante che metta ordine nella molteplicità caotica dei fenomeni. Se quindi, si riuscirà a identificare la causa prima di tutti questi fenomeni si otterrà una chiave universale per spiegare la formazione e il divenire di tutto il cosmo. Perciò i primi filosofi presocratici ricercheranno quest'elemento primordiale da cui tutto si è generato e a cui tutto ritorna: l'archè, ciò che successivamente verrà definito sostanza, termine che racchiuderà una pluralità di significati, ovvero ciò che:
- permane nei mutamenti
- rende unitaria la molteplicità
- rende possibile l'esistenza della cosa[50]

Interessante notare come dalla iniziale speculazione sulla natura, ancora legata ad elementi fisici con Talete, il discorso filosofico si faccia più astratto già con Anassimandro, capace di concepire come principio ciò che non è materiale, l'indefinito, l'apeiron. Dopo Talete e Anassimandro, Anassimene di Mileto affermò che l'archè dovesse essere identificato con l'aria.
Secondo Eraclito compito del filosofo è quello di fare molte esperienze e da queste arrivare al principio primo unitario, che Eraclito chiama Logos (ragione, discorso). Inizia quindi a delinearsi con Eraclito il significato di filosofia come conoscenza dei principi primi: scienza universale che tratta l'essere in generale e che quindi è alla base e fondamento di tutte le forme di conoscenza che si occupano del particolare.

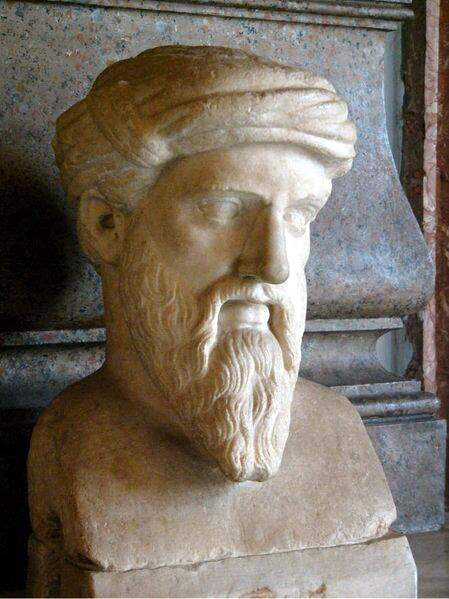
Busto di Pitagora

Pitagora (nato intorno al 570 a.C.), originario dell'isola di Samo al largo della costa della Ionia, visse in seguito a Crotone nell'Italia meridionale (Magna Grecia). I pitagorici sostengono che "tutto è numero", fornendo resoconti formali in contrasto con il materiale precedente degli Ioni. La scoperta degli intervalli consonantici nella musica da parte del gruppo permise di affermare in filosofia il concetto di armonia, che suggeriva che gli opposti potessero insieme dare origine a cose nuove. I pitagorici credevano anche nella metempsicosi, nella trasmigrazione delle anime o nella reincarnazione.

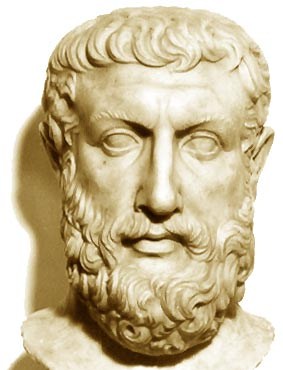
Parmenide

Un altro percorso invece condurrà la filosofia, con Parmenide e la scuola eleatica, alle prime speculazioni ontologiche; l'ontologia monistica, che nasce con Senofane di Colofone, trova infatti ad Elea, nell'ambito della Magna Grecia occidentale, i suoi principali sviluppi; in questi pensatori è prevalente la percezione di un conflitto irriducibile tra la logica che governa la dimensione intellettuale e il contraddittorio divenire dei fenomeni testimoniato dai sensi. Parmenide sosteneva che, a differenza degli altri filosofi che credevano che l'archè si fosse trasformata in molteplici cose, il mondo doveva essere immutabile ed eterno, mentre qualsiasi cosa suggerisse il contrario era un'illusione. Zenone di Elea formulò i suoi famosi paradossi per supportare le opinioni di Parmenide sull'illusione della pluralità e del cambiamento (in termini di movimento), dimostrandoli impossibili.

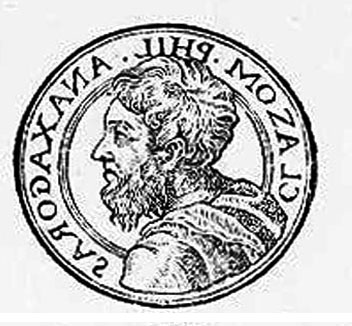
Anassagora

In opposizione al monismo eleatico, Anassagora (di Clazomene) e Leucippo (di Mileto) sostituivano la teoria parmenidea di un Essere unico e immutabile con una concezione pluralistica della physis. Questa tesi si originò in ambito ionico e fu sviluppata da Anassagora e Leucippo in due modi differenti: il primo indicava come principi fondamentali i semi (che Aristotele ribattezzerà omeomerìe), il secondo era invece assertore di una teoria atomistica. Empedocle sosteneva che l'archè consistesse in realtà in più fonti, dando origine al modello dei quattro elementi. Questi a loro volta sono soggetti alle forze dell'Amore e del Conflitto, creando le miscele di elementi che formano il mondo. L'espressione di tale pluralismo che risulterà più ricca di sviluppi sarà l'atomismo leucippeo, che troverà in Democrito un valido continuatore.
Accanto a questo primo iniziale configurarsi della filosofia come conoscenza universale compare nella storia della filosofia un'applicazione più pragmatica del filosofare: è quella dei sofisti che non tramandano definizioni della filosofia, ma chiamano filosofia una particolare forma di educazione, dietro compenso, per i giovani che vogliano intraprendere una carriera politica. I sofisti compaiono nel periodo compreso fra il culmine della civiltà ateniese e i primi sintomi della decadenza dovuta a tensioni individualistiche ed egoistiche già evidenti nell'età di Pericle. Allo scoppio della guerra del Peloponneso e alla morte di Pericle, entrano in crisi il senso di supremazia culturale ed economica a cui si sostituisce la percezione della precarietà dell'esistenza, cui i sofisti rispondono esibendo le capacità retoriche dell'individuo, educato con una nuova technè (tecnica) oratoria. Essi insegnano in particolare l'"arte della parola", un'educazione retorica e letteraria che riporta la filosofia al suo primo significato di paideia ma con diversi contenuti rispetto a quella antica, basata sulla poesia e sul mito, attraverso i quali si realizzava l'aristocratico ideale della kalokagathia ossia l'unione del bello e del buono. I sofisti non mettono in dubbio l'autorità dello Stato ma evidenziano attraverso un'analisi storica, l'origine umana delle leggi che lo regolano e il ruolo determinante di chi è capace di influenzarne la formazione attraverso l'abilità nell'usare il linguaggio, non tanto per persuadere, quanto per far prevalere sull'interlocutore il proprio punto di vista con il suo eloquio.

#### Filosofia greca classica

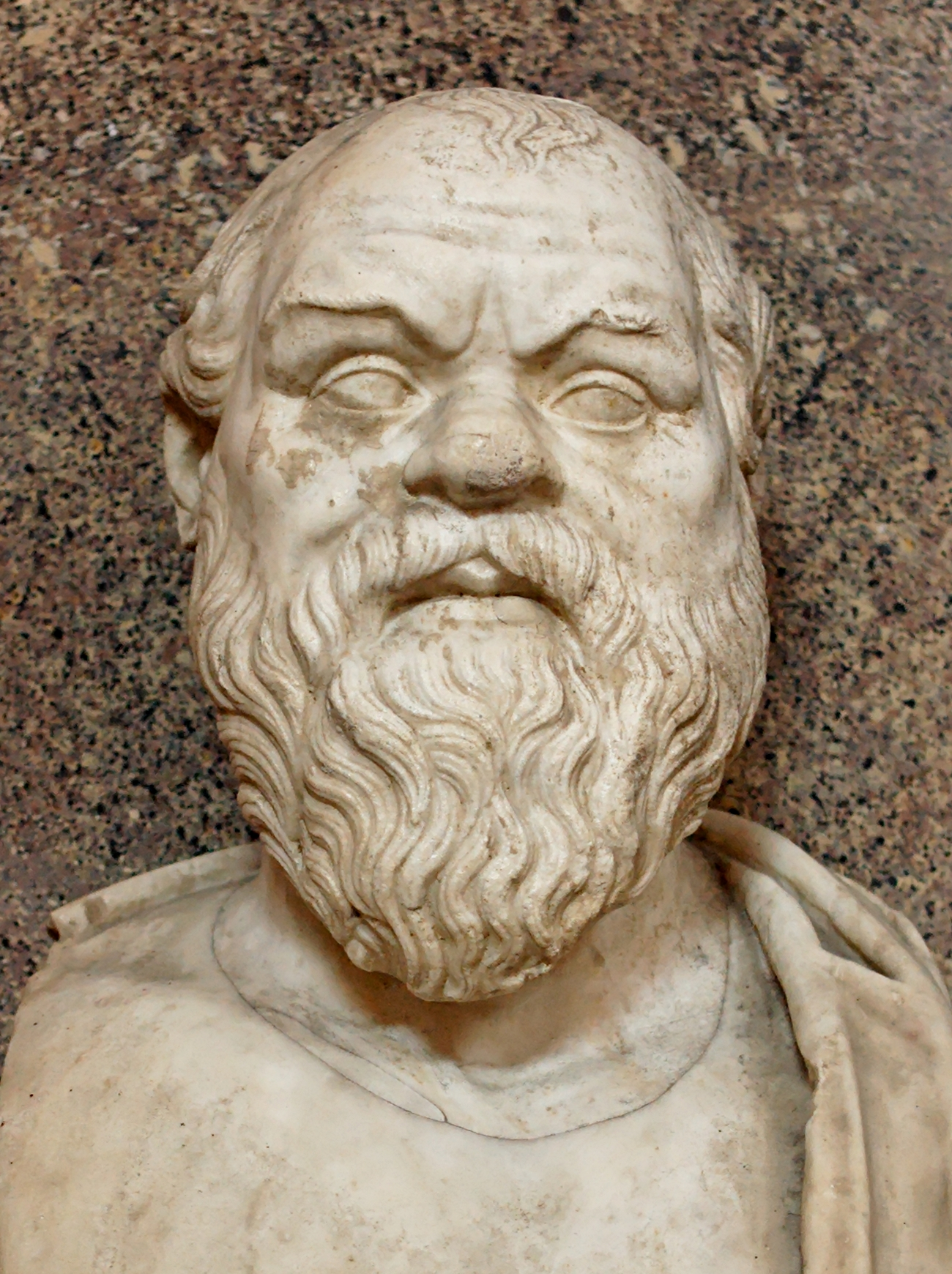
Socrate

Il periodo classico dell'antica filosofia greca è incentrato su Socrate e sulle due generazioni di studenti che seguirono.
Socrate visse un evento che gli cambiò la vita quando il suo amico Cherefonte visitò l'Oracolo di Delfi dove la Pizia gli disse che nessuno ad Atene era più saggio di Socrate. Venuto a conoscenza di ciò, Socrate trascorse successivamente gran parte della sua vita interrogando chiunque ad Atene per indagare sull'affermazione della Pizia. Il senso della sua filosofia è quello di essere essenzialmente ricerca che caratterizza quella dotta ignoranza che permette di sviluppare lo spirito critico nei confronti di coloro che presumono di sapere in modo definitivo e invece non sanno rendere conto di quello che dicono. La peculiarità di Socrate consiste infatti nel metodo di indagine filosofica basato sulla maieutica, ovvero sulla capacità, attraverso un dialogo serrato fra il filosofo e coloro che lo ascoltano, di discernere la conoscenza vera dalla mera opinione soggettiva.
Le domande di Socrate gli procurarono nemici che alla fine lo accusarono di empietà e di corruzione dei giovani. La democrazia ateniese lo processò, fu giudicato colpevole e condannato a morte. Sebbene i suoi amici si offrissero di aiutarlo a fuggire dalla prigione, Socrate scelse di rimanere ad Atene e di attenersi ai suoi principi. La sua esecuzione consistette nel bere la cicuta avvelenata. Morì nel 399 a.C.

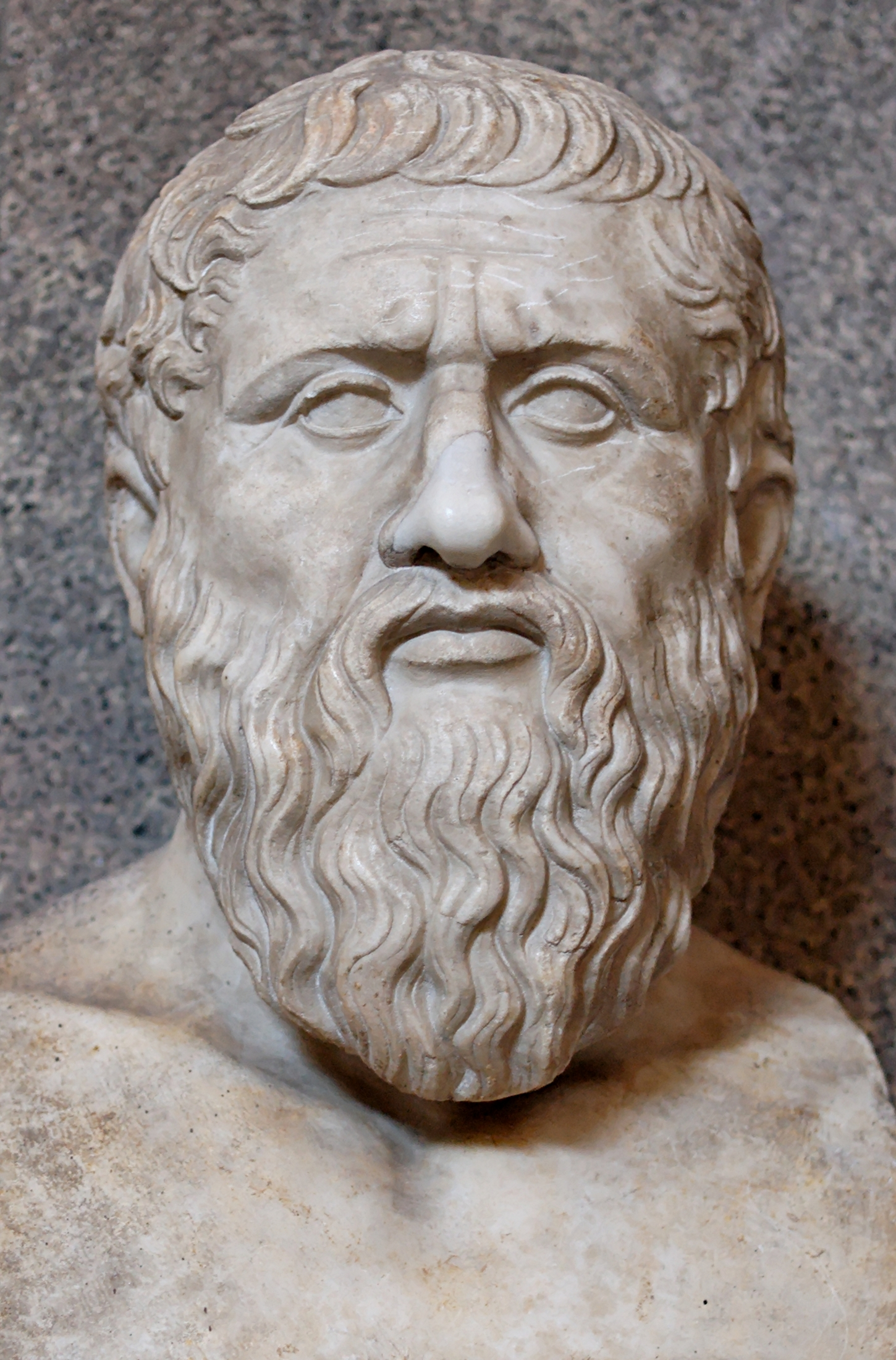
Busto di Platone nel Museo Pio-Clementino

Sebbene Socrate non abbia scritto nulla, due dei suoi discepoli, Platone e Senofonte, scrissero di alcune delle sue conversazioni, sebbene Platone usasse Socrate anche come personaggio di fantasia in alcuni dei suoi dialoghi. Questi dialoghi socratici mostrano il metodo socratico applicato per esaminare problemi filosofici. Socrate fu accusato di empietà e di corruzione dei giovani. La democrazia ateniese lo processò e lo riconobbe colpevole, condannandolo a morte. Sebbene i suoi amici si offrissero di aiutarlo a fuggire dalla prigione, Socrate scelse di rimanere ad Atene e di attenersi ai suoi principi. Morì nel 399 a.C.
Dopo la morte di Socrate, Platone fondò l'Accademia platonica e la filosofia platonica. Secondo quanto scrive Alexandre Koyré:
Come egli scrisse, in tarda età, nella Lettera VII proprio la rinuncia alla politica attiva segna la scelta per la filosofia, intesa però come impegno "civile". Tuttavia i filosofi che vorrebbero dedicarsi alla meditazione devono invece essere costretti all'arte del governo, in quanto, proprio perché disinteressati, essi sono i più affidabili come politici.
La dottrina politica attribuita a Platone deriva dalla Repubblica, dalle Leggi e dal Politico. Il primo di questi contiene il suggerimento che non ci sarà giustizia nelle città a meno che non siano governate da re filosofi; i responsabili dell'applicazione delle leggi sono obbligati a tenere in comune le loro donne, i loro figli e le loro proprietà.
I dialoghi di Platone hanno anche temi metafisici, il più famoso dei quali è la sua "teoria delle idee". Sostiene che le idee astratte (ma sostanziali) non materiali, e non il mondo materiale del cambiamento a noi noto attraverso i nostri sensi fisici, possiedano il tipo più alto e fondamentale di realtà.
Platone usa spesso lunghe analogie (di solito allegorie) per spiegare le sue idee; la più famosa è forse il "mito della caverna" nel settimo libro della Repubblica, dove delinea una formazione culturale che porti alla visione del mondo intelligibile, appresa la quale spetterà ai filosofi la funzione politica, ma non in quanto addestrati all'uso della parola, bensì perché essi sono depositari di quella luce della verità a cui sono giunti liberandosi dalle catene dell'ignoranza. La loro formazione culturale quindi sopravanza quella dei non filosofi, in quanto essi saranno educati non solo nella ginnastica, nella musica e nelle arti ma anche nelle scienze esatte come la matematica e la geometria, che permettano loro di arrivare alla concezione intellettuale delle idee perfette ed immutabili. Tramite la dialettica, l'ascesa dalle forme sensibili all'intelligibile, "si tratta di ribaltare un'anima da un giorno che è come una notte, a un vero giorno, il che corrisponde all'ascesa all'essere; in una parola, all'autentica filosofia."
Con Platone il termine filosofia ha raggiunto una tale vastità di significati che, secondo una celebre massima, in seguito la storia del pensiero non avrebbe fatto altro che svilupparne gli esiti. Essa assume cioè il senso di sapere universale, teoria e pratica politica, prevalenza dell'intelletto sulla conoscenza sensibile, scienza dei principi primi e spirito critico applicato alle scienze particolari. I vari significati della filosofia sopra indicati appaiono e scompaiono in relazione alle fasi successive del suo pensiero.
Si deve inoltre tenere presente che il senso della filosofia e quello dei suoi oggetti deve, per Platone, essere inseribile in un quadro cosmologico generale perfetto ed armonico, su base matematico-geometrica. Uno dei più importanti dialoghi della maturità, il Timeo, è molto significativo a questo proposito e, non a caso, è stato il testo base per tutta la cosmologia mistica medioevale. È un inno alla perfezione "geometrica" di un cosmo che non è solo ideale ma del tutto reale. L'ontologia platonica riguarda quindi un Essere generale (governato dall'anima del mondo), che ha il suo fondamento nell'elemento etico (il bene), in quello estetico (la bellezza) e in quello gnoseologico (la verità). Sono infatti essi che si coniugano come fondanti, lo qualificano e lo definiscono. La "materia" (la fisicità) è quindi elemento del tutto irrilevante per Platone, in quanto, non possedendo "verità" non può essere posto come oggetto della vera filosofia.

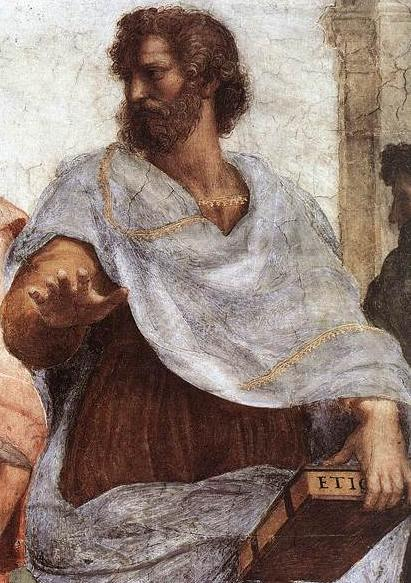
Aristotele ritratto nella Scuola di Atene di Raffaello.

L'ultima scuola di filosofia ad essere istituita durante il periodo classico fu la scuola peripatetica, fondata da Aristotele, allievo di Platone. Aristotele scrisse ampiamente su argomenti di interesse filosofico, tra cui fisica, biologia, zoologia, metafisica, estetica, poesia, teatro, musica, retorica, politica e logica. La logica aristotelica fu il primo tipo di logica a tentare di classificare ogni sillogismo valido.
Per Aristotele, la filosofia è il più grande dei beni, dal momento che ha per scopo se stessa, mentre le altre scienze hanno per fine qualcosa di diverso da sé. Aristotele introduce una nuova concezione del sapere rispetto a quella della tradizione, che collegava la sapienza all'agire e al produrre. Dedicarsi al sapere richiede la scholè, un tempo assolutamente libero da ogni cura e preoccupazione per le necessità materiali dell'esistenza. Per Aristotele fare filosofia è l'inclinazione della natura razionale di tutti gli uomini e che solo i filosofi realizzano a pieno, mettendo in atto un sapere che non serve a nulla ma che, proprio per questo, non dovrà piegarsi a nessuna servitù: un sapere assolutamente libero. La filosofia, quindi presuppone la libertà da ogni bisogno materiale, è essa stessa libera perché persegue il sapere per il sapere e rende liberi dall'ignoranza.
Mentre in un primo tempo Aristotele pensa che l'oggetto della filosofia debba essere il divino e che quindi essa sia la scienza più alta, nella maturità, con le mutate condizioni culturali e politiche, egli guarda il mondo secondo un'ottica orizzontale per cui tutte le scienze hanno pari dignità. In questo modo Aristotele constata e giustifica la situazione culturale del IV secolo a.C., dove le scienze si rendono autonome dalla filosofia e si specializzano nel loro specifico settore della realtà. Quindi, secondo Aristotele, la filosofia si differenzia dagli altri saperi perché, invece di considerare la varie facce della realtà o dell'essere, studia l'essere e la realtà in generale. Quindi, tutte le scienze che studiano una parte del reale dovranno ora presupporre la filosofia, che studia il reale in quanto tale. La filosofia diventa la scienza prima, l'anima unificatrice ed organizzatrice delle scienze particolari. La filosofia, come un'enciclopedia del sapere, non può essere altro che scienza o sapere globale.
Aristotele non enuncia direttamente il significato del termine, ma "sapere" per lui vuol dire "conoscenza dei principi primi e delle cause". Quanto più una cosa, infatti, è realizzata nella sua natura, tanto più essa è causa dell'essere delle cose che di tale natura partecipano. Ad esempio, il fuoco non può essere che la causa del calore delle cose calde, in quanto esso realizza al massimo la sua natura calda. Aristotele, cioè, stabilisce una connessione logica e reale tra verità, causalità e essere.
La matematica sarà dunque la scienza che studia gli enti nello spazio, mentre quella che studia gli enti che divengono è la fisica (che comprende tutte le scienze naturali); quella che, infine, studia l'ente in quanto ente sarà la "filosofia prima", la quale, quando si dedica allo studio dell'ente supremo, si definisce come teologia. La filosofia prima, che la tradizione filosofica chiamerà metafisica, costituirà, come teoria generale della realtà, il nucleo centrale, almeno fino a John Locke, della filosofia. Il termine "metafisica" deriva dalla catalogazione dei libri di Aristotele, nell'edizione di Andronico da Rodi (I secolo a.C.), nella quale la trattazione dell'essenza della realtà fu collocata dopo (in greco meta-) quella della natura (che è la fisica). Il prefisso meta- assunse poi il significato di "al di là, sopra, oltre".
Aristotele definirà "filosofie teoretiche" la matematica, la fisica e la "filosofia prima", distinguendole in tal modo dalle "filosofie pratiche" (etica, politica) e da quelle poietiche (da poieo, "produco"), che riguardano la poetica e le discipline tecniche. Nelle dottrine pratiche e poietiche rientra quella caratterizzazione della filosofia come saggezza che la "filosofia prima" come scienza escludeva dal suo ambito. Anzi, a differenza di Platone, Aristotele attribuisce dignità filosofica anche alle filosofie pratiche e poietiche, non potendo sempre avere il sapere i caratteri precisi e definitivi, ad esempio, della matematica. Le sue opinioni etiche identificavano l'eudaimonia come il bene ultimo, poiché era buono in sé. Pensava che l'eudaimonia potesse essere raggiunta vivendo secondo la natura umana, che è vivere con ragione e virtù, definendo la ""virtù"" come il giusto mezzo tra gli estremi. Aristotele fece da tutore ad Alessandro Magno, che conquistò gran parte dell'antico mondo occidentale. L'ellenizzazione e l'aristotelismo hanno esercitato una notevole influenza su quasi tutti i successivi filosofi occidentali e mediorientali.

#### Filosofia ellenistica e latina

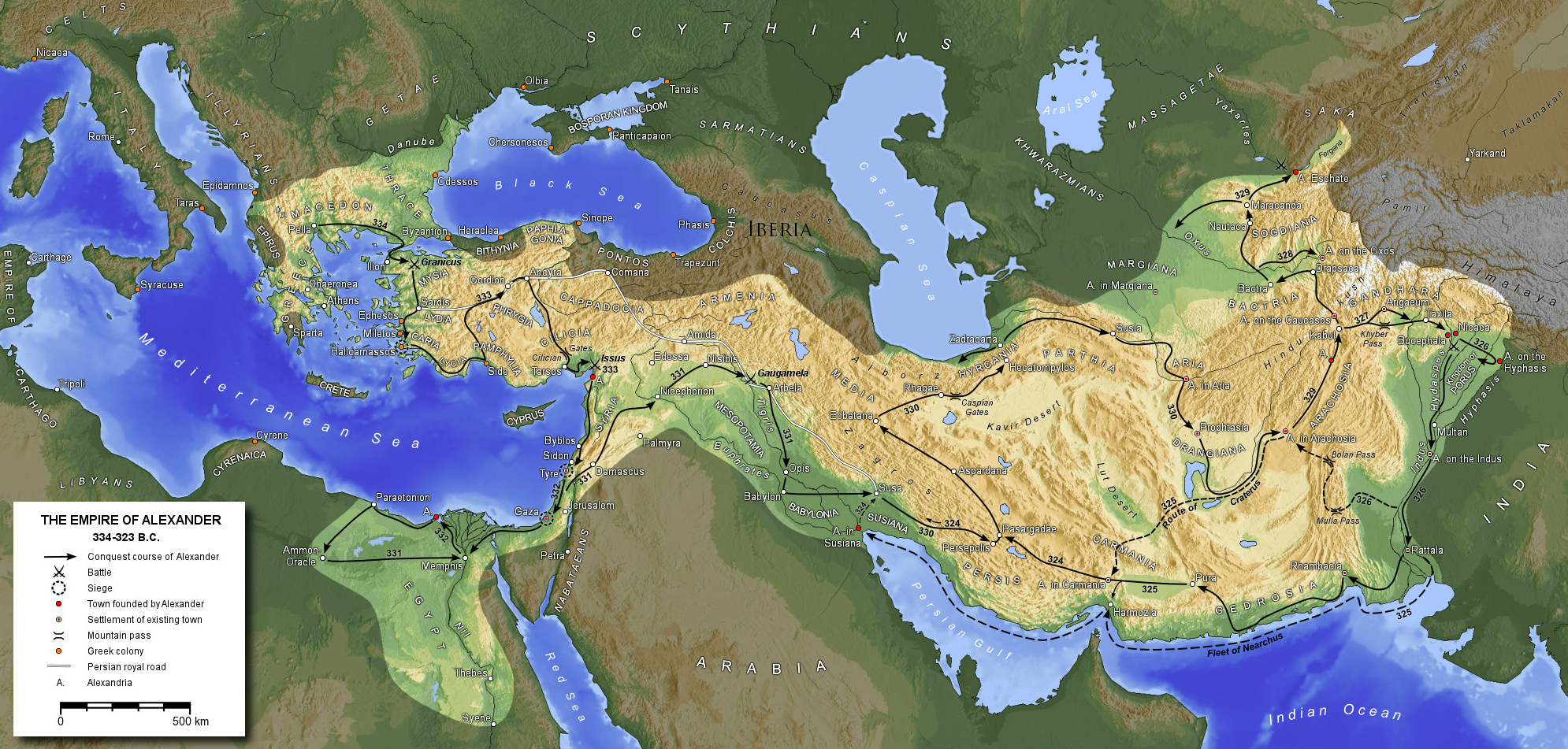
Mappa dell'impero di Alessandro Magno e del percorso che lui e Pirrone intrapresero per l'India

Nell'età ellenistica le città-stato greche perdono, dopo la conquista macedone, la loro libertà ed assieme il loro primato politico, economico e culturale che passa a nuove grandi città come Alessandria d'Egitto, Antiochia e Pergamo che diventano a loro volta centri di sviluppo e diffusione della civiltà greca nelle vaste terre conquistate e portate alla grecità da Alessandro Magno. L'ellenismo poi «con i suoi vasti ideali e aspirazioni di universalità, aprì la via alle grandi affermazioni unitarie dell'Impero romano e del cristianesimo.» Il tratto caratterizzante dell'ellenismo è appunto la diffusione della civiltà greca nel mondo mediterraneo, eurasiatico e orientale, e la sua fusione con le culture dell'Asia Minore, dell'Asia Centrale, della Siria e della Fenicia, dell'Africa del Nord, della Mesopotamia, dell'Iran e dell'India, e la conseguente nascita di una civiltà, detta appunto «ellenistica», che fu modello per altre culture relativamente alla filosofia, economia, religione, scienza e arte. Il periodo iniziò con la morte di Alessandro nel 323 a.C. (poi quella di Aristotele nel 322 a.C.), e fu seguito dal predominio della filosofia dell'antica Roma durante il periodo imperiale romano.
Il periodo ellenistico vide la continuazione dell'aristotelismo e del cinismo e l'emergere di nuove filosofie, tra cui il pirronismo, l'epicureismo, lo stoicismo e il neopitagorismo. Anche il platonismo continuò, ma trovò nuove interpretazioni, come lo scetticismo accademico.
La caratteristica fondamentale nelle filosofie ellenistiche è la tendenza a costituire dottrine fortemente strutturate caratterizzate da un interesse primario per l'etica. Nel clima di generale insicurezza e di una "fuga nel privato" che caratterizza questa età di sconvolgimenti politici, sociali e culturali, alla filosofia si chiedono sostanzialmente due cose: da un lato una visione unitaria e complessiva del mondo, dall'altro lato una specie di "supplemento d'animo", ossia una parola di saggezza e di serenità capace di guidare la vita quotidiana degli individui. Infatti conseguenza del ripiegamento verso l'intimità privata fu l'attenzione rivolta dagli intellettuali all'etica ed all'analisi interiore piuttosto che a un'indagine filosofica astratta. Le varie scuole di filosofia hanno proposto vari metodi per raggiungere l'eudaimonia. Per alcune scuole era attraverso mezzi interni, come la calma, l'atarassia (ἀταραξία) o l'indifferenza, l'apatia (ἀπάθεια), il che era forse causato dalla maggiore insicurezza dell'epoca. Epicuro ritiene che la filosofia debba diventare lo strumento, il mezzo, teorico e pratico, per raggiungere la felicità liberandosi da ogni irrequieta passione.
Un altro filone di pensiero importante nel pensiero occidentale post-classico era la questione dello scetticismo. Pirrone, un filosofo democriteo, si recò in India con l'esercito di Alessandro Magno, dove Pirrone fu influenzato dagli insegnamenti buddisti, in particolare dai tre segni dell'esistenza. Dopo essere tornato in Grecia, Pirrone iniziò una nuova scuola di filosofia, il Pirronismo, che insegnava che sono le opinioni su questioni non evidenti che impediscono di raggiungere l'atarassia. Per portare la mente all'atarassia, il pirronismo usa l'epoché (sospensione del giudizio) riguardo a tutte le proposizioni non evidenti. Dopo che Arcesilao divenne capo dell'Accademia, adottò lo scetticismo come principio centrale del platonismo, rendendo il platonismo quasi corrispondente pirronismo. Dopo Arcesilao, lo scetticismo accademico si discostò dal pirronismo.

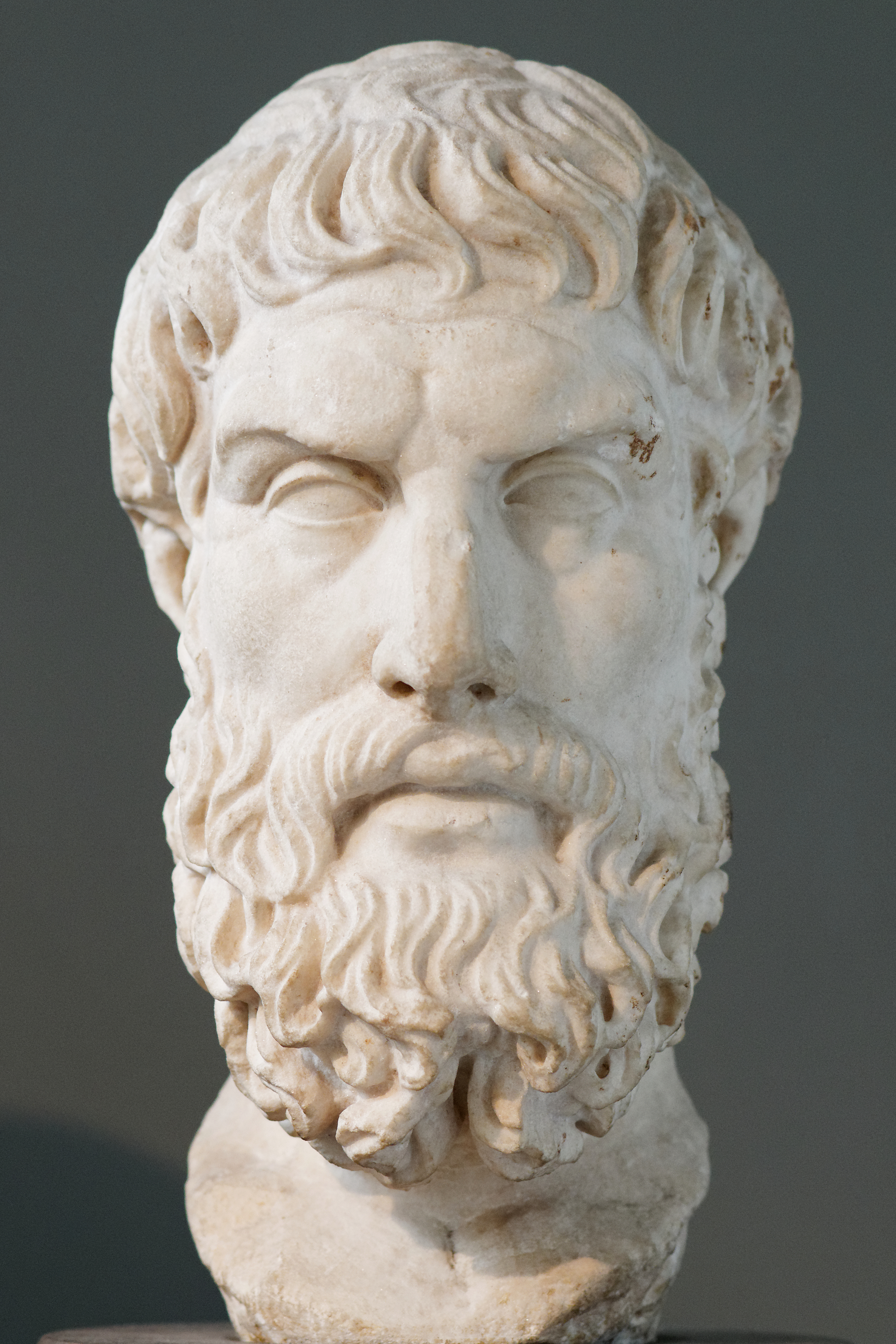
Epicuro.

Le nuove filosofie si presentano come sistemi che riprendono la suddivisione della filosofia in etica, politica e dialettica introdotta nel IV secolo a.C. da Senocrate, secondo successore di Platone, che abbandona l'aspetto metafisico della dialettica platonica, intesa come ascensione al mondo intelligibile, e la riduce essenzialmente alla logica. La sua tripartizione è quella in vigore anche presso le correnti di pensiero degli epicurei, degli stoici e degli scettici. Altrettanto avviene nel Liceo dopo la morte di Teofrasto: la filosofia prima, da studio metafisico dell'atto puro, viene ora spostata sulla fisica nei suoi aspetti scientifici. Epicuro sostituisce alla dialettica la canonica, una dottrina che fornisce i canoni, i criteri fondamentali per arrivare, tramite i sensi, alla verità, poiché l'ascesa all'intelligibile, sostiene Epicuro, sarebbe una via che va all'infinito. La filosofia stoica è focalizzata su problematiche di ordine etico: la filosofia è come un frutteto, il cui muro di cinta è la logica, gli alberi sono la fisica e i frutti, gli oggetti più importanti, l'etica.
Dal diretto contatto con il mondo greco, dopo la conquista romana del Mediterraneo, la filosofia latina, caratterizzata sin dalle origini dalla diffidenza per la speculazione pura, dalla predilezione per la vita pratica e dall'eclettismo e che trovava in Cicerone il suo rappresentante più significativo, mira ad una compenetrazione del pensiero greco con la cultura romana, diviene "arte di vita", che viene sempre più intesa, come già diceva Platone, come "esercizio di morte", cioè metodo di preparazione all'abbandono del mondo terreno per l'ascesa a quello intelligibile. La cultura ellenistica che si inserisce nell'ultimo periodo del paganesimo s'innesta in un fenomeno di natura religiosa complesso di cui fa parte anche il cristianesimo: tramontati i valori tradizionali del mondo greco legati alla polis, con l'espandersi dell'impero romano, si sviluppa, sia nella classe colta che nella gente comune, l'interesse per la religione. Una delle peculiarità della religione dei romani è che essa è inscindibilmente legata alla sfera civile, familiare e sociopolitica. Il culto verso gli dei era un dovere morale e civico ad un tempo, in quanto solamente la pietas, vale a dire il rispetto per il sacro e l'adempimento dei riti, poteva assicurare la pax deorum per il bene della città, della famiglia e dell'individuo. Altre due caratteristiche salienti della religione romana possono essere individuate nel politeismo e nella relativa tolleranza verso altre realtà religiose. La ricchezza del pantheon romano è dovuta non solo al grande numero di divinità, siano esse antropomorfe o concetti astratti, ma anche al fatto che alcune figure divine fossero moltiplicate in relazione alle funzioni loro attribuite.
Dopo la fine del periodo scettico dell'Accademia con Antioco di Ascalona, il pensiero platonico entrò nel periodo del medioplatonismo, che assorbì idee dalle scuole peripatetiche e stoiche. Un sincretismo più estremo fu fatto da Numenio di Apamea, che lo combinò con il neopitagorismo. Il neopitagorismo era sbarcato a Roma nel I secolo d.C. ed ebbe come cultori Publio Nigidio Figulo, il poeta Virgilio, Nicomaco di Gerasa (prima metà del II secolo) e Moderato di Cadice. Dal II secolo d.C. incomincia la diffusione delle opere ermetiche. Con "ermetismo" si intende generalmente un complesso di dottrine mistico-religiose nel quale confluirono durante l'ellenismo teorie astrologiche di origine semita, elementi della filosofia di ispirazione platonica e pitagorica, credenze gnostiche e procedure magiche egizie.
L'espressione più alta di questo nuovo sentire filosofico religioso è però il neoplatonismo che viene fatto iniziare con Plotino di Licopoli, che visse nella prima metà del III secolo e studiò ad Alessandria d'Egitto, dove fu allievo di Ammonio Sacca. Qui assimilò i fermenti culturali sia della filosofia greca che della mistica orientale, egiziana e asiatica. Per Plotino la parte migliore, "la parte eccellente" del pensiero platonico è quella dialettica platonica a cui ora si riduce l'intera filosofia, poiché la dialettica investe di sé, riprendendo la tripartizione di Senocrate, anche l'etica e la fisica.

### Filosofia medievale e rinascimentale

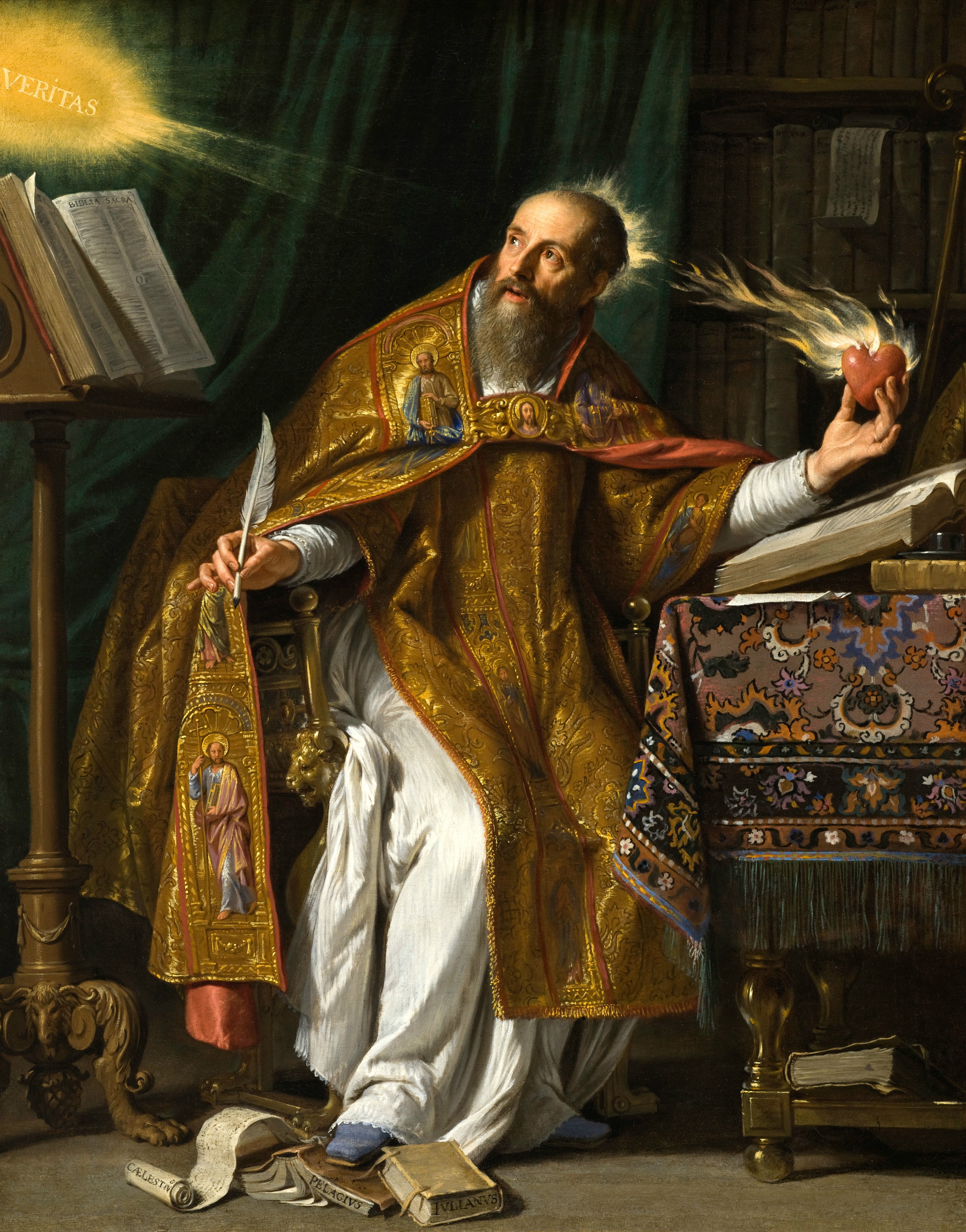
Agostino d'Ippona.

La filosofia medievale si estende grosso modo dalla cristianizzazione dell'Impero Romano fino al Rinascimento. È definita in parte dalla riscoperta e dall'ulteriore sviluppo della filosofia greca ed ellenistica classica, e in parte dalla necessità di affrontare problemi teologici e di integrare le dottrine sacre allora diffuse dalle religioni abramitiche (ebraismo, cristianesimo e islam) con il sapere laico. Alcuni problemi discussi durante questo periodo sono il rapporto della fede con la ragione, l'esistenza e l'unità di Dio, i problemi della conoscenza e degli universali. Facendo proprie le categorie filosofiche degli antichi greci, il Cristianesimo ha elaborato una concezione della filosofia che non pretendesse di sostituirsi arbitrariamente alla verità, ma che piuttosto fungesse da avvio nei suoi confronti e la difendesse dai tentativi di negarla da parte dello scetticismo e del relativismo: da qui l'espressione di filosofia come ancilla fidei, cioè servitrice nei confronti di quella fede che per un cristiano è la manifestazione più immediata della verità. La filosofia al servizio, ancella, della fede è la concezione che troviamo sin dall'inizio dei rapporti tra filosofia e religione in Clemente Alessandrino, e nella cultura medioevale a cominciare da Alberto Magno («ad theologiam omnes aliae scientiae ancillantur»). Questa concezione della filosofia convive nel Cristianesimo con la convinzione che l'uomo è essenzialmente libero di fronte alla verità, cioè ha la possibilità di accoglierla o rigettarla. Il problema della relazione fra fede, dottrina religiosa e pensiero torna d'attualità con l'avvento del Cristianesimo; in una prima fase sulla scorta della predicazione di Paolo di Tarso si ritiene che i primi fedeli debbano salvaguardare la propria devozione, dall'incontro con la filosofia pagana ma nello stesso tempo invita i cristiani a dare fondamento razionale alla loro fede. Successivamente, la Patristica assume due indirizzi prevalenti, quello occidentale, rappresentato da Ireneo e Tertulliano, che esalta il carattere volontaristico e non razionale della fede, e quello orientale, rappresentato ad es. da Clemente Alessandrino o da Origene, i quali invece ritengono la filosofia una degna ancella della fede, nell'ottica di una razionalizzazione del pensiero cristiano.
Una figura di spicco di questo periodo fu Agostino d'Ippona, uno dei Padri della Chiesa più importanti della cristianità occidentale. Agostino adottò il pensiero di Platone e lo cristianizzò. La sua influenza dominò la filosofia medievale forse fino alla fine dell'era e alla riscoperta dei testi di Aristotele. L'agostinismo è stato il punto di partenza preferito per la maggior parte dei filosofi fino al XIII secolo. Tra le questioni toccate dalla sua filosofia c'erano il problema del male, la teoria della guerra giusta e del tempo. Sul problema del male, ha sostenuto che il male era un prodotto necessario del libero arbitrio umano. Quando questo ha sollevato la questione dell'incompatibilità del libero arbitrio e della prescienza divina, sia lui sia Boezio hanno risolto il problema sostenendo che Dio non vedeva il futuro, ma piuttosto si trovava completamente al di fuori del tempo.

#### Scolastica
Una scuola di pensiero influente era quella della Scolastica, che pone una forte enfasi sul ragionamento dialettico per estendere la conoscenza per inferenza e per risolvere le contraddizioni. Il pensiero scolastico è noto anche per la rigorosa analisi concettuale. Un argomento tratto dalla tradizione viene affrontato sotto forma di domanda, si danno risposte di opposizione, si sostiene una controproposta e si confutano gli argomenti di opposizione.
Anselmo di Canterbury (chiamato il 'padre della scolastica') sosteneva che l'esistenza di Dio potesse essere provata inconfutabilmente con la conclusione logica che emerge dall'argomento ontologico, secondo il quale Dio è per definizione la cosa più grande concepibile, e poiché una cosa esistente è più grande di un non esistente, deve essere che Dio esiste o non è la cosa più grande concepibile (quest'ultima è per definizione impossibile).
Boezio ragionò sul problema degli universali, sostenendo che non esistevano in maniera indipendente come affermato da Platone, ma credeva ancora, in linea con Aristotele, che esistessero nella sostanza delle cose particolari. Un'altra figura importante per la scolastica, Pietro Abelardo, sosteneva il nominalismo, il quale afferma (in totale opposizione a Platone) che gli universali erano in realtà solo nomi dati a caratteristiche condivise dai particolari.

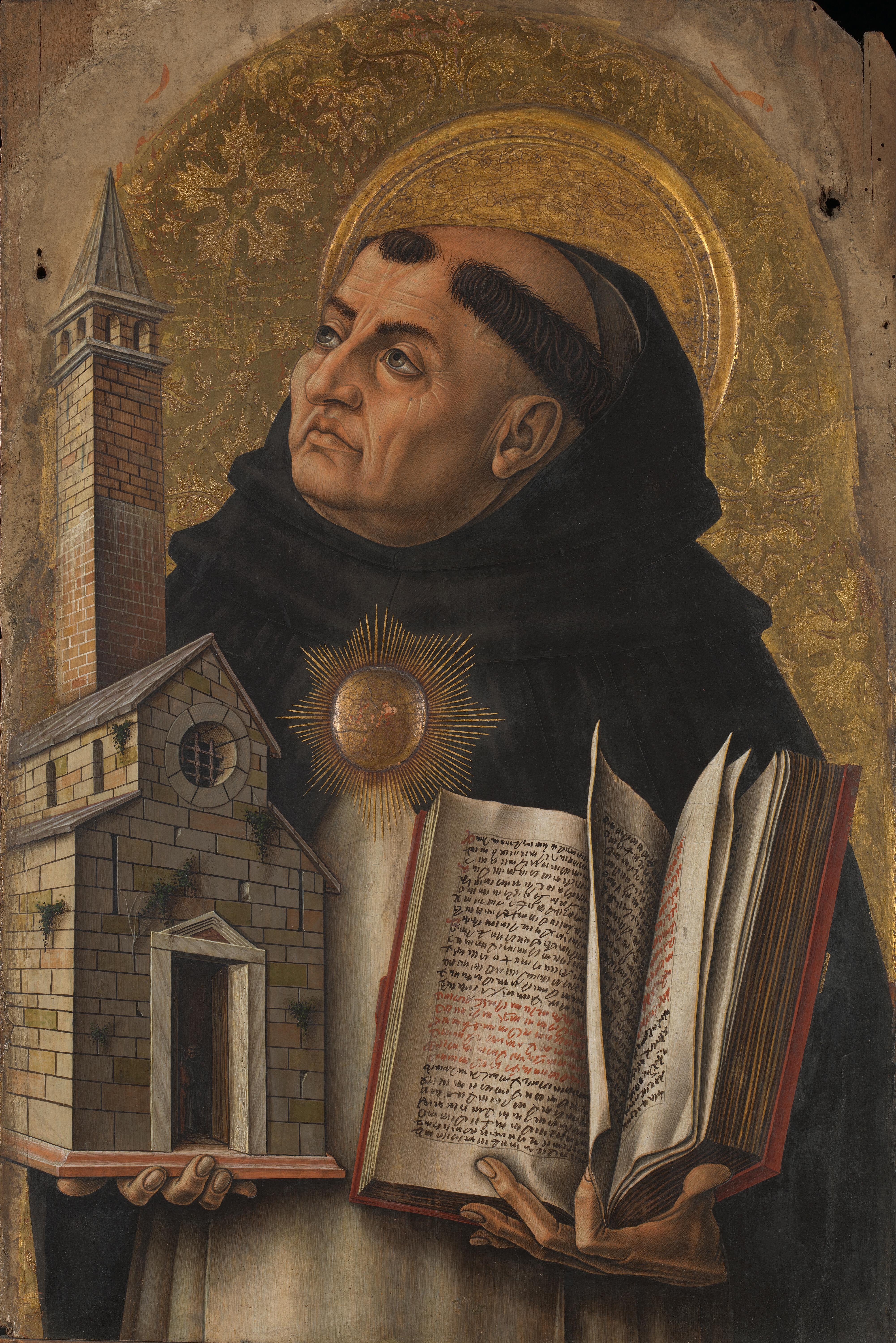
Tommaso d'Aquino ritratto da Carlo Crivelli, 1476

Solo con Tommaso d'Aquino si giungerà a una più piena conciliazione fra fede e ragione, nell'ottica però di una filosofia concepita come praeambulum fidei, cioè avvio introduttivo alla fede, non nel senso che la filosofia possa servire a rafforzare o a dedurre razionalmente le verità della dottrina cristiana, quanto semmai a difenderle dalle critiche nei suoi confronti, da eresie e nemici, obiettivo primario degli scolastici. La filosofia, intesa dalla Scolastica come ancilla theologiae è quindi una via indiretta, da utilizzare ad esempio per svelare il profetico contenuto cristiano delle antiche filosofie greche (come Platone che diviene profeta dell'avvento del Cristianesimo) o va adoperata per introdurre, con gli strumenti filosofici dei grandi pensatori del passato, alla dottrina cristiana. Ad esempio uno dei più famosi scolastici dell'età medievale «Ugo di San Vittore nel Didascalicon riconduce gerarchicamente le scienze profane alla filosofia e considera la filosofia propedeutica allo studio delle Sacre Scritture.» L'esercizio della ragione che si ha con la filosofia è quello tipico della teologia negativa, che consente di arrivare a conoscere il "quia est" di Dio («il fatto che Egli è») ma non il "quid est" («che cosa è»), per apprendere il quale è necessaria la fede: «di Dio noi non possiamo sapere che cosa è, ma piuttosto che cosa non è». La filosofia pertanto non è un sapere fine a sé stesso, ma tanto più ha valore quanto più rimanda all'altro da sé, negandosi e superandosi come coscienza critica di una verità che la trascende. Allegoria della ragione è ad esempio Virgilio nella Divina Commedia, che accompagna il pellegrino per buona parte del percorso, ma è consapevole di essere una guida incompleta, che deve cedere il passo alla fede (Beatrice) nel tratto conclusivo che conduce a Dio.

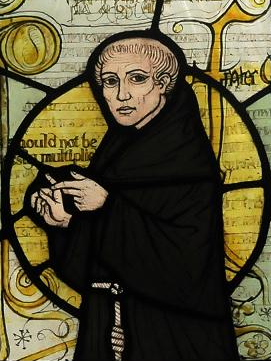
Guglielmo di Ockham

Pur essendo prevalsa, per un lungo periodo del Medioevo, la concezione che vede la filosofia come sostegno e supporto razionale delle credenze religiose, con Guglielmo di Ockham nella tarda Scolastica, iniziò ad affermarsi una visione del pensiero come attività del tutto autonoma; egli sostenne infatti che «gli articoli di fede appaiono falsi ai sapienti, cioè a quelli che si affidano alla ragione naturale», contestando il fideismo acritico che si era avuto a partire da Tertulliano. Con Ockham viene in evidenza un problema già sollevato da Averroè, che assegnava alla filosofia il riflettere e lo speculare e alla religione l'amore per Dio e l'agire di conseguenza. La duplicità nasceva dal fatto, noto da tempo, che i frutti del ragionamento spesso non coincidono con quelli della credenza. Questa posizione di Averroè veniva battezzata dagli Scolastici "doppia verità" e tale espressione si affermerà per indicare ogni discrasia emergente tra fede e ragione. Va ricordato che già prima di Ockham ciò veniva ribadito in ambito cristiano da Duns Scoto (1265-1308), che in Opus Oxoniense aveva riproposto in termini positivi la posizione del musulmano Averroè.

#### Umanesimo rinascimentale
Il Rinascimento fu un periodo di transizione tra il Medioevo e il pensiero moderno, in cui il recupero dei testi filosofici della Grecia antica contribuì a spostare gli interessi filosofici dagli studi tecnici di logica, metafisica e teologia verso indagini eclettiche su moralità, filologia e misticismo. Lo studio dei classici e delle arti umane in generale, come la storia e la letteratura, godeva di un interesse accademico fino a quel momento sconosciuto nella cristianità, una tendenza chiamata umanesimo. Sostituendo l'interesse medievale per la metafisica e la logica, gli umanisti seguirono Petrarca nel fare dell'umanità e delle sue virtù il fulcro della filosofia. Si sovrappone quindi sia alla filosofia tardomedievale, che nel XIV e XV secolo fu influenzata da figure di spicco come Alberto Magno, Tommaso d'Aquino, Guglielmo d'Ockham e Marsilio da Padova, sia alla filosofia della prima età moderna, che convenzionalmente inizia con Cartesio e la sua pubblicazione del Discorso sul metodo nel 1637. La linea di demarcazione tra ciò che è classificato come filosofia rinascimentale e moderna è controversa.

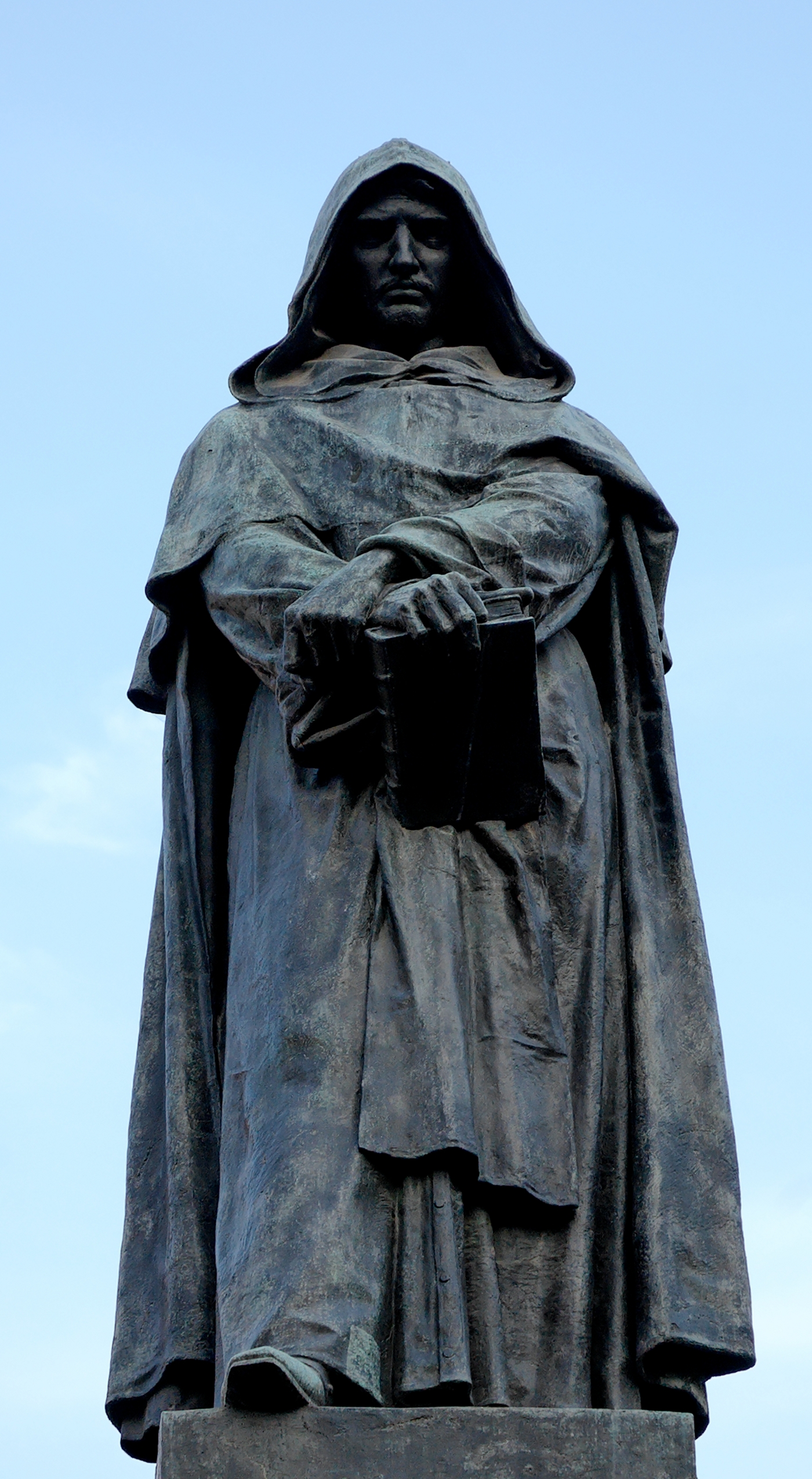
La statua di bronzo di Giordano Bruno, realizzata da Ettore Ferrari, presente a Campo de' Fiori

Il parallelismo medievale di ragione e fede diviene nuovamente problematico con l'emergere della scienza moderna nel Rinascimento; la ricerca filosofica infatti dimostra sempre maggiori difficoltà a conciliarsi con le restrizioni della dottrina religiosa, man mano che i risultati dell'indagine razionale contrastano con i dogmi e le verità della Rivelazione mettendo in crisi il Principio di autorità con cui venivano risolti questi contrasti. Alcuni dei grandi protagonisti di quest'epoca si scontrano con la Chiesa Cattolica: Bernardino Telesio, Tommaso Campanella perseguitato dall'Inquisizione, Giordano Bruno condannato al rogo, e Galileo Galilei, che pur animato da una sua sincera fede religiosa, è costretto ad abiurare le sue scoperte e quanto aveva dedotto da esse. Al punto di passaggio dal Rinascimento alla filosofia moderna, il dialogo è stato utilizzato come stile di scrittura primario dai filosofi del Rinascimento, come nel caso di Giordano Bruno.
Nella cultura umanistico-rinascimentale salta il quadro di riferimento religioso, la cornice che tiene assieme il mosaico del sapere. Si smarrisce il senso della stabilità culturale e politica. Le scienze diventano autonome e specialistiche, si perfezionano ma non comunicano più tra loro, secondo quella che Panofsky ha definito "decompartimentazione" del sapere. Tutto si risolve nel singolo, nell'individualità del Principe che tende a fare della propria esistenza un'opera unica e irripetibile.
Questo nuovo interesse per le attività umane portò allo sviluppo della scienza politica con Il Principe di Niccolò Machiavelli. Il pensiero rinascimentale estende il concetto di naturalità, così come era accaduto con i sofisti, non solo alla considerazione della scienza naturale, ma anche a quell'ambiente naturale in cui vive l'uomo: lo Stato, e la scienza naturale che studia lo Stato è la Politica. Vera scienza naturale perché determinata da principi naturalistici e autonoma da tutte le altre scienze. Il pensiero politico di Machiavelli ora considererà suo oggetto di studio l'essere, le cose come stanno effettivamente e non più il dover essere, le cose come dovrebbero essere o come si vorrebbe che fossero.
Una concezione storica e naturalistica assieme della vita dell'uomo simile a quella delle vicende della natura: come in questa nulla cambia così avviene, nonostante le apparenti trasformazioni, anche per la storia dell'uomo.
La stessa definizione dell'ambito della filosofia, la sua autonomia, sarà da specificare nell'età moderna nei confronti della scienza sperimentale e matematica della natura. Cambia nell'umanesimo la visione dell'uomo non più legato alla divinità: l'uomo viene considerato nel suo aspetto concreto e nel suo legame con la natura, che lo porta a sperimentare e conoscere con i sensi prima e piuttosto che attraverso le astrazioni della logica, con lo scopo di volgere la natura stessa ai propri fini.

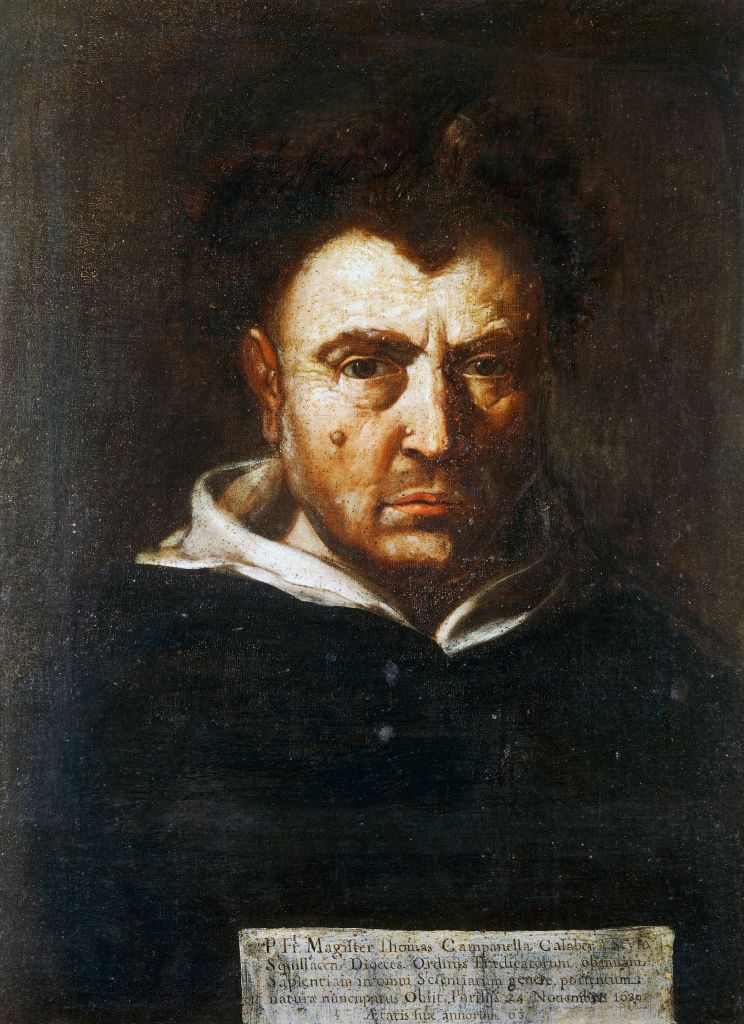
Tommaso Campanella

Il naturalismo torna prepotentemente nell'età rinascimentale, «l'uomo apparve come il centro focale della natura, come un essere intermedio capace di forgiarsi secondo il suo volere, e di plasmare così la propria vita e lo stesso mondo circostante a propria immagine.» Si riprende in un certo modo l'antica visione panteistico vitalistica o materialistica-meccanicistica degli antichi. Alla prima concezione della natura appartengono Telesio, Bruno e Campanella con la loro visione di un Dio che s'identifica nella natura stessa, che vive nella stessa perfezione dei fenomeni naturali, mentre la interpretazione materialistica la si ritrova in tutte quelle filosofie rinascimentali caratterizzate da una ripresa dello stoicismo. La dottrina di Giordano Bruno è la sintesi, intrisa di magia, di queste due tendenze: egli concepirà la natura naturans e quindi Dio come mens insita omnibus che come il pneuma degli stoici dà vita a tutto l'infinito universo. Ora la natura dove l'uomo agisce non è più corrotta dal peccato e quindi l'uomo può ben operare nel mondo e può trasformarlo con la sua volontà. Questi uomini nuovi non sono atei ma hanno una nuova religiosità. Nasce l'esigenza di una nuova religiosità che metta in contatto diretto, senza nessuna mediazione, l'uomo con Dio. L'uomo solo, individuo, in rapporto a Dio, sarà questo il fulcro della Riforma.
La filosofia rinascimentale è forse meglio spiegata da due proposizioni fatte da Leonardo da Vinci nei suoi taccuini:
- Tutta la nostra conoscenza ha le sue origini nelle nostre percezioni.
- Non c'è certezza dove non si possa né applicare nessuna delle scienze matematiche né nessuna di quelle che si basano sulle scienze matematiche.

### Filosofia moderna
Il termine "filosofia moderna" ha molteplici usi. Ad esempio, Cartesio è spesso considerato il primo filosofo moderno perché ha fondato la sua filosofia su problemi di conoscenza, piuttosto che su problemi di metafisica.
La filosofia moderna, e in particolare la filosofia illuminista, si distingue per la sua crescente indipendenza dalle autorità tradizionali come la Chiesa, il mondo accademico e l'aristotelismo; un nuovo focus sui fondamenti della conoscenza e della costruzione di sistemi metafisici; e l'emergere della fisica moderna dalla filosofia naturale.

#### Filosofia del Seicento
Alcuni argomenti centrali della filosofia occidentale nella sua prima età moderna includono la natura della mente e la sua relazione con il corpo, le implicazioni delle nuove scienze naturali per argomenti teologici tradizionali come il libero arbitrio e Dio e l'emergere di una base secolare per la morale e la filosofia politica. Queste tendenze si uniscono per la prima volta in modo distintivo nella richiesta di Francesco Bacone di un nuovo programma empirico per espandere la conoscenza, e presto hanno trovato una forma enormemente influente nella fisica meccanica e nella metafisica razionalista di Cartesio.

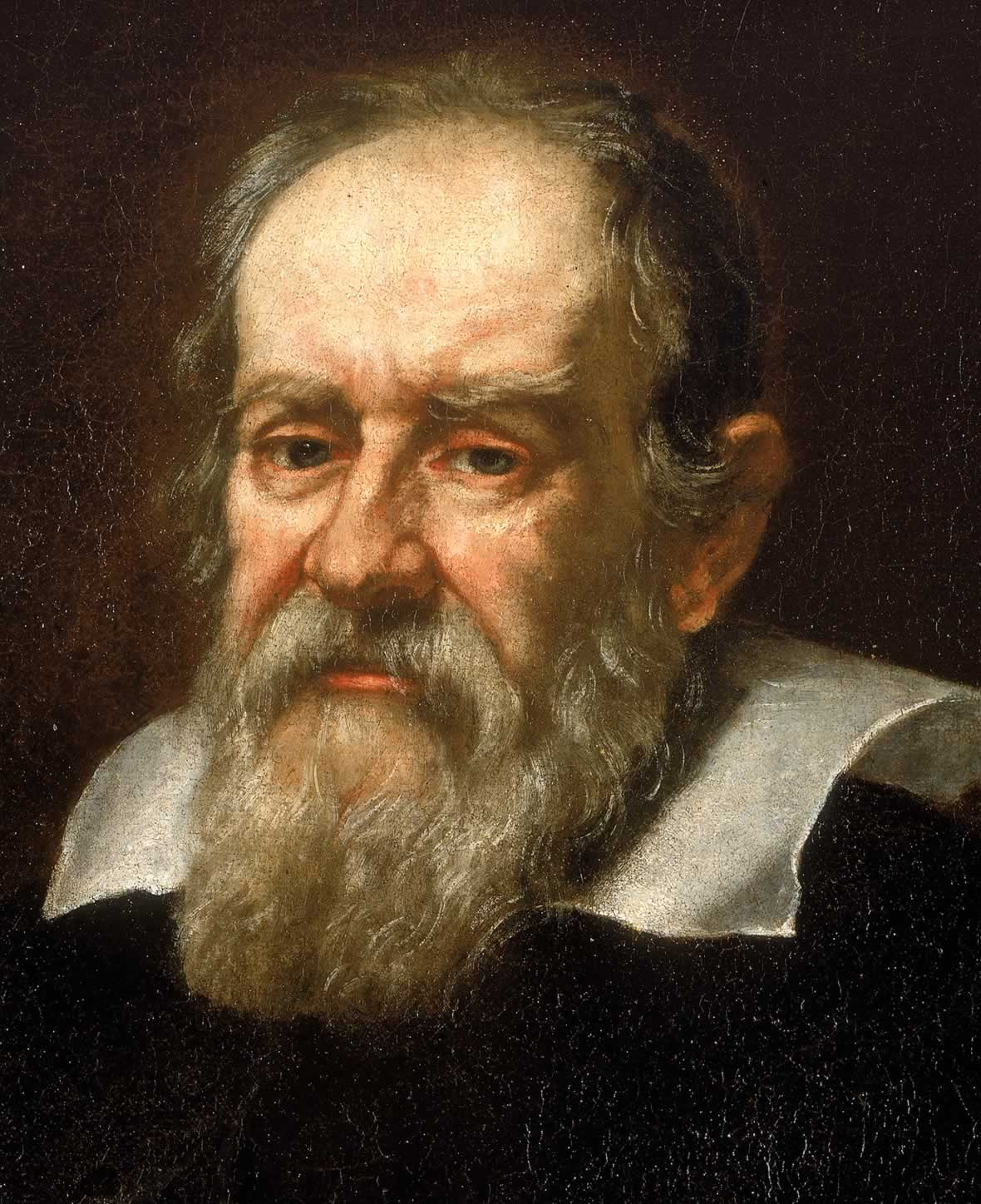
Galileo Galilei

Filosofi scienziati come Bacone e Newton o filosofi matematici come Cartesio e Leibniz sentirono l'esigenza di un metodo certo, che fondasse in modo indubitabile la loro conoscenza. I primi hanno proposto metodi basati sul metodo empirico, mentre i secondi hanno proposto metodi logici con forti valenze metafisiche. Sia Bacone, per via empirica, che Cartesio, attraverso la pura ragione sostengono l'adozione di un metodo le cui regole, se osservate, potevano portare a conoscenze assolute, a verità indiscutibili in ogni campo del sapere. Essi si rifacevano alla conoscenza verificata dalle conferme dell'esperienza ma poi consideravano fuori da questa la struttura razionale matematico-quantitativa della realtà, attribuendole un valore assoluto di verità.
Secondo alcuni interpreti la filosofia della natura rinascimentale intrisa di magia o che riprendeva la ricerca della sostanza dell'antica filosofia greca sembrava non potesse reggere dinanzi al nuovo sapere scientifico; secondo altri, invece, fu proprio il rinnovato interesse per la magia, rimasto alquanto sopito durante il Medioevo, a causare lo sviluppo del sapere scientifico. Va quindi in crisi non solo l'antica fisica aristotelica ma la stessa metafisica che già nel Medioevo serviva essenzialmente come strumento già pronto per sostenere la conversione alla fede.

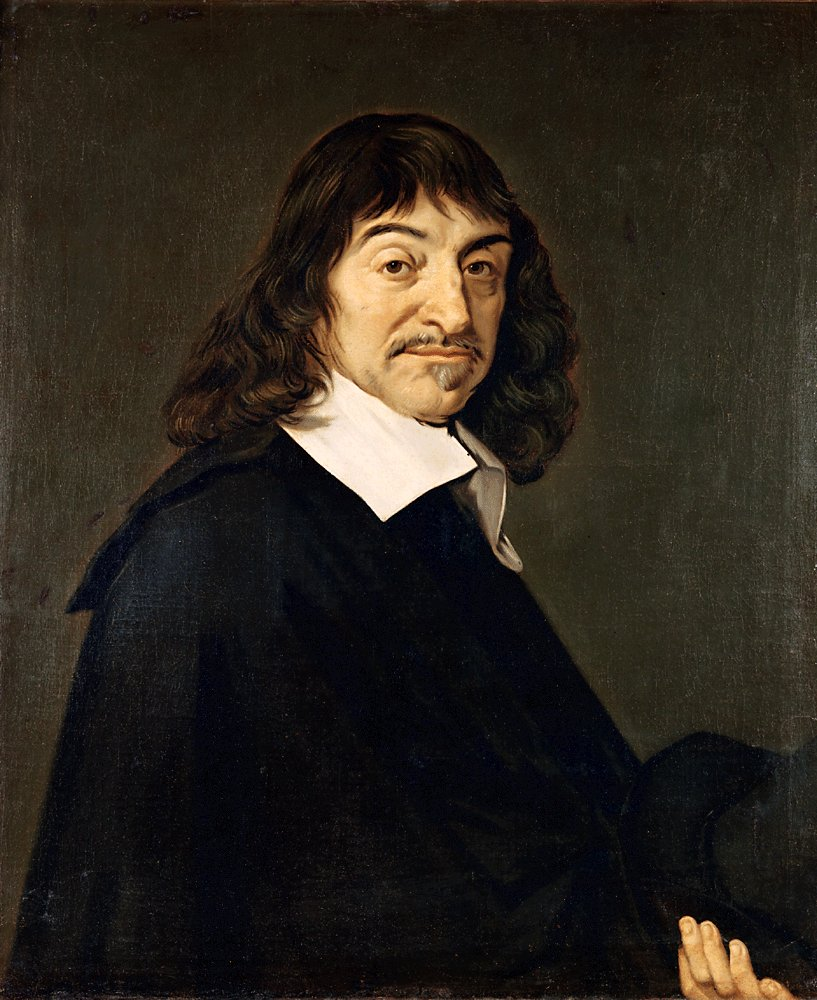
Cartesio

Gli uomini di cultura laica dell'età moderna rifiutano il linguaggio della metafisica medievale che a loro appariva farraginoso, astratto e formale. Cartesio infatti ora assegnerà alla filosofia un nuovo scopo, occorrerà egli dice che: «un uomo dabbene, che non ha l'obbligo di aver letto tutti i libri né di aver imparato con cura tutto ciò che s'insegna nelle scuole» possa avere un sapere che gli consenta di affrontare e risolvere i problemi quotidiani dell'esistenza. In questo nuovo significato del filosofare risolutivo, che dà soluzioni, Cartesio riprende il suo ambito tradizionale per il quale la filosofia è come un «albero le cui radici sono la metafisica, il tronco la fisica, e i rami che se ne dipartono tutte le altre scienze». Ritorna qui l'impostazione aristotelica della filosofia come scienza prima nel cui ambito acquistano senso e significato tutte le altre scienze particolari. La vera novità di Cartesio nell'uso del filosofare sarà il metodo applicato secondo un'impostazione geometrica e algebrica alla scomposizione e composizione dei problemi filosofici. Cartesio sosteneva l'origine della verità dal dubbio, ma questa, per Cartesio, rimane sempre di carattere metafisico più che scientifico. Dal dubbio fonte di verità non rimaneva fuori neppure l'esistenza di Dio che però, una volta dimostrata l'infallibilità del metodo, era semplice, seguendo le sue regole, dimostrarne l'esistenza riprendendo magari l'argomento ontologico rivalutato alla luce del cogito ergo sum. Ma non è fuori luogo anche ricordare che per Cartesio di tutto si poteva dubitare, ma non del divino nell'anima, quale res cogitans calata dall'alto nella materiale res extensa.
Tuttavia, il rapporto tra mente e corpo nel pensiero di Cartesio rimase una questione irrisolta. Una soluzione al problema fu presentata da Baruch Spinoza, il quale ha affermato che la mente e il corpo sono una sola sostanza. Ciò si basava sulla sua visione che Dio e l'universo sono la stessa cosa, che comprende la totalità dell'esistenza. Essendoci solo un'unica Sostanza increata, eterna, unica, infinita, e quindi anche indivisibile, la res cogitans e la res extensa non erano più, nella concezione spinoziana, sostanze, ma due degli infiniti attributi (proprietà fondamentali) dell'unica Sostanza o Deus sive Natura. All'altro estremo Gottfried Wilhelm Leibniz sosteneva invece che il mondo fosse composto da numerose singole sostanze, dette monadi. Insieme, Cartesio, Spinoza e Leibniz sono considerati influenti primi razionalisti.

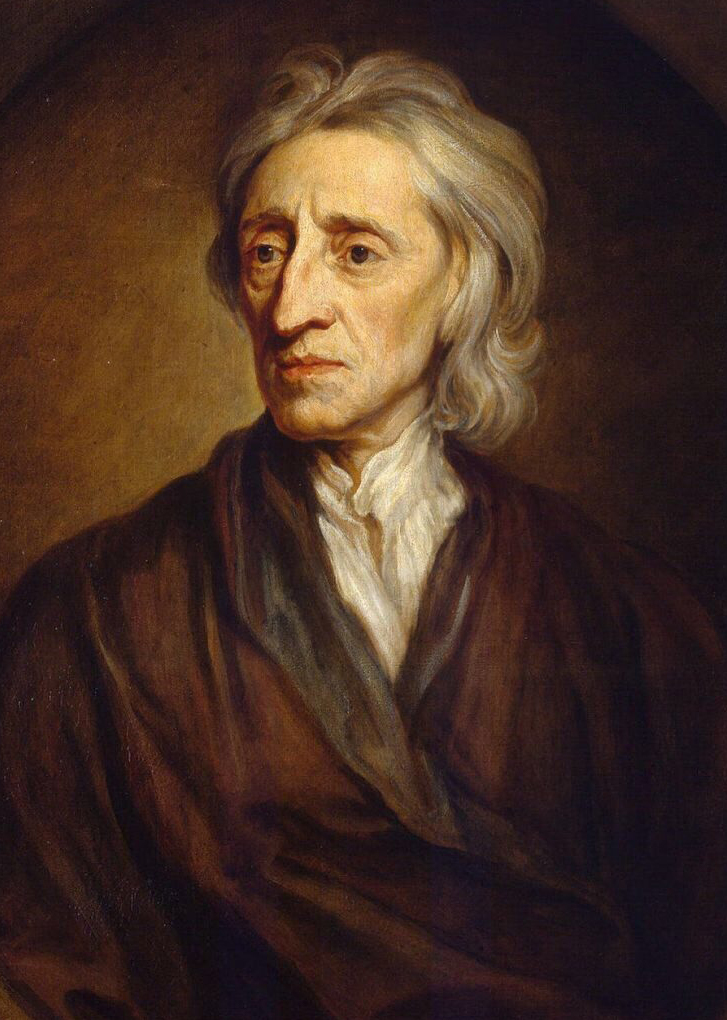
John Locke

La corrente dell'empirismo sosterrà che il confronto della filosofia con la scienza non dev'essere condotto sul piano del metodo, ma verificando che ogni forma di conoscenza possa sostenere il cimento dell'esperienza sensibile. Questo dev'essere il banco di prova delle verità filosofiche e quindi il nuovo significato della filosofia che con Locke si assumerà il compito di critica del sapere definendo: «l'origine, la certezza e l'estensione della conoscenza umana».
Locke è convinto che l'insolubilità di alcuni problemi filosofici dipenda dalla mancata analisi preventiva della questione da risolvere: se questa, cioè rientri o meno nell'ambito della ragione.
Da questa critica propedeutica ne deriva che non esiste principio, nella morale come nella scienza, che possa ritenersi assolutamente valido tale da sfuggire ad ogni controllo successivo dell'esperienza. Quindi noi dobbiamo, per non girare a vuoto su argomenti inaccessibili alla ragione, prima ancora di stabilire le regole di un metodo conoscitivo, cercare di capire quali siano i limiti del nostro conoscere.
In termini di filosofia politica, le discussioni spesso partivano dalla discussione sui primi principi della natura umana attraverso l'esperimento mentale di come sarebbe il mondo senza la società, uno scenario definito stato di natura. Thomas Hobbes credeva che questo sarebbe stato violento e anarchico. Per evitare ciò, credeva che il sovrano dello stato dovesse avere un potere essenzialmente illimitato. Al contrario, Locke credeva che lo stato di natura fosse quello in cui gli individui godevano della libertà, ma che parte di quella libertà (escluse quelle coperte da diritti naturali) doveva essere rinunciata quando si formava una società, ma non al grado di dominio assoluto. Locke ha sostenuto la libertà di un popolo di sostituire un governo che non ha difeso i diritti intrinseci alla vita, alla libertà e alla proprietà all'indomani dell'instabilità politica dell'Inghilterra. La gente iniziò a diffidare della possibilità di un Dio capace di autorizzare un sovrano dispotico a governare. Questi ideali avrebbero cambiato in modo permanente l'Europa.

#### Filosofia illuminista
L'Illuminismo è stato un movimento filosofico che ha dominato il regno delle idee nell'Europa del XVIII secolo. Si fondava sul principio che la ragione è la fonte fondamentale del potere e della legittimità e promuoveva principi come la libertà, il progresso, la tolleranza, la fraternità, il governo costituzionale e la separazione Chiesa-Stato. Gli ideali dell'Illuminismo sfidarono la monarchia e la chiesa, gettando le basi per gli sconvolgimenti politici del XVIII e XIX secolo. È Kant che definirà chiaramente cosa deve intendersi per filosofia nel secolo dell'Illuminismo: filosofia quindi come liberazione dalla superstizione e dall'ignoranza diffuse dalla Chiesa cattolica e dalla tirannia dei regimi assoluti.

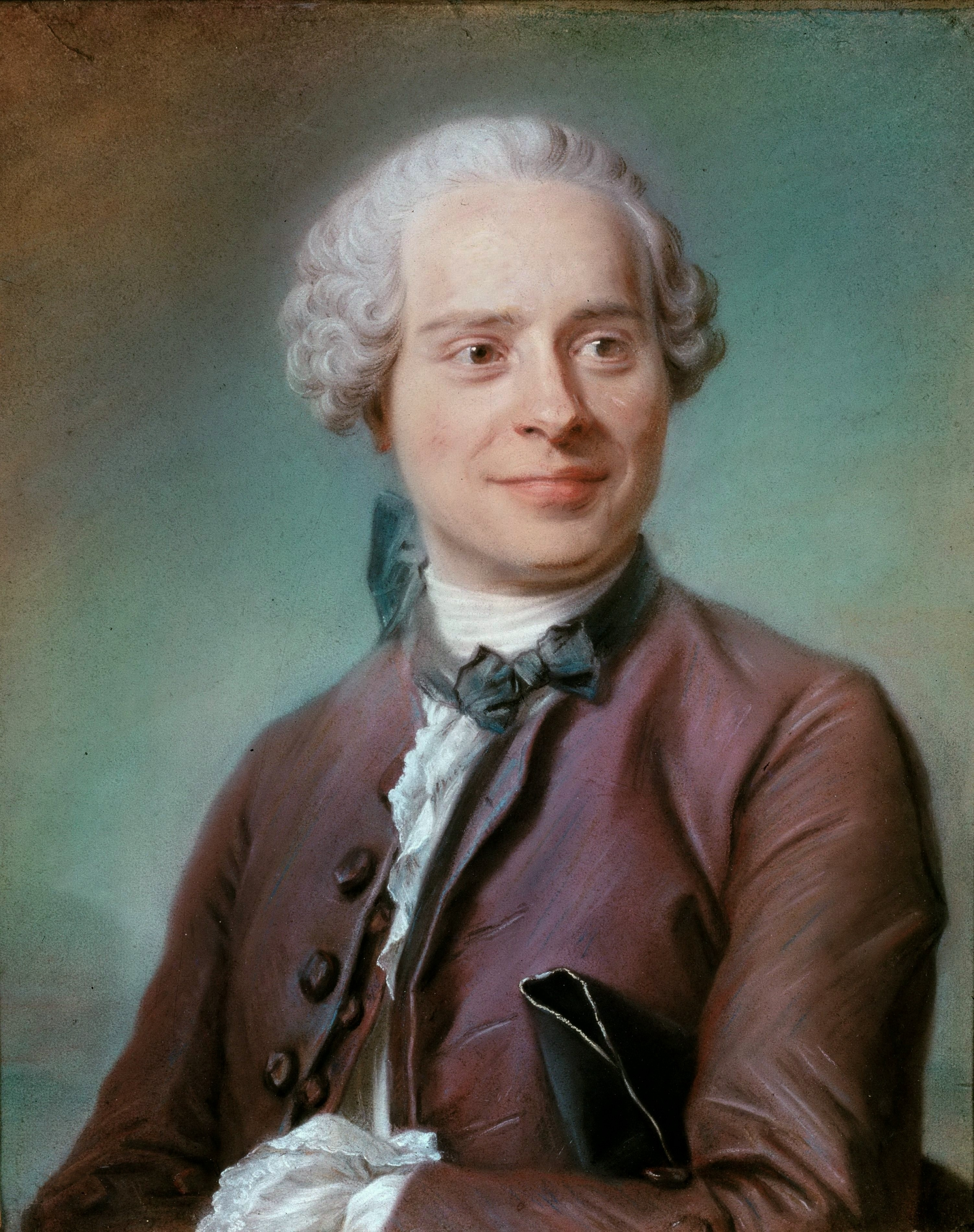
Jean Baptiste Le Rond d'Alembert

Nel Discorso preliminare dell'Enciclopedia di Jean d'Alembert si mette in rilievo come l'Illuminismo erediti in un certo senso la concezione dell'empirismo inglese della filosofia come sapere risultato dell'attività della ragione per il bene della società. D'Alembert poi è convinto che debba rientrare nella filosofia anche lo studio della logica e del linguaggio poiché la filosofia non ha solo il compito di elaborare idee ma anche quello di comunicarle. Il philosophe illuminista, inteso come sinonimo di intellettuale, ha infatti il dovere di usare il sapere, la filosofia, ai fini della sua comunicazione sociale e della sua efficacia sociale. Il significato della filosofia è quello di "addolcire i costumi e istruire i governanti".
La stessa visione della filosofia come educazione sociale si ritrova nell'Illuminismo tedesco: Christian Wolff definisce la filosofia come "la scienza del possibile in quanto possibile", evidenziando fin dal titolo della sua opera il fine educativo e politico.
Il pensiero di Diderot, per certi aspetti, è quello che meglio sintetizza l'indirizzo filosofico e scientifico in contrasto a quello metafisico e il suo Interpretazione della natura è uno dei testi chiave del pensiero illuministico legato alla scienza.
Voltaire e Jean-Jacques Rousseau guidarono il movimento filosofico illuminista, sostenendo una società fondata sulla ragione piuttosto che sulla religione e sulla teologia cattolica, per un nuovo ordine civico basato sul diritto naturale e per la scienza fondata sulla sperimentazione e l'osservazione. Montesquieu, un filosofo politico, propose la nozione di divisione dei poteri di un governo, che fu accettata con entusiasmo dagli artefici della Costituzione degli Stati Uniti.

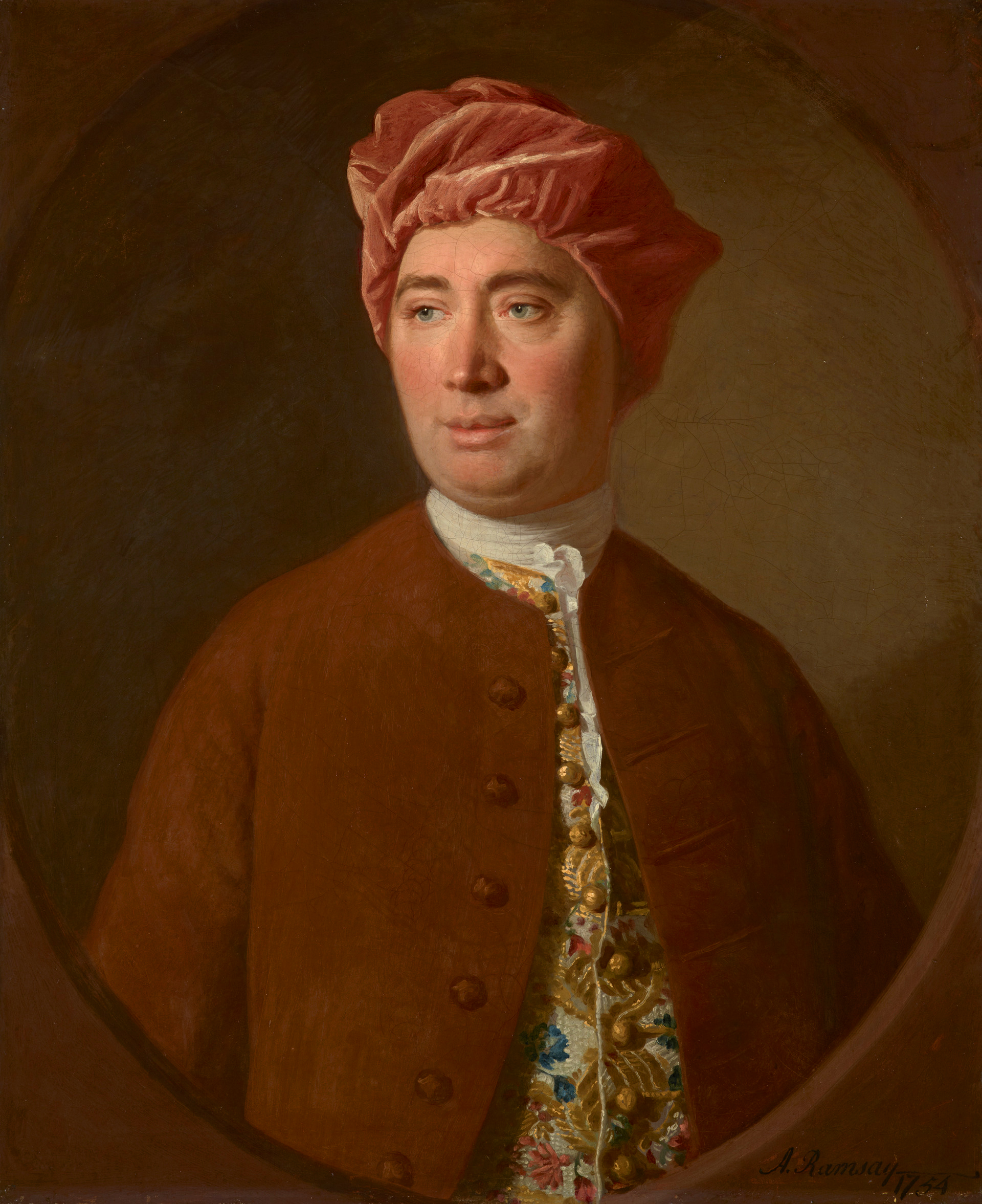
Ritratto di David Hume.

Il percorso che segue David Hume e in generale l'Illuminismo inglese è quindi quello dell'empirismo lockeano; tale percorso tuttavia lo conduce a conclusioni scettiche, data l'inevitabile contingenza delle esperienze sensibili fondamenta di ogni pensiero. Hume però ritiene anche, nei suoi scritti dove si occupa di etica, religione e politica, che la validità della filosofia non debba restringersi a verificarne il rigore e la precisione identificandola con la scienza, ma debba estendersi anche ad una nuova concezione della filosofia come sapere tendente al conseguimento del bene individuale e sociale.

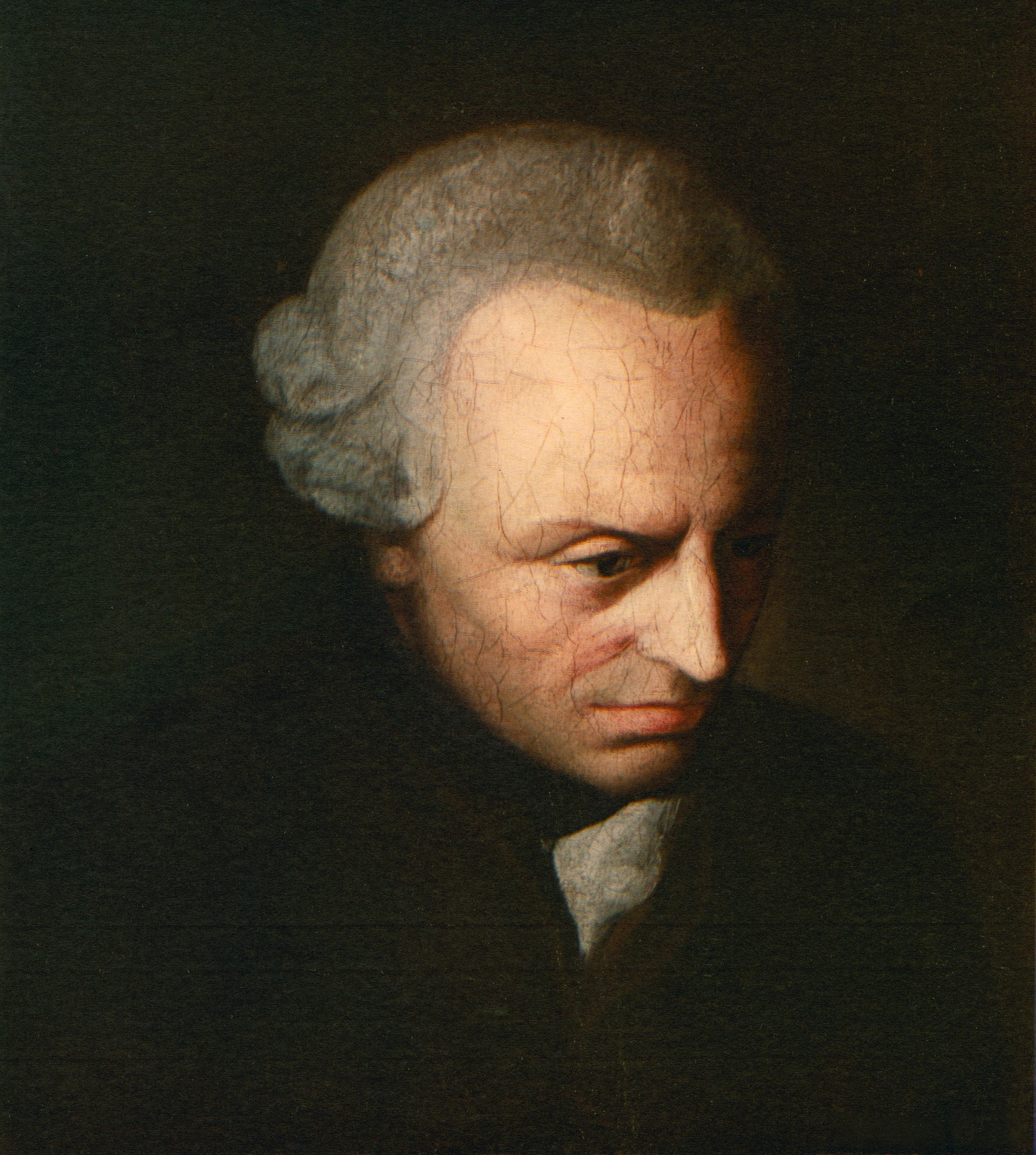
Ritratto di Immanuel Kant.

Il tentativo degli illuministi di una sistemazione razionale del sapere scientifico per migliorare le condizioni di vita e arrivare ad un'organizzazione politica più razionale e giusta si basava però su un rapporto non ancora sufficientemente chiarito tra filosofia e scienza. Questo il compito che si assume Kant. Matematica e filosofia sono per Kant "arti razionali" ma la filosofia si differenzia dalla matematica che procede per "costruzione" di concetti a priori, attraverso le intuizioni pure di spazio e tempo, concetti assolutamente certi perché indipendenti dall'esperienza ma che sono anche procacciatori di nuova conoscenza. Per questo che i giudizi che costituiscono la matematica sono "sintetici a priori". Quando ad esempio formulo l'espressione 7+5=12 non è vero che analizzo i concetti di 7 e di 5 e ne estraggo il 12 come relazione tra idee; al contrario, 7+5 è un materiale di lavoro base di una nuova conoscenza. La filosofia, più che un'estensione delle conoscenze, deve proporsi di analizzare le condizioni che rendono possibile la formazione di un sapere, magari non più esteso ma più solidamente fondato come pretendeva di possedere la metafisica.
Nel criticismo trascendentale kantiano rientra quindi ancora la metafisica che ha perso però ogni pretesa di conoscenza assoluta riguardante la libertà, l'immortalità, l'esistenza di Dio ma che ha acquistato come postulato della morale il suo reale valore di principio direttivo certo dell'azione morale..

#### Filosofia dell'Ottocento

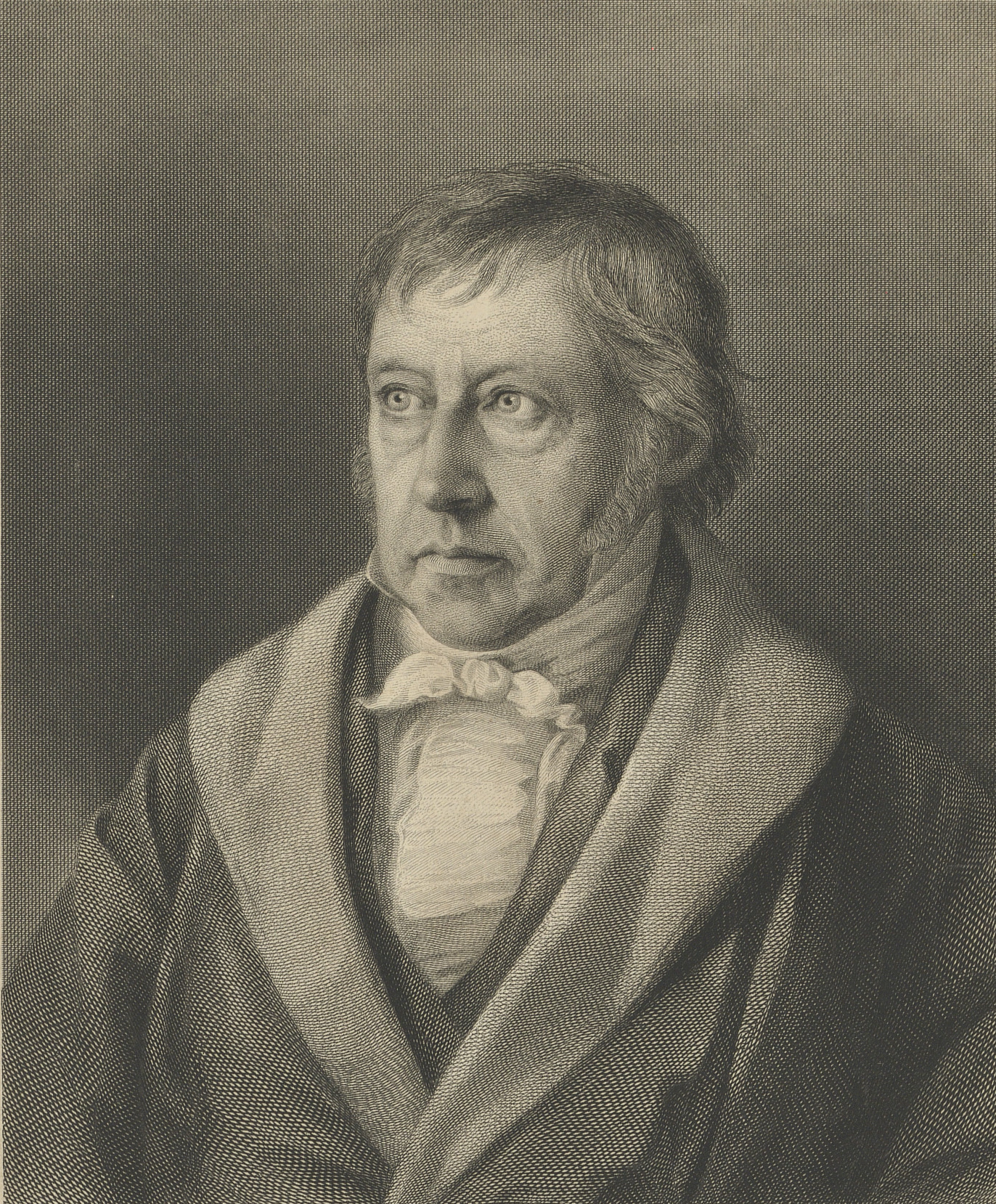
Georg Wilhelm Friedrich Hegel, incisione su acciaio, dopo il 1828

Si ritiene che la filosofia tardomoderna inizi intorno all 1781, quando morì Gotthold Ephraim Lessing e fu pubblicata la Critica della ragion pura di Immanuel Kant. Il XIX secolo vide l'inizio di quello che sarebbe poi divenuto il divario tra le tradizioni filosofiche continentali e analitiche, con la prima più interessata ai quadri generali della metafisica (più comune nel mondo di lingua tedesca) e la seconda incentrata su questioni di epistemologia, etica, diritto e politica (più comuni nel mondo anglofono).
La filosofia tedesca ha esercitato un'ampia influenza in questo secolo, in parte a causa del predominio del sistema universitario tedesco. Gli idealisti tedeschi, come Johann Gottlieb Fichte, Friedrich Wilhelm Joseph Schelling, Georg Wilhelm Friedrich Hegel e i membri del Romanticismo della scuola di Jena (Friedrich Hölderlin, Novalis e Friedrich Schlegel), trasformarono l'opera di Kant sostenendo che il mondo è costituito da un processo razionale e come tale è del tutto conoscibile. L'eredità romantica dell'aspirazione all'infinito si ritrova nella filosofia idealistica di Fichte, Schelling ed Hegel con una nuova visione della realtà che da fattuale diviene attuale. La filosofia, per Fichte, ci fa comprendere come la realtà fattuale non si esaurisca dogmaticamente in sé stessa, ma piuttosto «rimanda all'atto che lo pone». Questo atto originario, o Io puro, in quanto è appunto attività, non può essere mai oggettivato, cioè ridotto a semplice oggetto di conoscenza filosofica: esso si esperisce progressivamente nella pratica, al di là della teoria. La filosofia è quindi semmai il suo limite negativo: «il vivere è non-filosofare; e il filosofare è non-vivere».
L'uso della scienza come razionalizzazione della società umana per l'idealismo tedesco si attua con Hegel che concepisce tutto il corso della storia culminante nella filosofia. La filosofia, dice Hegel, è la «considerazione pensante degli oggetti» che invece di esaminare isolatamente gli oggetti della conoscenza con gli strumenti analitici dell'intelletto, come fanno le scienze naturali, li studia come momenti dialettici della realtà totale. La verità è nell'intero, nella totalità e la filosofia come sapere di questa totalità è la meta finale dello Spirito che tramite essa diviene cosciente della sua identità con il tutto. Per Hegel, che rovesciò la prospettiva criticista, la filosofia esaurisce in sé tutta la realtà, diventando fine a sé stessa. Essa non rimanda più a qualcos'altro, non apre al mondo o all'esperienza, ma la chiude. «La nottola di Minerva si alza in volo sul far della sera», dice Hegel, nel senso che la filosofia, simboleggiata dalla civetta, consiste nel riflettere su quel che è già avvenuto, quando il soggetto sarà confermato nella sua realtà dall'oggetto e questo esisterà come tale perché c'è un soggetto che lo considera e lo interpreta. Ogni filosofia a priori che voglia anticipare la realtà o fungerle da avvio è perciò da lui giudicata astratta e irrazionale, perché non giustificata, e avrebbe valore soltanto nell'ottica della storia della filosofia come un momento di autoriflessione dello Spirito. L'eredità di Hegel si divise tra la destra hegeliana conservatrice e la sinistra hegeliana radicale; quest'ultima includeva David Strauss e Ludwig Feuerbach. Feuerbach ha sostenuto una concezione materialista del pensiero di Hegel, ispirando Karl Marx.

Arthur Schopenhauer

Arthur Schopenhauer, rifiutando Hegel e anche il materialismo, propose un ritorno al trascendentalismo kantiano, adottando allo stesso tempo il non-teismo e un volontarismo cieco e determinista. Egli conserva la definizione di filosofia come espressione concettuale dell'esperienza ma allo Spirito hegeliano, che in quanto pensiero autocosciente e razionale informa di sé tutta la totalità dell'Ente, egli sostituisce la volontà di vivere, una sorta di istinto irrazionale che affligge l'uomo e ne causa i patimenti, fino a che egli non riesca, attraverso l'arte, l'etica e l'ascesi, a liberarsene. Accettando la divisione del mondo di Kant in realtà noumenale (il reale) e fenomenica (l'apparente), Schopenhauer non era comunque d'accordo sull'inaccessibilità della prima, sostenendo che vi si potesse effettivamente accedere. L'esperienza della volontà dimostra come questa realtà fosse accessibile alla ragione, rivelandola come fondamento dell'intera natura mentre tutto il resto è apparenza.
Lo sviluppo della varie scienze nel XIX secolo nei più svariati settori faceva nascere l'esigenza, già presente nell'idealismo, di una concezione unificante, di un sapere del sapere che è appunto il compito che il positivismo, caratterizzato dalla fiducia nel progresso scientifico e dal tentativo di applicare il metodo scientifico a tutte le sfere della conoscenza e della vita umana, assegna alla filosofia. Per Auguste Comte la filosofia è «lo studio delle generalità scientifiche che deve definire esattamente lo spirito di ciascuna scienza, scoprire le relazioni e le concatenazioni fra le scienze, riassumere possibilmente tutti i loro principi propri nel minor numero di principi comuni». Così anche per Spencer la filosofia è «conoscenza completamente unificata».
Nell'ambito del positivismo vale citare la nascita in Inghilterra dell'utilitarismo che ebbe ampia diffusione perché pretendeva di semplificare le modalità di valutazione delle azioni: infatti, nei primi utilitaristi come Jeremy Bentham (1749-1832) e John Stuart Mill (1806-1873), la valutazione morale di un atto veniva ricondotta alla sua capacità di produrre felicità o piacere, senza alcun riferimento a leggi divine o a presupposti metafisici cui esso avrebbe dovuto conformarsi. Infatti, entrambi gli autori, seppure in modi diversi, sostengono che la ricerca dell'azione più utile può essere oggetto di un vero e proprio calcolo matematico, poiché l'utilità è una grandezza oggettiva e misurabile. Per di più, in questi autori l'utilitarismo, proprio per la sua agevole applicazione, diventava un principio guida della condotta anche per l'economia, il diritto e la politica.
Sviluppato da Karl Marx e Friedrich Engels tra la metà e la fine del XIX secolo, il marxismo è una teoria sociopolitica ed economica. Marx basa il suo discorso politico sulla dialettica hegeliana ma prevede una fine della filosofia in una futura società comunista dove avverrà l'attuazione dello spirito assoluto hegeliano nella concreta e reale liberazione dell'uomo dall'oppressione del sistema capitalista. La filosofia in questo senso appare essere un gradino di un percorso di liberazione che vede in ogni caso primeggiare il soggetto pratico dell'azione sul "filosofo" come intellettuale puro, troppo portato a perdersi nell'astrattezza delle sue riflessioni e a farsi condizionare dal potere. Marx argomenta che la storia di tutta la società finora esistente è la storia delle lotte di classe. Il marxismo ha avuto una profonda influenza sulla storia del XX secolo.

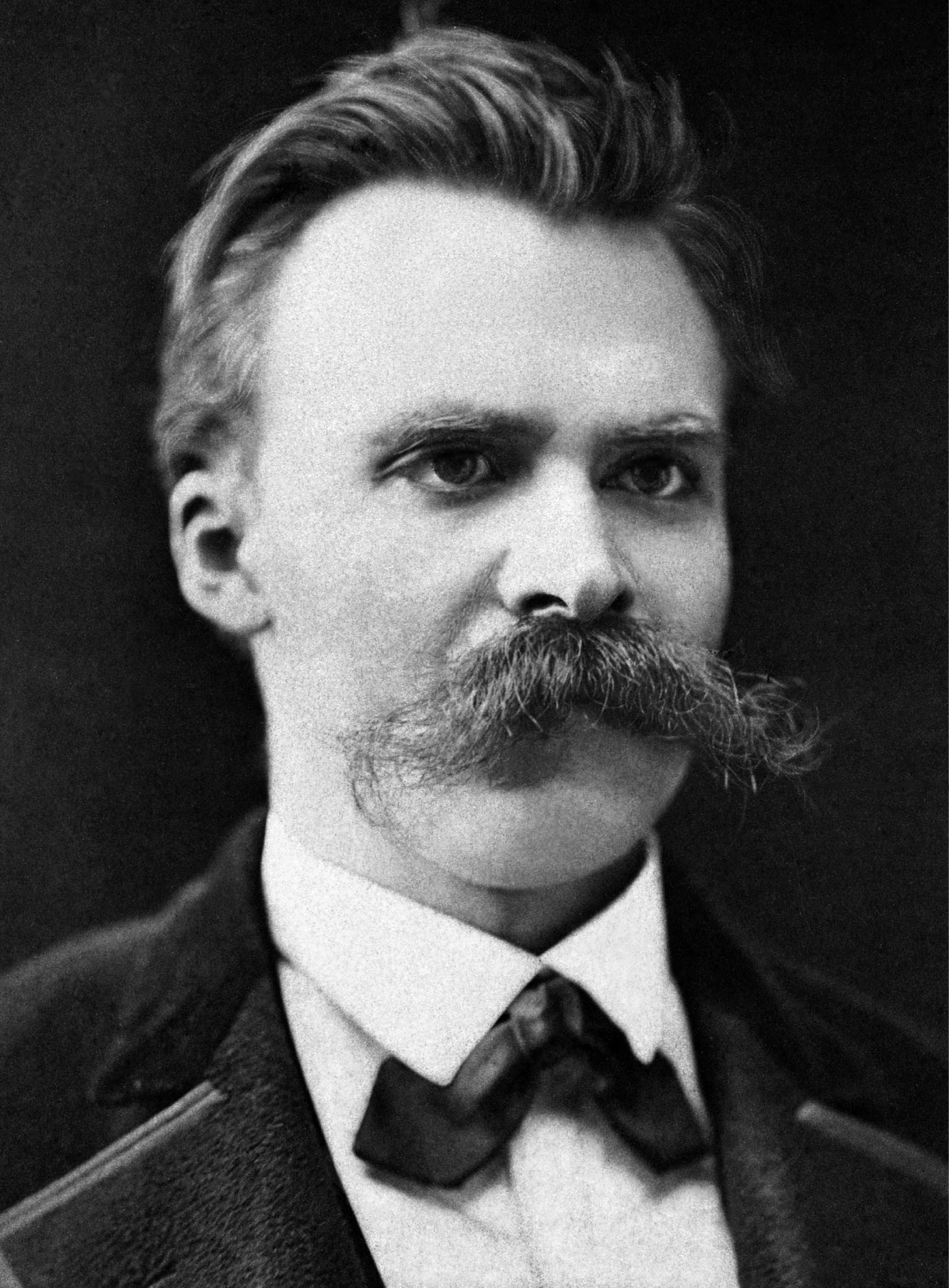
Friedrich Nietzsche.

Søren Kierkegaard e Friedrich Nietzsche sono considerati anticipatori dell'esistenzialismo di XX secolo. Per Kierkegaard la filosofia hegeliana è la filosofia del vuoto, del vacuo e dell'astratto, basata su definizioni dell'essere che non servono a risolvere la problematicità dell'esistere, che è evidenziata particolarmente dal rapporto, conciliabile, ma non certo, fra ragione e fede. Kierkegaard ha cercato di reintrodurre alla filosofia, nello spirito di Socrate, la soggettività, l'impegno, la fede e la passione, che fanno tutti parte della condizione umana. Come Kierkegaard, Nietzsche vide i valori morali dell'Europa del XIX secolo disintegrarsi nel nichilismo. Nietzsche ha tentato di minare i valori morali tradizionali esponendone le basi. A tal fine, ha distinto tra la morale del padrone e quella del servo e ha affermato che l'uomo deve allontanarsi dalla mansuetudine e dall'umiltà della morale dello servo.

### Filosofia contemporanea (XX e XXI secolo)
La filosofia contemporanea trova la sua delimitazione iniziale, secondo la comune storiografia filosofica, nel periodo in cui i grandi ideali e sistemi di pensiero ottocenteschi declinano di fronte alle tragedie e alle disillusioni tipiche del Novecento.

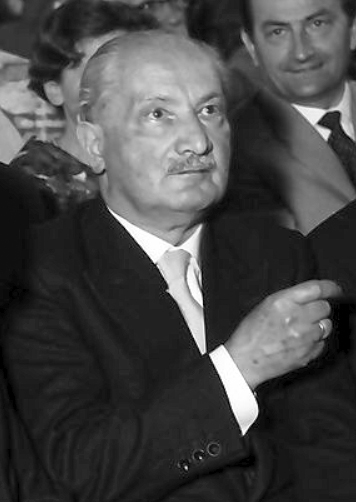
Martin Heidegger

Figure seminali includono Bertrand Russell, Ludwig Wittgenstein, Edmund Husserl, Martin Heidegger e Jean-Paul Sartre. La pubblicazione delle Ricerche logiche (1901-1) di Husserl e de I principi della matematica (1903) di Russell segnano l'inizio della filosofia del XX secolo, che ha visto anche la crescente professionalizzazione della disciplina e l'inizio dell'era attuale (contemporanea) della filosofia.
Nel XX secolo l'unico senso tradizionale della filosofia sembra essere rimasto quello della sua funzione critica. Persa ogni possibilità di unificare i saperi particolari, ormai troppo diversi e complessi, la filosofia non si definisce più per un metodo proprio d'indagine o per uno specifico campo di applicazione ma conserva in un certo modo la sua funzione universale riservandosi il compito di critica dei vari saperi, delle loro differenze e delle loro possibilità. Questa funzione critica della filosofia si sviluppa in modi diversi a seconda che si veda in essa prevalentemente
- l'aspetto metodologico, come critica cioè dei metodi dei saperi, come fanno l'empirismo logico[127] e la filosofia analitica[128]
- una funzione di critica liberatoria dalla soggezione a strutture filosofiche del passato come nella fase finale della fenomenologia di Edmund Husserl, in modo particolare nell'opera Crisi delle scienze europee;
- una funzione di critica dei valori come nel pragmatismo di John Dewey;[129]
- una funzione di critica sociale come in Jürgen Habermas e Max Horkheimer come «interpretazione filosofica del destino degli uomini in quanto non sono puramente individui ma membri della società».[130]

Nel XX secolo, in ambito filosofico, è emerso il confronto-conflitto tra la tradizione analitica e la tradizione detta continentale. La prima è caratteristica del mondo anglofono e la seconda del continente europeo. Il conflitto percepito tra le due scuole di filosofia rimane prominente, nonostante il crescente scetticismo sull'utilità della distinzione.
Per un verso, la speculazione filosofica facente capo alla prima, che generalmente difende un tipo di lavoro filosofico molto attento alla logica e all'argomentazione, rispettoso della scienza, preferenzialmente estraneo alla vita pubblica e ai media, sembra oggi svilupparsi quasi esclusivamente nell'ambiente accademico come disciplina che procede parallelamente alle altre scienze. La ricerca infatti, in passato sviluppata in ambito privato indipendente dai grandi pensatori del XVII secolo (Cartesio, Spinoza) o del XIX secolo (Marx, Nietzsche, ecc.), o del XX come Benedetto Croce e Sartre, ora è stata sostituita dalle figure istituzionali dei filosofi-professori, situazione questa di cui è possibile trovare forse un lontano esempio nei tempi della filosofia medievale.
Per un altro verso, in accordo con la filosofia continentale, che generalmente non cura molto l'argomentazione, non ha simpatia per la logica ed è molto interessata all'uso pubblico della filosofia, si assiste a un rinnovato interesse per la ricerca filosofica, di cui si occupano anche quotidiani, siti specializzati sul web, da parte di un pubblico di non specialisti che affollano dibattiti pubblici su temi come la bioetica o l'etica ambientale.

#### Filosofia analitica

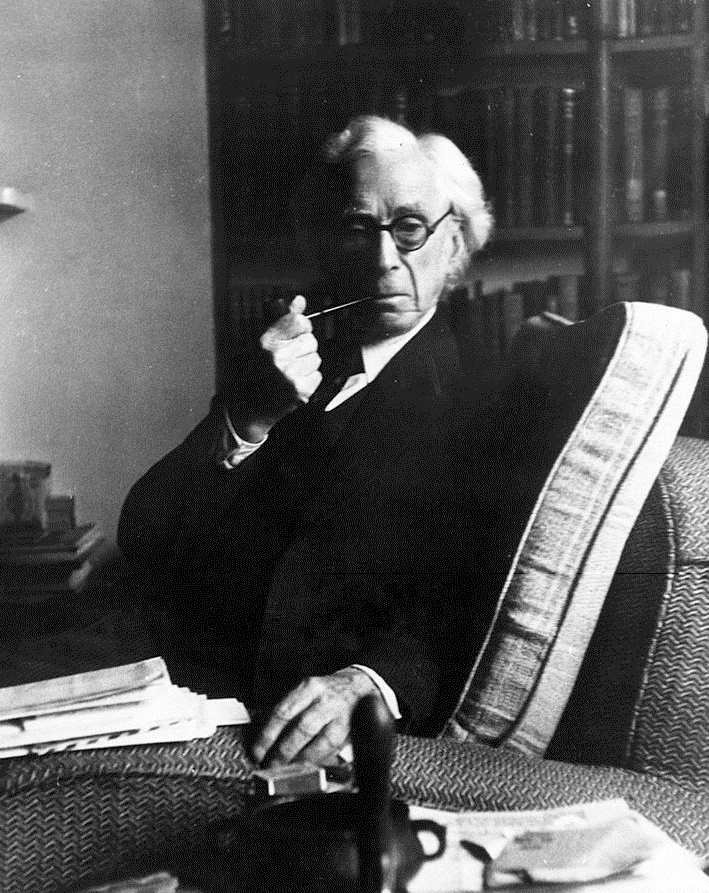
Bertrand Russell

Con l'espressione filosofia analitica ci si riferisce ad una corrente di pensiero sviluppatasi a partire dagli inizi del XX secolo, per effetto soprattutto del lavoro di Bertrand Russell, George Edward Moore, dei vari esponenti del Circolo di Vienna e di Ludwig Wittgenstein. Per estensione, ci si riferisce a tutta la successiva tradizione filosofica influenzata da questi autori, oggi prevalente in tutto il mondo anglofono (Gran Bretagna, Stati Uniti, Canada, Australia), ma attiva anche in molti altri paesi, fra cui l'Italia. Il termine "filosofia analitica" designa grosso modo un gruppo di metodi filosofici che sottolineano l'argomentazione dettagliata, l'attenzione alla semantica, l'uso della logica classica e della logica non classica e la chiarezza del significato al di sopra di tutti gli altri criteri. Sebbene il movimento si sia ampliato, nella prima metà del secolo era una scuola coesa. I filosofi analitici sono stati fortemente modellati dal positivismo logico, uniti dall'idea che i problemi filosofici potrebbero e dovrebbero essere risolti dall'attenzione alla logica e al linguaggio.
Russell e Moore credevano che la filosofia dovesse basarsi sull'analisi delle proposizioni. Nel suo Tractatus Logico-Philosophicus, Wittgenstein sostenne che i problemi della filosofia erano semplicemente prodotti del linguaggio che in realtà erano privi di significato. Wittgenstein in seguito ha cambiato la sua concezione di come funziona il linguaggio, sostenendo invece che ha molti usi diversi, che ha definito giochi linguistici.
I positivisti logici del Circolo di Vienna sostenevano che gli argomenti della metafisica, dell'etica e della teologia erano privi di significato, in quanto non verificabili logicamente o empiricamente. Ciò si basava sulla loro divisione delle affermazioni significative in analitiche (affermazioni logiche e matematiche) e sintetiche (affermazioni scientifiche). Moritz Schlick e Rudolf Carnap hanno sostenuto che la scienza si basava alle sue radici sull'osservazione diretta, ma Otto Neurath ha notato che l'osservazione richiede già la teoria per avere un significato. Secondo i positivisti logici, la filosofia doveva aspirare al rigore metodologico proprio della scienza. Centrale in questo senso è il tema del verificazionismo e del suo principio di verificazione come soluzione epistemologica al problema della demarcazione tra scienza, pseudoscienze e metafisica.
Con l'espressione razionalismo critico Karl Popper, riprendendo il pensiero di David Hume e nell'ambito delle dottrine elaborate dal Circolo di Vienna, critica la pretesa di verità definitiva delle proposizioni scientifiche. Rifiutando la validità dell'empirismo logico, dell'induttivismo e del verificazionismo, Popper afferma che le teorie scientifiche sono proposizioni universali, espresse indicativamente per orientarsi provvisoriamente nella realtà. La verosimiglianza delle asserzioni scientifiche può essere controllata solo indirettamente a partire dalle loro conseguenze. Il valore della scienza è quindi più di carattere pratico che conoscitivo e trae origine dall'attitudine dell'uomo a risolvere i problemi in cui si imbatte, intendendo per problema la comparsa di una contraddizione tra quanto previsto da una teoria e i fatti osservati. Popper pone al centro dell'epistemologia la fondamentale asimmetria tra verificazione e falsificazione di una teoria scientifica: infatti, per quanto numerose possano essere, le osservazioni sperimentali a favore di una teoria non possono mai provarla definitivamente e basta anche una sola smentita sperimentale per confutarla. La falsificabilità diviene quindi il criterio di demarcazione tra scienza e non scienza: una teoria è scientifica se e solo se essa è falsificabile. Ciò conduce Popper ad attaccare le pretese di scientificità della psicoanalisi e del materialismo dialettico del marxismo, dal momento che queste teorie non possono essere sottoposte al criterio della falsificabilità.
Un ulteriore progresso nella filosofia della scienza è stato fatto da Imre Lakatos, il quale ha affermato che i risultati negativi nei singoli test non falsificano singole teorie, ma la conseguenza è, piuttosto, che interi programmi di ricerca alla fine non sarebbero più riusciti a spiegare i fenomeni. Thomas Kuhn ha affermato che la scienza era composta da paradigmi, che alla fine sarebbero cambiati quando si sarebbero accumulate prove contro di loro. Basandosi sull'idea che paradigmi diversi avessero significati espressivi diversi, Paul Feyerabend è andato oltre sostenendo il relativismo nella scienza

#### Filosofia continentale

Alcuni importanti filosofi della zona europea secondo il loro luogo di nascita

Con l'espressione filosofia continentale ci si riferisce generalmente ad una moltitudine di correnti filosofiche del XX secolo, quali la fenomenologia, l'esistenzialismo (in particolare Martin Heidegger), il post-strutturalismo e post-modernismo, il decostruzionismo, la teoria critica come quella della Scuola di Francoforte, la psicoanalisi (in particolare Sigmund Freud), il marxismo e la filosofia marxista. Le correnti continentali sono così chiamate perché si sono sviluppate soprattutto nel continente europeo, specialmente in Germania e Francia.
Il fondatore della fenomenologia, Edmund Husserl, ha cercato di studiare la coscienza nel modo in cui è vissuta da una prospettiva in prima persona, mentre Martin Heidegger ha attinto alle idee di Kierkegaard, Nietzsche e Husserl per proporre un approccio esistenziale non convenzionale all'ontologia.
La metafisica orientata alla fenomenologia ha sostenuto l'esistenzialismo - Martin Heidegger, Jean-Paul Sartre, Maurice Merleau-Ponty, Albert Camus - e infine il post-strutturalismo - Gilles Deleuze, Jean-François Lyotard (meglio noto per la sua articolazione del postmodernismo), Michel Foucault, Jacques Derrida (meglio noto per lo sviluppo di una forma di analisi semiotica nota come decostruzionismo). Anche il lavoro psicoanalitico di Sigmund Freud, Carl Jung, Jacques Lacan, Julia Kristeva e altri è stato influente nel pensiero continentale contemporaneo. Al contrario, alcuni filosofi hanno tentato di definire e riabilitare antiche tradizioni filosofiche. In particolare, Hans-Georg Gadamer e Alasdair MacIntyre hanno entrambi, anche se in modi diversi, fatto rivivere la tradizione dell'aristotelismo.

##### Esistenzialismo

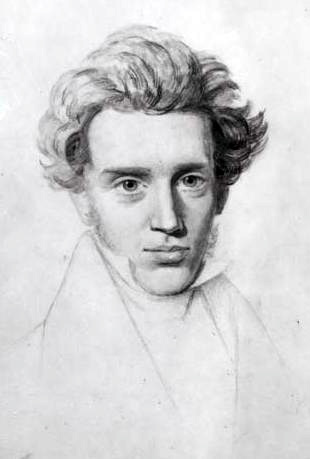
Søren Kierkegaard.

L'Esistenzialismo insiste sul valore specifico dell'individuo e sul suo carattere precario e finito, sull'insensatezza, l'assurdo, il vuoto che caratterizzano la condizione dell'uomo moderno, oltre che sulla «solitudine di fronte alla morte» in un mondo che è diventato completamente estraneo oppure ostile. A seconda della definizione data al "movimento", un filosofo o un indirizzo filosofico può essere o meno considerato come espressione dell'esistenzialismo. Questo spiega perché alcuni dei filosofi che sono considerati tra i rappresentanti maggiori dell'esistenzialismo (come Heidegger e Jaspers) ne abbiano rifiutato la qualifica, assunta invece come bandiera da altri, come Jean-Paul Sartre e Simone de Beauvoir. In particolare è Sartre a rendere celebre il termine nel lessico filosofico e nell'accezione popolare, con la sua conferenza L'esistenzialismo è un umanismo.
Sebbene non usassero il termine, i filosofi del XIX secolo Søren Kierkegaard e Friedrich Nietzsche sono ampiamente considerati i padri dell'esistenzialismo. La loro influenza, tuttavia, si è estesa oltre il pensiero esistenzialista.

##### Marxismo e teoria critica
La nuova funzione critica della filosofia, erede del criticismo di Locke e soprattutto di Kant, prevale nel pensiero del XX secolo ad eccezione di alcune correnti marxiste come in György Lukács, Ernst Bloch, Theodor W. Adorno, Herbert Marcuse per i quali la funzione critica della filosofia non deve rimanere un'astratta descrizione dei saperi e delle loro condizioni di possibilità ma deve portare dialetticamente ad una rivoluzionaria, concreta e reale trasformazione della cultura e delle varie forme del sapere fondate su concrete forze storiche. Il marxismo del XX secolo analizza le relazioni tra le classi sociali e il conflitto sociale utilizzando un'interpretazione materialistica dello sviluppo storico e una visione dialettica della trasformazione sociale. Le analisi e le metodologie marxiste hanno influenzato ideologie politiche e movimenti sociali. Le interpretazioni marxiste della storia e della società sono state adottate dagli accademici in archeologia, antropologia, studi sui media, scienze politiche, teatro, storia, sociologia, storia e teoria dell'arte, studi culturali, educazione, economia, geografia, critica letteraria, estetica, psicologia critica e filosofia.
Nella filosofia contemporanea, il termine "teoria critica" descrive la filosofia marxista occidentale della Scuola di Francoforte, sviluppata in Germania negli anni '30. La teoria critica sostiene che l'ideologia è il principale ostacolo all'emancipazione umana.

##### Fenomenologia ed ermeneutica

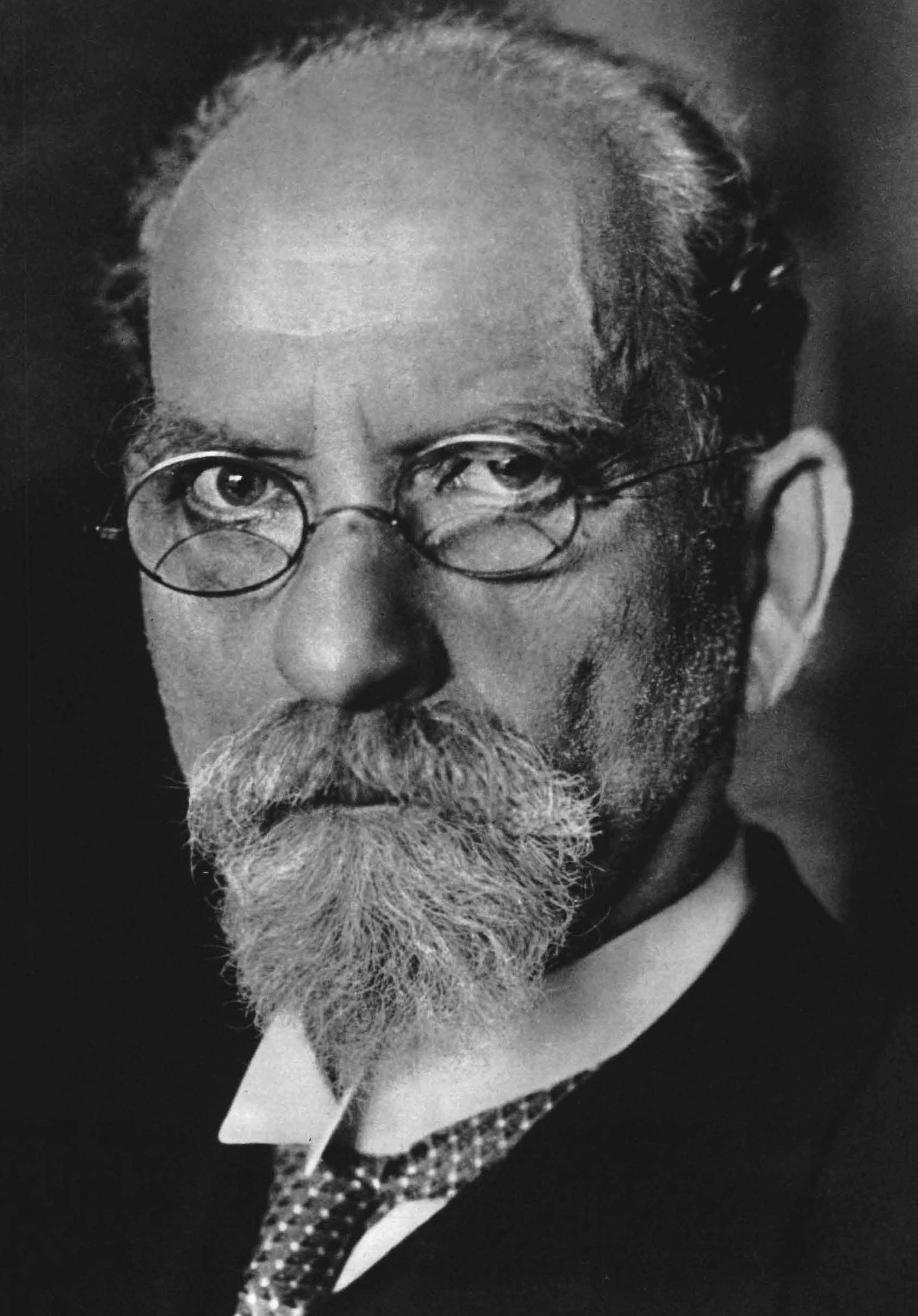
Edmund Husserl.

Il termine fenomenologia designa lo studio dei fenomeni in ambito filosofico per come questi si manifestano, nella loro apparenza, alla coscienza intenzionale del soggetto, indipendentemente dalla realtà fisica esterna, il cui valore di esistenza viene messo per così dire «tra parentesi». La fenomenologia è stata fondata da Edmund Husserl, membro della Scuola di Brentano. Husserl pubblicò solo poche opere nella sua vita, che trattano la fenomenologia principalmente in termini metodologici astratti, ma lasciò un'enorme quantità di analisi concrete inedite. Il lavoro di Husserl ebbe subito un'influenza in Germania, con la fondazione di scuole fenomenologiche a Monaco (fenomenologia di Monaco) e Gottinga (fenomenologia di Gottinga). La fenomenologia raggiunse in seguito fama internazionale grazie al lavoro di filosofi come Martin Heidegger (ex assistente di ricerca di Husserl e sostenitore della fenomenologia ermeneutica, una sintesi teorica dell'ermeneutica e della fenomenologia moderne), Maurice Merleau-Ponty e Jean-Paul Sartre. Attraverso il lavoro di Heidegger e Sartre, l'attenzione di Husserl sull'esperienza soggettiva ha influenzato alcuni aspetti dell'esistenzialismo.

##### Strutturalismo e post-strutturalismo

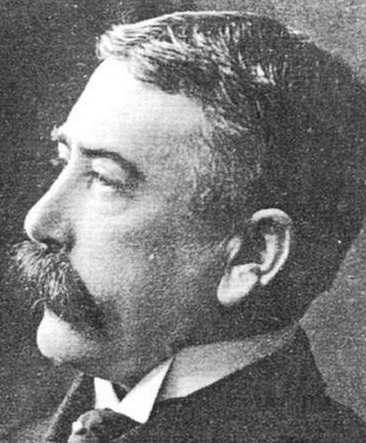
Ferdinand de Saussure

Le origini dello strutturalismo si fanno risalire al lavoro di Ferdinand de Saussure in linguistica. Lo strutturalismo arrivò a dominare la filosofia continentale negli anni '60 e all'inizio degli anni '70, abbracciando pensatori diversi come Claude Lévi-Strauss, Roland Barthes e Jacques Lacan. Il post-strutturalismo è venuto a predominare dagli anni '70 in poi, includendo pensatori come Michel Foucault, Jacques Derrida, Gilles Deleuze e lo stesso Roland Barthes.
Autori come Foucault, ad es., indagano la storia seguendo un metodo genealogico, nel tentativo di delineare il percorso evolutivo dell'uomo e della società contemporanea; altri, come Deleuze, adoperano i risultati di ricerche antropologiche e psicologiche, per fondare nuovi concetti filosofici, come il desiderio. Il problema filosofico fondamentale torna ad essere, innanzitutto, il problema stesso del fondamento, ovvero la necessità di giustificare una forma di conoscenza, quale quella filosofica, attraverso un riferimento esterno ad essa, che le fornisca quella legittimazione e quella stabilità metodica, che essa non sembra in grado di darsi da sola, e alla quale tuttavia non può rinunciare.
Con la scoperta della finitezza del soggetto, dei suoi condizionamenti storici, emotivi, economici, sociali ecc., una parte della filosofia di fine secolo rifiuta la definizione della filosofia come critica della ragione e ripropone, fuori dagli schemi della metafisica tradizionale, una filosofia come ricerca del senso dell'essere, inteso come ciò che precede e determina tutto ciò che è, ricerca che avvicina la filosofia alla letteratura e alla poesia, per certi versi, come accade anche in alcuni pensatori francesi quali ad es. il de-costruzionista Jacques Derrida. Sempre nell'ottica di una filosofia concepita come attività di pensiero del tutto libera e creativa, ma pur sempre rigorosa nell'applicazione del suo metodo, si può considerare come profondamente innovativa la riflessione di Gilles Deleuze, secondo il quale l'attività del filosofo consiste in null'altro che creare concetti.

##### Neoidealismo italiano
L'idealismo o neoidealismo italiano, nato dall'interesse per quello tedesco e per la dottrina hegeliana in particolare, si sviluppò in Italia nei primi decenni del Novecento, preparato dallo spiritualismo della tradizione risorgimentale, e culminato nei suoi due massimi esponenti: Benedetto Croce e Giovanni Gentile. Il neoidealismo definisce il filosofare come «autoconoscenza dello spirito umano» con un apparente rifarsi all'eredità hegeliana che, in effetti, come anche in Benedetto Croce, si riduce a una concezione della filosofia come «metodologia della storiografia» dove la metafisica hegeliana è ormai completamente dissolta.

##### Neokantismo
La visione della filosofia come funzione critica è evidente nelle nuove filosofie come il neokantismo, con l'obiettivo di recuperare, dall'insegnamento kantiano, l'idea che la filosofia debba essere innanzitutto riflessione critica sulle condizioni che rendono valida l'attività conoscitiva dell'uomo. Se come attività conoscitiva si intende in particolare la scienza, il discorso neocriticista guardò anche ad altri campi di attività, dalla morale all'estetica. In linea con i principi del criticismo i neokantiani rifiutano ogni tipo di metafisica, e se questo li contrappone polemicamente alle contemporanee correnti neoidealiste e spiritualiste, li allontana allo stesso tempo dallo scientismo del Positivismo che tende ad una visione assoluta e misticheggiante della scienza. Le due massime espressioni del neocriticismo tedesco furono incarnate dalla Scuola di Baden e dalla Scuola di Marburgo, che influenzarono buona parte della filosofia tedesca successiva (storicismo, fenomenologia); nonostante questa corrente filosofica si sia diffusa in tutti i paesi europei, altre manifestazioni degne di nota si ebbero solo in Francia (Charles Renouvier). Una particolare corrente del neokantismo riprende il trascendentale kantiano adottandolo per una filosofia della cultura. In Ernst Cassirer prende il nome di Filosofia delle forme simboliche come recita il titolo della sua opera maggiore.

#### Il personalismo cristiano
In Francia, i filosofi Emmanuel Mounier (1905-1950) e Jacques Maritain (1882-1973) furono i principali fautori del personalismo, posizione intellettuale che sottolinea l'importanza della persona, attorno al quale ha fondato la rivista Esprit, che esiste ancora oggi. Il personalismo era visto come un'alternativa sia al liberalismo che al marxismo, rispettando i diritti umani e la personalità umana senza indulgere a un eccessivo collettivismo.
Seguendo gli scritti di Dorothy Day, nel XX secolo si sviluppò un personalismo tipicamente cristiano. Il suo principale teorico fu il filosofo polacco Karol Wojtyła (poi Papa Giovanni Paolo II). Questo tipo di personalismo è diventato noto come "tomista" a causa dei suoi sforzi per far quadrare le nozioni moderne riguardanti la persona con gli insegnamenti di Tommaso d'Aquino. Wojtyła è stato influenzato dal personalismo etico del fenomenologo tedesco Max Scheler.
Un primo principio del personalismo cristiano è che le persone non vanno usate, ma rispettate e amate. Nella Gaudium et spes, il Concilio Vaticano II ha formulato quella che è stata considerata l'espressione chiave di questo personalismo: "l'uomo, il quale in terra è la sola creatura che Iddio abbia voluto per se stesso, non può ritrovarsi pienamente se non attraverso un dono sincero di sé".
Questa formula di autorealizzazione offre una chiave per superare la dicotomia spesso avvertita tra la "realizzazione" personale e i bisogni o le esigenze della vita sociale. Il personalismo implica anche l'interpersonalismo, come sottolinea Benedetto XVI nella Caritas in veritate.

#### La divulgazione filosofica
È possibile intravedere nell'odierno processo di divulgazione al pubblico della filosofia un tentativo di risolvere una delle più antiche accuse che la filosofia condivide con la scienza, la matematica e la teologia, quella cioè di incomprensibilità del linguaggio adottato. Certo è inevitabile l'uso di un linguaggio specialistico, ma da alcuni vi si è voluta vedere la volontà di utilizzare a bella posta un linguaggio castale, riservato agli addetti ai lavori.
Oggi il problema di comunicazione del sapere comporta finalmente la consapevolezza che bisogna «... partire non dallo scienziato o dal filosofo o comunque dall'intellettuale aggiornato, ma proprio dal tipo di domande che vengono dal pubblico, che vengono dalla gente, dall'uomo della strada. Questo dovrebbe essere almeno il nostro orizzonte, l'orizzonte di chi fa divulgazione.»
Su questa linea alcune moderne esperienze filosofiche promuovono un uso divulgativo e dialettico del pensiero, offrendo anche forme nuove di fruizione della filosofia, come negli Stati Uniti con le esperienze ormai affermate della Philosophy for Children, la filosofia per bambini, o come nella consulenza filosofica per il benessere della persona nella sua vita privata o nel lavoro aziendale.
Caratteristica di questo nuovo modello di filosofia è che esso non viene fornito solo da professionisti della filosofia ma spesso anche da esperti di altri settori scientifici. Così oggi ingegneri informatici, biologi, fisici ritengono utile alla loro ricerca l'approfondimento filosofico.

## Filosofia islamica

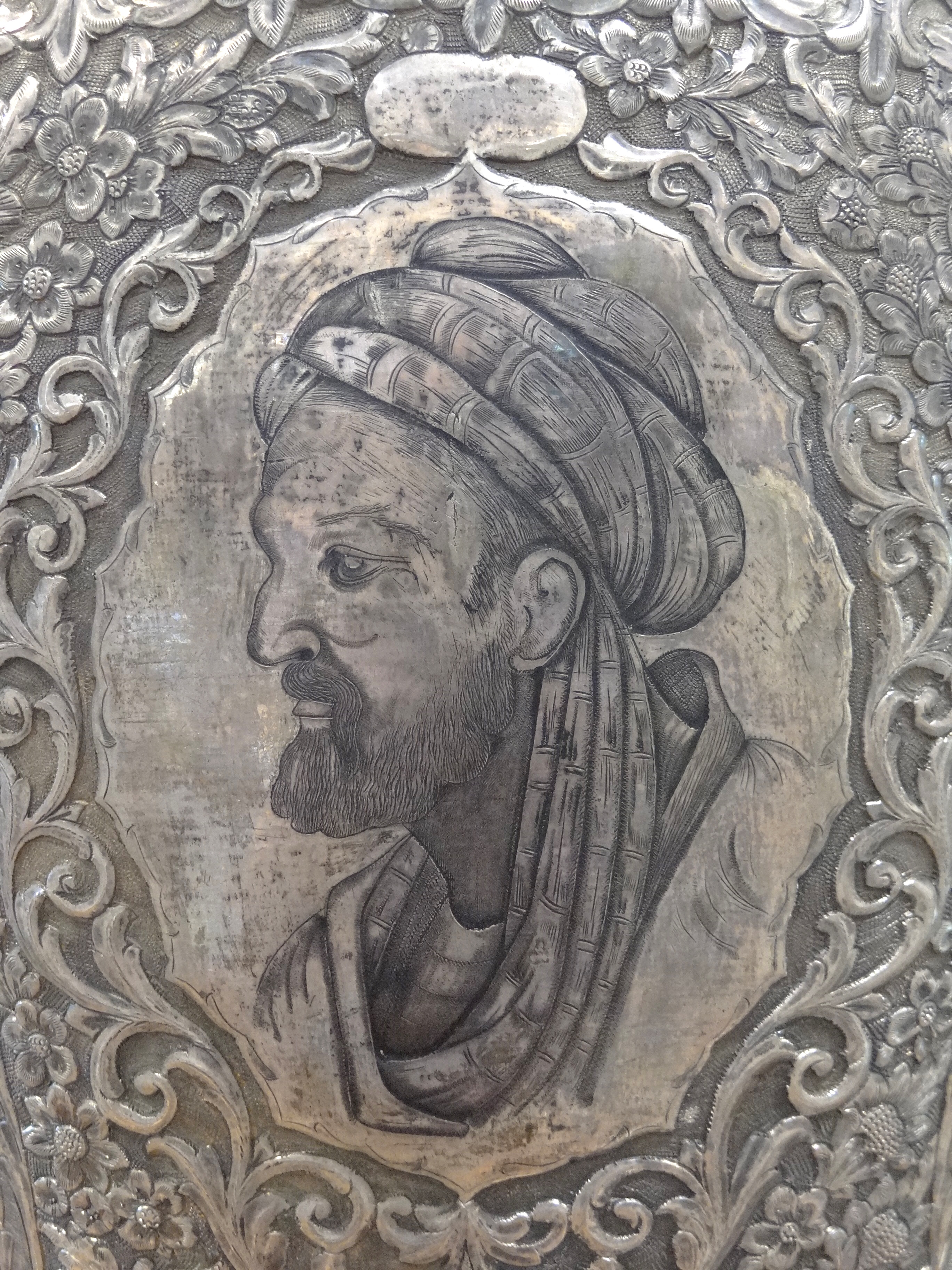
Un ritratto iraniano di Avicenna su un vaso d'argento. Fu uno dei filosofi più influenti dell'epoca d'oro islamica.

La filosofia islamica (in arabo الفلسفة الإسلامية‎?, al-falsafa al-islāmiyya) interessa l'insieme delle questioni filosofiche sollevate dai pensatori musulmani. Malgrado i filosofi musulmani fossero sempre guardati con sospetto dalla comunità islamica e spesso anche perseguitati, essi furono credenti come tutti gli altri nel mondo musulmano, solo che nella ricerca della verità si avvalsero degli strumenti loro forniti dalla filosofia greca, che cercarono di mettere in sintonia con la propria religione. L'evoluzione della filosofia islamica fu sostenuta da un ricco movimento di traduzione dal greco e dal persiano all'arabo avvenuta in epoca abbaside.
Tra l'VIII e il XVI secolo d.C., durante la cosiddetta Epoca d'oro islamica, un fiorente periodo di progresso che nel tempo ha influenzato le varie scienze moderne, il filosofo arabo al-Kindi diede inizio a ciò che oggi chiamiamo Filosofia islamica classica. All'interno della filosofia islamica bisogna sottolineare due concetti:
- Kalam: filosofia che si occupa a comprendere e a spiegare con la ragione i dogmi religiosi.
- Falsafah: significa scienza ragionata intesa come logica, matematica e fisica che segue le dottrine platoniche o aristoteliche.

Tra le figure più importanti in ambito islamico, che cercarono di conciliare l'adesione al Corano con le esigenze della ragione, vi furono al-Kindi, al-Farabi, Ibn Bajja, Avicenna (o Ibn-Sina) e Averroè (o Ibn-Rushd). Altri come Al-Ghazali erano molto critici nei confronti dei metodi degli aristotelici islamici e consideravano eretiche le loro idee metafisiche. Pensatori islamici come Ibn al-Haytham e Al-Biruni svilupparono un metodo scientifico, una medicina sperimentale, una teoria dell'ottica e una filosofia giuridica. Ibn Khaldun è stato un influente pensatore in filosofia della storia.
Il pensiero islamico influenzò profondamente anche gli sviluppi intellettuali europei, soprattutto attraverso i commenti di Averroè ad Aristotele. Le invasioni mongole e la presa di Baghdad nel 1258 sono spesso viste come la fine dell'età dell'oro. Tuttavia, diverse scuole di filosofia islamica hanno continuato a fiorire dopo l'epoca dell'oro e includono correnti come la filosofia illuminazionista, la filosofia sufi e la teosofia trascendente.
Il mondo arabo del XIX e XX secolo vide il movimento Nahda (in arabo rinascimento, rinascita, risveglio), che ebbe una notevole influenza sulla filosofia islamica contemporanea.

## Filosofie orientali
Le filosofie orientali comprendono le varie filosofie che hanno avuto origine nell'Asia orientale e meridionale, tra cui la filosofia cinese, la filosofia giapponese, la filosofia coreana e la filosofia vietnamita (tutte dominanti nell'Asia orientale e in Vietnam) e la filosofia indiana (tra cui la filosofia indù, la filosofia giainista, filosofia buddista), che sono dominanti in Asia meridionale, Sud-est asiatico, Tibet e Mongolia.
Gli orientalisti affermano che la filosofia abbia avuto origini in Oriente circa nel 1300 a.C. e che la stessa filosofia greca derivi dall'antico pensiero sviluppatosi in Asia. A supporto di questa tesi si porta la prova degli intensi rapporti commerciali tra i greci e le popolazioni orientali. Poiché la matematica nelle sue prime acquisizioni è nata in India, si descrive come verosimile l'ispirazione orientale della dottrina pitagorica, mentre sembra meno probabile un contatto con l'Oriente della scuola di Mileto. Talete, in particolare, avrebbe tratto piuttosto dalla cultura egizia nozioni di tipo cosmologico. L'Egitto, infatti, all'epoca esprimeva un contesto assai più progredito della Grecia sul piano tecnologico, con importanti acquisizioni nel campo della geometria e dell'astronomia, ma non solo; basti pensare che nel XII secolo a.C. gli egizi distinguevano già la medicina dalla magia usando il metodo diagnostico. Gli egizi, come anche i babilonesi, facevano progressi in campo matematico mentre i Caldei già nel 2000 a.C., erano in possesso di documenti di studio sui corpi celesti. Ma le motivazioni degli orientalisti vanno oltre le prove sui contatti commerciali dell'Oriente con i greci e sui progressi culturali e scientifici orientali, poiché essi sostengono che la riflessione speculativa, e quindi la filosofia, era già presente in India nella religione brahmanica e poi nel buddhismo, nel confucianesimo e nel taoismo. Pur riconoscendo l'influenza delle culture orientali su quella greca, la maggior parte degli studiosi sostiene la tesi dell'autonomia e dell'originalità della filosofia greca.
Secondo il filosofo Karl Jaspers gli uomini ancora oggi sono debitori di ciò che avvenne nel periodo assiale compreso tra l'800 a.C. e il 200 a.C. in cui l'intera umanità, in India, Cina, Palestina, Iran e Grecia, avvia una rottura epocale in cui si dissolvono le civiltà precedenti frutto di uno sviluppo storico monofiletico a favore di uno sviluppo policentrico caratterizzato da cerchie culturali separate.

### Filosofia indiana

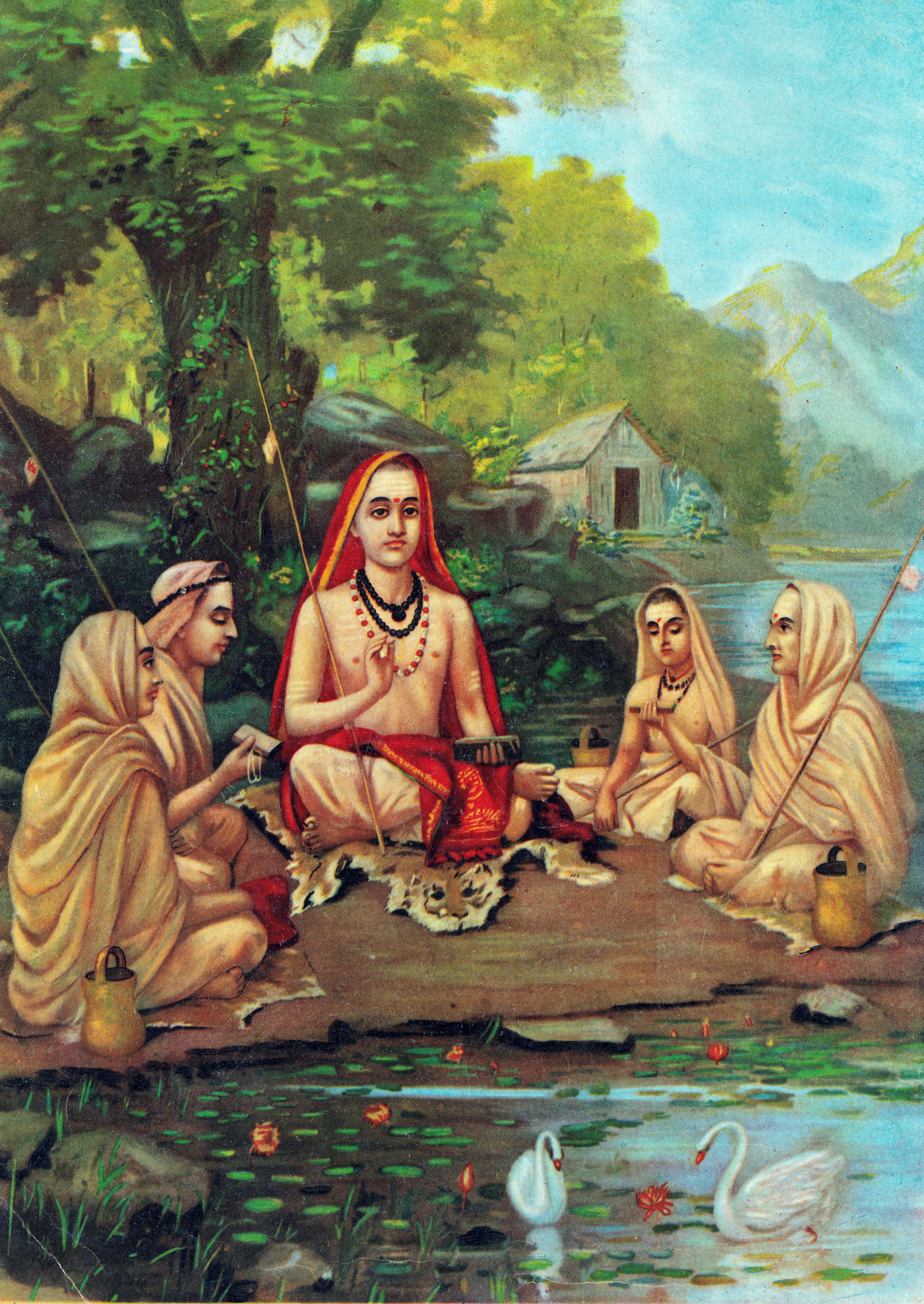
Adi Shankara è uno dei filosofi indiani più studiati.

La filosofia indiana (sanscrito: darśana, lett. 'punto di vista', 'prospettiva') consiste nel complesso di diverse tradizioni filosofiche emerse fin dai tempi antichi nel subcontinente indiano. Le tradizioni filosofiche indiane condividono vari concetti e idee chiave, che sono definiti in modi diversi e accettati o rifiutati dalle diverse tradizioni. Questi includono concetti come dhárma, karma, pramāṇa, duḥkha, saṃsāra e mokṣa.
Appare piuttosto probabile che all'ambito indiano (prima del 1100 a.C.) vadano riconosciuti i prodromi di ciò che sarà la speculazione filosofica, per quanto posti in una veste più specificamente religiosa. Alcuni dei primi testi filosofici indiani sopravvissuti sono le Upanishad del tardo periodo vedico (1000–500 a.C.), che si ritiene preservino le idee del bramanesimo. Le tradizioni filosofiche indiane sono comunemente raggruppate in base alla loro relazione con i Veda e le idee in essi contenute. Il giainismo e il buddismo hanno avuto origine alla fine del periodo vedico, mentre le varie tradizioni raggruppate sotto l'induismo sono emerse principalmente dopo il periodo vedico come tradizioni indipendenti. Gli indù generalmente classificano le tradizioni filosofiche indiane come ortodosse (āstika) o eterodosse (nāstika) a seconda che accettino l'autorità dei Veda e le teorie del brahman e ātman ivi contenute.
Le scuole che si allineano al pensiero delle Upanishad, le cosiddette tradizioni "ortodosse" o "indù", sono spesso classificate in sei darśana o filosofie: Sankhya, Yoga, Nyāya, Vaisheshika, Mīmāṃsā e Vedānta. Le dottrine dei Veda e delle Upanishad sono state interpretate in modo diverso da queste sei scuole di filosofia indù, con vari gradi di sovrapposizione.
Ci sono anche altre scuole di pensiero che sono spesso viste come "indù", sebbene non necessariamente ortodosse (poiché possono accettare scritture diverse come normative, come i Tantra), che includono diverse scuole di scivaismo come Pāśupata, Śaivasiddhānta e scivaismo kashmiro (cioè Trika, Kaula, ecc.).
Le tradizioni "indù" e "ortodosse" sono spesso in contrasto con le tradizioni "non ortodosse" (nāstika, letteralmente "coloro che rifiutano"), sebbene questa sia un'etichetta che non sia utilizzata dalle stesse scuole "non ortodosse". Queste tradizioni rifiutano i Veda come autorevoli e spesso rifiutano concetti e idee importanti che sono ampiamente accettati dalle scuole ortodosse (come Ātman, Brahman e Īśvara). Queste scuole non ortodosse includono il giainismo (accetta ātman ma rifiuta Īśvara, Veda e Brahman), il buddismo (rifiuta tutti i concetti ortodossi tranne rinascita e karma), Cārvāka (materialisti che rifiutano anche la rinascita e il karma) e Ājīvika (noto per la loro dottrina del destino).
La filosofia giainista è una delle uniche due tradizioni "non ortodosse" sopravvissute (insieme al buddismo). Accetta generalmente il concetto di un'anima permanente (jiva) come una delle cinque astikaya (categorie eterne, infinite che costituiscono la sostanza dell'esistenza). Le altre quattro sono dhárma, adharma, ākāśa ("spazio") e pudgala ("materia"). Il pensiero giainista sostiene che tutta l'esistenza è ciclica, eterna e non creata. Alcuni degli elementi più importanti della filosofia giainista sono la teoria giainista del karma, la dottrina della nonviolenza (ahiṃsā) e la teoria della "multilateralità" o Anēkāntavāda. Il Tattvārthasūtra è la prima raccolta conosciuta, più completa e autorevole della filosofia giainista.

### Filosofia cinese

Statua dello studioso neoconfuciano Zhu Xi sul Monte Lu.

La filosofia cinese iniziò durante la dinastia Zhou occidentale e nei periodi successivi alla sua caduta, quando fiorirono le "Cento scuole di pensiero" (dal VI secolo al 221 a.C.). Questo periodo è stato caratterizzato da significativi sviluppi intellettuali e culturali e ha visto l'ascesa delle principali scuole filosofiche della Cina come il confucianesimo, il legismo e il taoismo. Queste tradizioni filosofiche hanno sviluppato teorie metafisiche, politiche ed etiche come il Tao e lo Yin e yang.
Queste scuole di pensiero si svilupparono ulteriormente durante le ere Han (206 a.C. – 220 d.C.) e Tang (618–907 d.C.), formando nuovi movimenti filosofici come lo Xuanxue (chiamato anche Neo-taoismo) e il Neoconfucianesimo. Il neoconfucianesimo era una filosofia sincretica, che incorporava le idee di diverse tradizioni filosofiche cinesi, inclusi buddismo e taoismo. Il neoconfucianesimo arrivò a dominare il sistema educativo durante la dinastia Song (960–1297), e le sue idee servirono come base filosofica degli esami imperiali per la classe ufficiale degli studiosi. Alcuni dei più importanti pensatori neoconfuciani sono gli studiosi Tang Han Yu e Li Ao così come il pensatore Song Zhu Xi (1130–1200). Zhu Xi ha compilato il canone confuciano, che consiste nei Quattro libri (Il grande studio, Il giusto mezzo, i Dialoghi di Confucio, e il Mencio). Lo studioso Ming Wang Yangming (1472–1529) è anche un filosofo successivo ma importante di questa tradizione.
Il Buddismo iniziò ad arrivare in Cina durante la dinastia Han, attraverso una trasmissione graduale attraverso la Via della seta, e attraverso influenze autoctone sviluppò forme cinesi distinte (come Chan/Zen) che si diffusero in tutta la sfera culturale dell'Asia orientale.
Nell'era moderna, i pensatori cinesi hanno incorporato idee dalla filosofia occidentale. La filosofia marxista cinese si sviluppò sotto l'influenza di Mao Zedong, mentre un pragmatismo cinese si sviluppò sotto Hu Shih. Anche le antiche filosofie tradizionali hanno cominciato a riaffermarsi nel XX secolo. Ad esempio, il Nuovo Confucianesimo è diventato piuttosto influente.

## Donne in filosofia

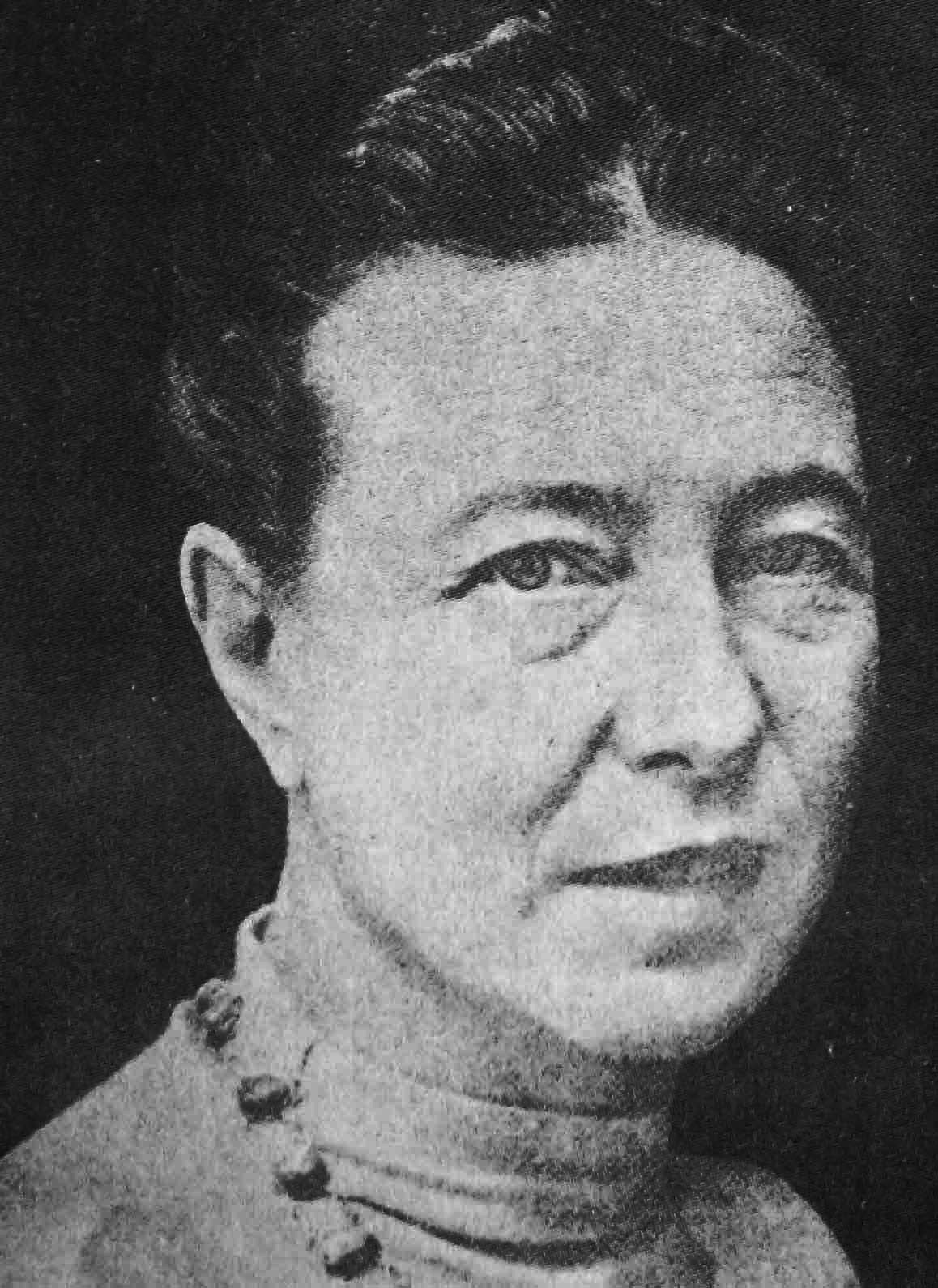
Simone de Beauvoir (1908-1986) è stata una scrittrice, intellettuale, esistenzialista filosofa, attivista politica, femminista e teorica sociale.

Le donne in filosofia sono sempre state presenti nel corso della storia ma poche sono state riconosciute come filosofe e pochissime sono menzionate come autrici di opere filosofiche nel canone Occidentale.
Nella filosofia antica in Occidente, mentre la filosofia accademica era un dominio tipicamente maschile (su tutti Platone e Aristotele), sono state attive durante questo periodo pensatrici donne quali Ipparchia (attiva circa nel 325 a.C.), Arete di Cirene (V-IV secolo a.C.) e Aspasia di Mileto (470-400 a.C.). Una donna notevole della filosofia tardo-antica è stata Ipazia, vissuta nel V secolo. Donne influenti della filosofia contemporanea comprendono Hannah Arendt (1906-75), Simone de Beauvoir (1908-86), Simone Weil (1909-1943).
Nei primi anni del XIX secolo alcuni college ed università del Regno Unito e degli Stati Uniti d'America hanno incominciato ad ammettere anche le donne, dando così vita a nuove generazioni di studiosi di sesso femminile. Tuttavia il rapporto del Dipartimento dell'Istruzione degli Stati Uniti d'America indica che a partire dal 1990 in poi proprio la filosofia è uno dei campi delle scienze umane meno proporzionato in relazione al genere. Le donne vengono a costituire meno del 17% degli iscritti alle facoltà di filosofia secondo alcuni studi.

## Principali discipline filosofiche
Sempre rinnovata, oggi la filosofia si è specializzata in numerose discipline, che si occupano di determinati settori della riflessione filosofica, in alcuni casi confinanti con altre scienze umane.
Queste domande di carattere universale, definibili come il problema del rapporto tra l'individuo e il mondo, tra il soggetto e l'oggetto, vengono trattate dalla filosofia secondo due aspetti: il primo è quello della filosofia teoretica, che studia l'ambito della conoscenza, il secondo è quello della filosofia pratica o morale o etica, che si occupa del comportamento della persona nei confronti degli oggetti e, in particolare, di quegli oggetti che sono gli altri uomini, che egli presume siano individui come lui, perché appaiono a lui simili, pur non potendoli veramente conoscere al di là delle apparenze esteriori. Individuo o persona etimologicamente rivela il carattere problematico della conoscenza reale del prossimo al di là da come si manifesti.

### Filosofia teoretica

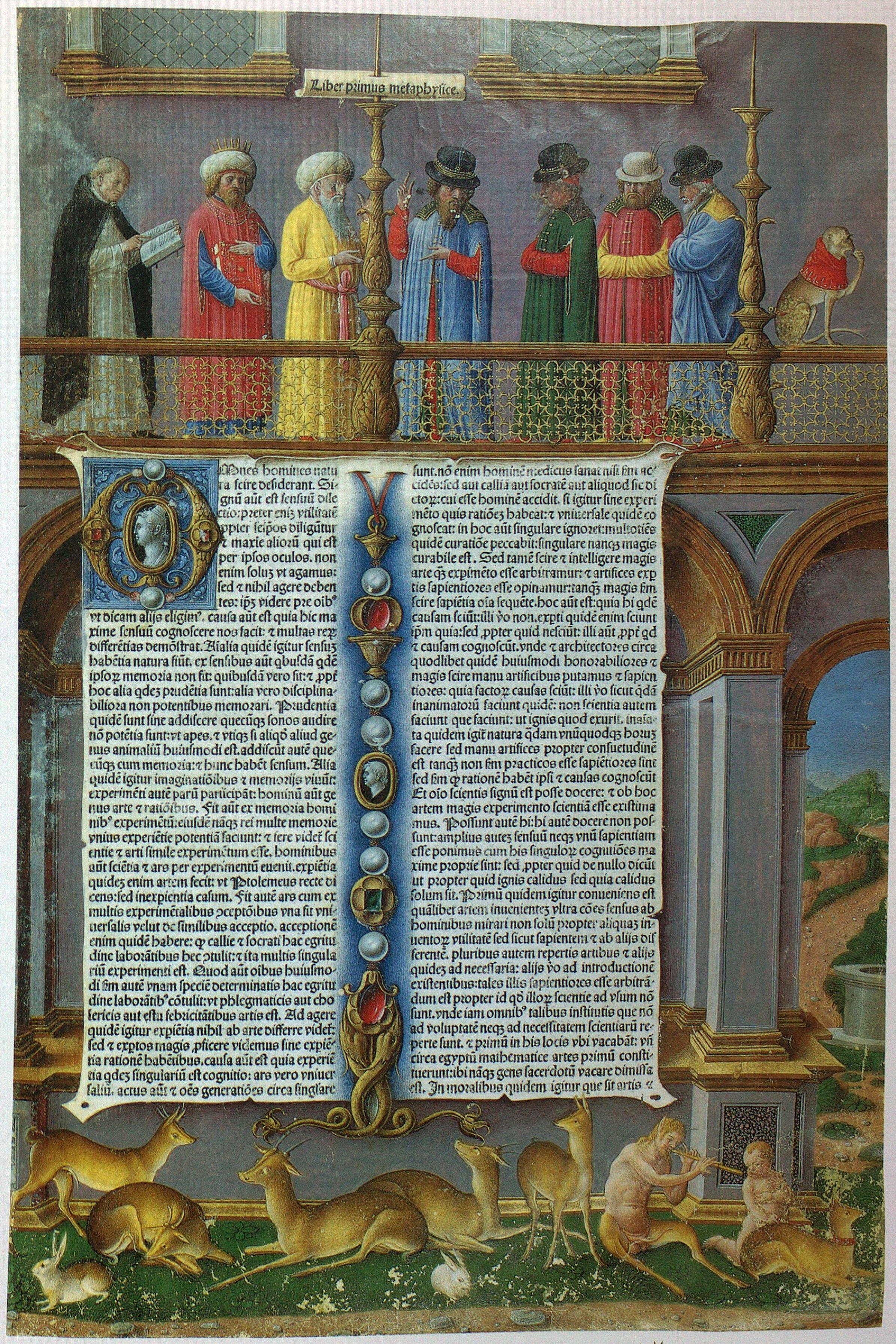
L'inizio della Metafisica di Aristotele in un incunambulo decorato con miniature

Oggetto della filosofia teoretica è la conoscenza nel senso più astratto e generale; la possibilità e il fondamento del conoscere umano, e i suoi oggetti più universali e astratti, quali l'essere, il mondo, ecc.
- Logica: la logica, originariamente, costituisce lo studio delle corrette modalità di funzionamento ed espressione della ragione umana (logos). Essa ha poi assunto il carattere particolare di disciplina che si occupa del corretto argomentare, da un punto di vista meramente formale e simbolico; in questo senso è una disciplina affine alla matematica.
- Metafisica: la filosofia teoretica ha assunto per un lungo periodo storico il carattere di filosofia prima ovvero metafisica. Essa, letteralmente, è la conoscenza che si rivolge a quegli enti generalissimi che stanno "al di là" degli enti sensibili.
- Ontologia: l'ontologia si occupa dello studio dell'essere in quanto essere, della sua differenza con l'ente (differenza ontologica), del suo rapporto col nulla, ovvero ciò che non è essere.
- Epistemologia e gnoseologia: con differenti sfumature, entrambe si occupano dell'analisi dei limiti e delle modalità della conoscenza umana. Soprattutto nella filosofia contemporanea, il concetto di epistemologia riguarda più specificamente la conoscenza scientifica: in questo senso l'epistemologia ha ampie sovrapposizioni con la filosofia della scienza.
- Filosofia della scienza: specificamente è la riflessione interna alla scienza sul metodo e sulla conoscenza scientifica.
- Filosofia del linguaggio: è quell'aspetto della filosofia che si occupa di studiare il linguaggio nella sua relazione con la realtà. Correlandosi strettamente alla linguistica e alla logica, essa si occupa della genesi del linguaggio, del rapporto fra senso e significato e della modalità attraverso cui, in generale, il pensiero si esprime.
- Teologia: è quella specifica disciplina che indaga sull'esistenza di entità superiori (Dio), cercando di stabilire il rapporto di conoscenza che si può avere tra l'ente supremo e l'essere umano.
- Fisica: diversa dalla fisica scientifica, dalla quale è stata ormai soppiantata da almeno quattro secoli, in antichità studiava i fenomeni naturali senza servirsi del metodo scientifico.

### Filosofia pratica

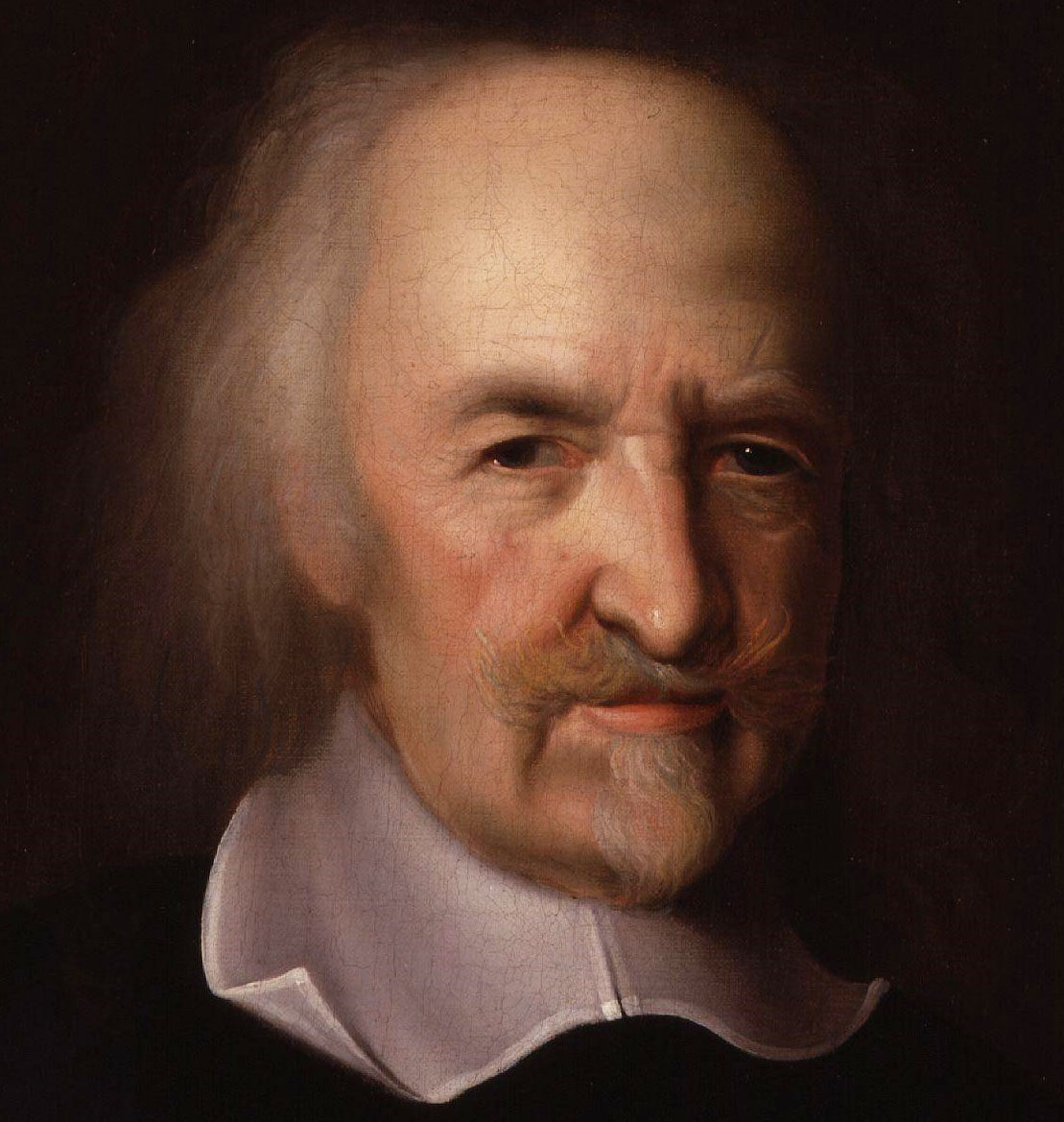
Thomas Hobbes, noto per la sua opera Leviatano, che espose un'influente formulazione della teoria del contratto sociale.

- Etica o morale: è il campo d'applicazione pratico della filosofia per eccellenza. Il suo oggetto è l'uomo in quanto essere sociale: essa in particolare si occupa di determinare ciò che è giusto o sbagliato, distinguendo il bene dal male in base a una determinata teoria dei valori o assiologia. L'etica è intesa anche come la ricerca di uno o più criteri che consentano all'individuo di gestire adeguatamente la propria libertà e di determinarne i limiti opportuni.
- Estetica: è un settore della filosofia che si occupa della conoscenza del bello naturale o di quello artistico, ovvero del giudizio di gusto. In origine, tuttavia, il termine estetica indicava l'analisi dei contenuti e delle modalità della conoscenza sensibile.
- Filosofia del diritto: si tratta di una disciplina intermedia fra filosofia e diritto, che si occupa di definire i criteri attraverso cui si forma il sistema delle norme che regolano la convivenza umana, e i principi in base ai quali un sistema giuridico può essere riconosciuto come valido e vigente.
- Filosofia della politica: oggetto di questa disciplina sono le istituzioni nella loro formazione, soprattutto per ciò che riguarda i fattori che regolano l'instaurazione e il mantenimento del potere nei confronti di coloro che vi sono sottoposti.
- Filosofia della religione: è la disciplina che si occupa di studiare le caratteristiche delle principali religioni da un punto di vista filosofico, individuandone le caratteristiche costanti e universali e studiando il rapporto dell'uomo con la religione come formazione culturale e storica.
- Filosofia della storia: la filosofia della storia si occupa della problematica classica del significato della storia e di un suo possibile fine teleologico. Essa si chiede se esista un disegno, uno scopo, un obiettivo o un principio guida nel processo della storia umana. Altre questioni su cui si interroga questa disciplina sono se l'oggetto della storia è la verità o il dover essere, se la storia è ciclica o lineare, o se esiste in essa il concetto di progresso.

### Nuove discipline
- Bioetica: incrociando conoscenze filosofiche con analisi di tipo scientifico, antropologico e medico, si occupa in particolare degli aspetti etici connessi alla vita, umana e non. Problematiche bioetiche essenziali concernono dunque la riproduzione, la nascita, la morte, l'identità genetica, l'ingegneria genetica ecc.
- Filosofia della mente: sulla scorta delle moderne scoperte scientifiche riguardanti il funzionamento del sistema nervoso umano, si è sviluppata questa disciplina filosofica, che si occupa di indagare il rapporto fra la mente, come forma organizzativa della coscienza, e il cervello come struttura meramente fisica; nonché il rapporto della mente con il corpo e con il mondo.
- Consulenza filosofica: nasce in Germania, con il nome di Philosophische Praxis, ad opera di Gerd B. Achenbach e Bergisch Gladbach nel maggio del 1981[161] diventando oggetto anche di polemiche da parte sia del mondo della filosofia accademica sia da quello delle pratiche psicoterapeutiche. I sostenitori della consulenza filosofica dichiarano che essa costituisce una peculiare applicazione della filosofia, assimilabile ma non coincidente, con le terapie psicologiche.[162][163]. Michael Zdrenka già nel 1998[164] censiva circa 130 praticanti di questa disciplina, ma da allora il loro numero è probabilmente cresciuto, per lo sviluppo di tale attività in alcuni paesi. Gerd B. Achenbach, intervistato al riguardo, afferma di conoscerne parecchi soprattutto nei Paesi Bassi, Israele e Stati Uniti[165]
- Neurofilosofia: una disciplina che tenta di stabilire un rapporto tra le neuroscienze e la filosofia al duplice scopo di render più chiare le risposte alle domande fondamentali della speculazione filosofica avvalendosi delle scoperte neuroscientifiche e nello stesso tempo fornire alle indagini scientifiche sulla mente strumenti speculativi più precisi che evitino confusioni linguistiche o concettuali.[166][167]
- Metafilosofia: esplora gli obiettivi, i confini e i metodi della filosofia. Così, mentre la filosofia tipicamente indaga la natura dell'essere, la realtà degli oggetti, la possibilità della conoscenza, la natura della verità e così via, la metafilosofia è l'indagine autoriflessa sulla natura, gli scopi e i metodi dell'attività che fa questo tipo di domande, chiedendo che cos'è la filosofia stessa, che tipo di domande dovrebbe porre, come potrebbe porre e rispondere e cosa può ottenere così facendo. Il problema fondamentale che il Novecento filosofico si trova a dover fronteggiare è infatti in quale misura la riflessione filosofica, con le sue caratteristiche pretese di generalità e fondamentalità, abbia ancora un senso e un ruolo all'interno del sistema delle scienze specializzate.[168]

## Insegnamento della filosofia
Austria
In Austria, dopo venti anni di sperimentazione, nell'anno scolastico 2021-2022 sono stati attivati i primi corsi di etica e relativi corsi di formazione universitari per il personale docente. Lo Stato prevede l'erogazione di due ore settimanali opzionali e alternative all'ora tradizionale di religione. Principalmente, l'etica attiene alla filosofia e, in secondo piano, alle seguenti discipline: psicologia, sociologia, studi religiosi, storia, diritto, biologia, economia, scienze politiche.
Italia
In Italia l'insegnamento della filosofia è riservato ai soli licei. Fin dal tempo della Riforma Gentile, esso si articola in tre ore settimanali nell'ultimo triennio di studi. Nel corso degli anni, da ultimo nel 2021 ad opera del ministro Patrizio Bianchi, sono state avanzate varie proposte per la sua estensione agli istituti tecnici e professionali. La Società Filosofica Italiana ha più volte manifestato la sua preoccupazione per la situazione dell'insegnamento della filosofia nelle scuole italiane. Nel 2014, ha rilanciato una lettera aperta firmata da Giovanni Reale, Roberto Esposito e Adriano Fabris, nella quale si difendeva l'importanza dell'insegnamento della filosofia nelle scuole superiori e nelle università italiane. In particolare, la lettera sottolineava l'importanza della filosofia teoretica, che era stata oggetto di critiche e proposte di eliminazione.
Francia
In Francia l'insegnamento della filosofia avviene nei licei ed è separato da quello della storia, materia che è unita alla geografia in un'unica cattedra. L'insegnamento non segue un criterio cronologico, bensì è proposto secondo macro aree tematiche (la verità, l’arte, la coscienza, la morale, eccetera) unitamente alla lettura e al commento critico di testi filosofici. A partire dal settembre 2021, la filosofia viene insegnata nell'ultimo anno di tutti gli istituti superiori che aderiscono al progetto, inclusi quelli professionali. Nel 2018 è stata eliminata l'obbligatorietà dell'insegnamento nei licei.
Germania
In Germania lo studio universitario consiste nella lettura e nel commento critico dei testi filosofici. Il docente modera la discussione che si basa sulle domande e la partecipazione attiva degli studenti. Il focus è sull'attualizzazione dei testi.
L'esame è scritto e prevede un saggio critico tematico di lunghezza compresa tra le 15 e le 35 pagine. La riforma scolastica di Alexander von Humboldt del 1806 eliminò lo studio della filosofia dalle scuole superiori. In accordo con Hegel, fino alla riforma del 1972, essa rimase nel ginnasio come studio transdisciplinare e come Propedeutica filosofica, obbligatoria ed autonoma, basata su Logica, Studio dell'antichità e Religione (non Intesa quindi come storia della filosofia). Dopo il 1972 lo studio dell'etica fu introdotto per gli studenti da 12 a 16 anni come materia sostitutiva della religione, nei soli casi in cui quest'ultimo insegnamento era erogato.
Spagna
Il 29 marzo 2022 il governo spagnolo ha approvato la riforma dell'istruzione secondaria obbligatoria (dai 12 ai 16 anni) che prevede l'eliminazione della filosofia e del criterio cronologico nell'insegnamento della storia.
Svizzera
In Svizzera l'insegnamento della filosofia prevede un curricolo da 3 a 5 ore settimanali. L'insegnamento è opzionale e tratta la materia non come una scienza autonoma, ma complementare alla pedagogia o allo studio della religione. I docenti adottano il metodo zetetico, ma anche quello storico integrato con la lettura di testi. L'insegnamento ha l'obiettivo di rendere gli studenti capaci di ragionare autonomamente e criticamente, ma anche di far conoscere loro le risposte date dai filosofi ai problemi più importanti, fornendo il contesto culturale dei principali autori e delle principali correnti filosofiche. Il corso di laurea in filosofia ha durata quadriennale ed è integrato da 4 semestri di tirocinio obbligatorio nelle scuole secondarie superiori. Agli anni 2000, un quinto dei laureati in filosofia trova occupazione nei licei, mentre un terzo nelle università.
Belgio
Secondo il quotidiano Le Soir, nel novembre 2021, dopo due anni di trattative, la maggior parte delle forze politiche delle regioni francofone (Bruxelles e Vallonia) ha raggiunto un'intesa che prevede la trasformazione dell'ora di religione, in precedenza obbligatoria, in un insegnamento extracurriculare facoltativo. A partire dal 2024 essa sarà sostituita nella scuola dell'obbligo da due ore settimanali obbligatorie di filosofia ed educazione civica.
India
In India l'insegnamento della filosofia come materia facoltativa nelle scuole secondarie superiori è stato eliminato nel 2017/2018. Nei due primi decenni del XXI secolo sono state istituite 20 università centrali pubbliche e 400 università private. Nessuna delle università statali fornisce corsi di filosofia, mentre di quelle private solamente due o tre prevedono l'insegnamento di questa materia. I dipartimenti di filosofia stanno gradualmente scomparendo dalle università pubbliche, unitamente a quelli umanistici e delle scienze sociali.

### Manuali scolastici
- Nicola Abbagnano e Giovanni Fornero, Protagonisti e testi della filosofia, 3 volumi, Paravia, Torino, 1996.
- Francesco Adorno, Tullio Gregory e Valerio Verra, Storia della filosofia, 3 volumi, 10ª ed., Roma-Bari, Editori Laterza, 1981  [1973], ISBN non esistente.
- Luciano Ardiccioni, Filosofia, D'Anna, Messina-Firenze, 1996.
- Giovanni Boniolo e Paolo Vidali, Argomentare, 5 volumi, Bruno Mondadori, Milano, 2003.
- Giuseppe Cambiano e Massimo Mori, Storia e antologia della filosofia, 3 volumi, Laterza, Roma-Bari, 1993-1994
- Fabio Cioffi et al., Diàlogos, 3 volumi, Bruno Mondadori, Milano, 2000.
- Costantino Esposito e Pasquale Porro, Filosofia, 3 tomi, Laterza, Roma-Bari, 2009.
- Sergio Givone e Francesco Paolo Firrao, Philosophia, 3 volumi, Bulgarini, Firenze, 2011.
- Nicolao Merker (a cura di), Storia della filosofia, 3 volumi, Editori Riuniti, Roma, 1982.
- Sergio Moravia, Sommario di storia della filosofia, Le Monnier, Firenze 1994.
- Fabio Palchetti (a cura di), Dentro la filosofia, 3 volumi, Zanichelli, Bologna, 1997.
- Lorenzo Cosmo - Valentina Morotti, Le sfide del pensiero (3 volumi), Atlas, 2020.
- Giovanni Reale e Dario Antiseri, Storia della filosofia, 3 volumi, La Scuola, Brescia, 1973.
- Carlo Sini, I filosofi e le opere, Principato, Milano, 1986 (seconda edizione).

### Alcuni testi di studio
- Nicola Abbagnano, La saggezza della filosofia, Rusconi, Milano, 1987.
- Reinhard Brandt, La lettura del testo filosofico, Roma-Bari, Laterza, 1997.
- Hans-Georg Gadamer, L'inizio della filosofia occidentale, Guerini e Associati, Milano, 1993.
- Martin Heidegger, Avviamento alla filosofia, Marinotti Edizioni, Milano, 2006.
- Thomas Nagel, Brevissima introduzione alla filosofia, il Saggiatore, Milano, 1989.
- Fulvio Papi, Capire la filosofia, Ibis, Como-Pavia, 1993.
- Krzysztof Pomian, voce «Filosofia/filosofie», in Enciclopedia Einaudi, vol. 6, Einaudi, Torino, 1979.
- Paolo Rossi Monti (a cura di), La filosofia, 4 volumi, UTET, Torino, 1995.
- Bertrand Russell, La saggezza dell'Occidente, Longanesi & C., Milano, 1961.
- Bertrand Russell, Storia della filosofia occidentale, TEA, Milano, 1991.
- Emanuele Severino, La filosofia antica, Rizzoli, Milano, 1984.
- Nigel Warburton, Il primo libro di filosofia, Einaudi, Torino 1999.
- Wilhelm Weischedel, La filosofia dalla scala di servizio, Raffaello Cortina Editore, Milano, 1996.

### Enciclopedie e dizionari
- N. Abbagnano, Dizionario di filosofia, UTET, Torino 1971 (seconda edizione).
- F. Brezzi, Dizionario dei termini e dei concetti filosofici, Newton Compton, Roma 1995.
- Centro Studi Filosofici di Gallarate, Dizionario dei filosofi, Sansoni, Firenze 1976.
- Centro Studi Filosofici di Gallarate, Dizionario delle idee, Sansoni, Firenze 1976.
- Enciclopedia Garzanti di Filosofia, Garzanti, Milano 1981.
- Internet Encyclopedia of Philosophy
- E.P. Lamanna / F. Adorno, Dizionario dei termini filosofici, Le Monnier, Firenze (rist. 1982).
- L. Maiorca, Dizionario di filosofia, Loffredo, Napoli 1999.
- D.D. Runes, Dizionario di filosofia, 2 volumi, Mondadori, Milano 1972.
- Stanford Encyclopedia of Philosophy
- (EN) Edward Craig, The Concise Routledge Encyclopedia of Philosophy, su archive.org, vol. 2, Routledge, 2000, ISBN 978-0415223645.

### Risorse Internet
- Università di Milano, Risorse web gratuite per lo studio della filosofia, su sba.unimi.it. URL consultato il 6 gennaio 2025.
- MetoLinks: Strumenti per la ricerca di informazioni attraverso Internet, e per la valutazione e la citazione delle risorse online, su biblioassisi.it, Biblioteca del Sacro Convento di San Francesco in Assisi. URL consultato il 17 dicembre 2019 (archiviato il 17 dicembre 2019).